# Pagode

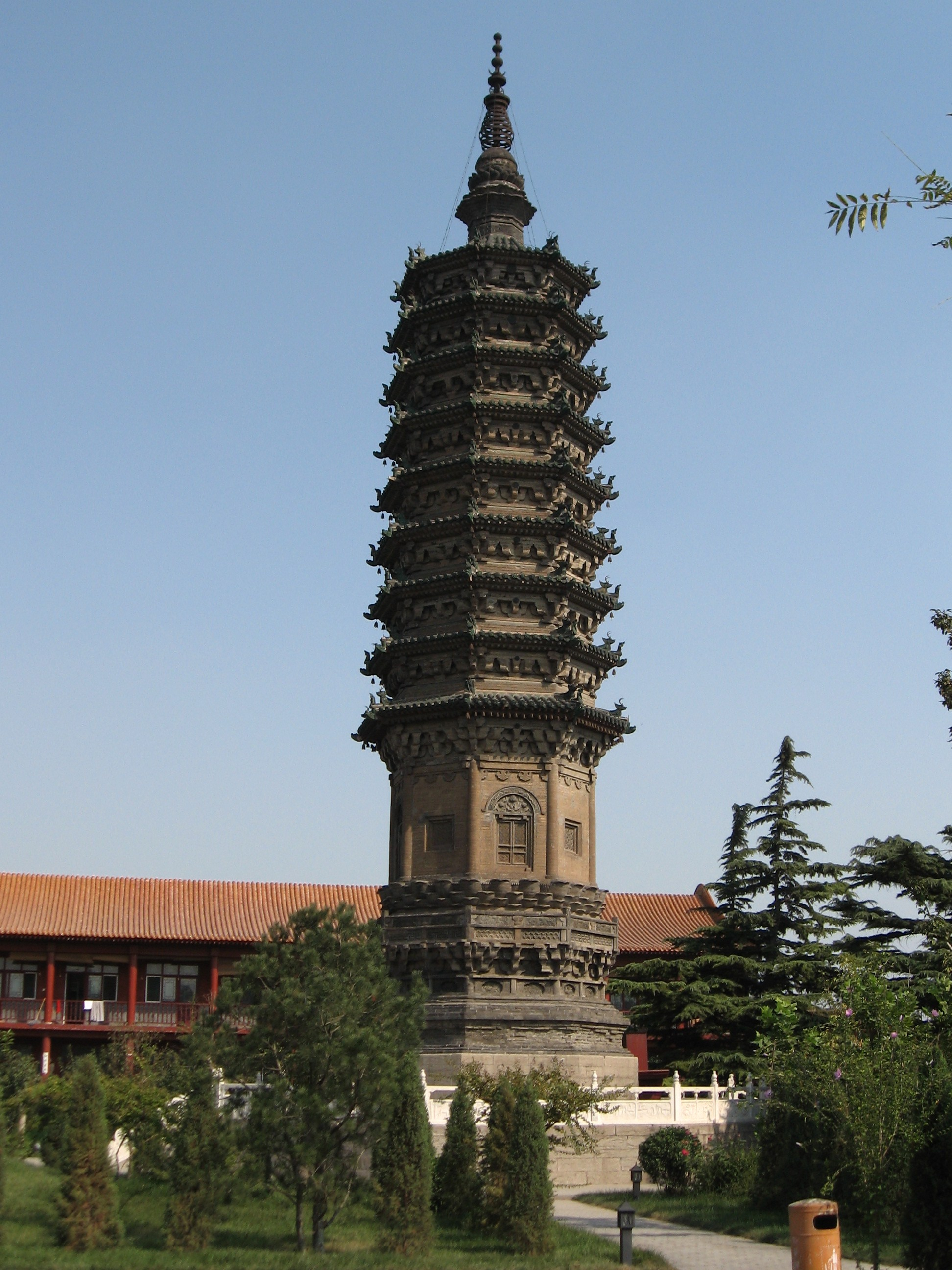
Pagode im Kloster Linji von Zhengding

Eine Pagode ist ein markantes, mehrgeschossiges, turmartiges Bauwerk, dessen einzelne Geschosse meist durch vorragende Gesimse oder Dachvorsprünge voneinander getrennt sind. Gebäude dieser Art sind in Vietnam, China, Nepal, Myanmar, Kambodscha, Japan und Korea zu finden.
Die Herkunft des Wortes Pagode ist nicht sicher geklärt. Entsprechende Bauwerke wurden im antiken Indien auf Sanskrit als स्तूप (stūpa) bezeichnet, in Pali heißen sie thupa. Die chinesische Bezeichnung Ta (chinesisch 塔, Pinyin tǎ) stammt ursprünglich aus dem Pali (thap in der antiken chinesischen Aussprache).
Ursprünglich dienten Pagoden dazu, Überreste erleuchteter buddhistischer Mönche aufzubewahren. Mit der Ausbreitung des Buddhismus nach Ostasien kamen auch die Pagoden nach Osten und entwickelten sich dort zu einer typischen ostasiatischen Traditionsarchitektur. Bereits vor der Einführung der Pagoden aus Indien gab es in China die schwingenden Dächer und auch sich überlagernde Dächer als Baukonstruktion. Diese Baustile wurden mit Pagoden verbunden. Kombiniert mit lokalen Baustilen entwickelte sich über die Jahrhunderte eine Vielzahl unterschiedlicher Pagodentypen. Der ursprünglich quadratische Querschnitt wandelte sich oft zu Sechsecken, Achtecken und sogar runden Querschnitten. Auch die Bautechnik wurde immer weiterentwickelt. Ursprünglich wurden Pagoden aus Stampflehm und Holz gebaut. Mit der Zeit kamen Ziegelsteine, Keramik, Majolika und sogar Metall als Baumaterial hinzu. Nach dem 14. Jahrhundert wurden Pagoden zunehmend profan verwendet. Man unterscheidet seitdem zwischen buddhistischen Pagoden und Fengshui-Pagoden (文峰塔).
Die architektonische Beschäftigung mit Pagoden erfordert Kenntnisse in Materialwissenschaft, Baustatik, Erdkunde, Geologie und vielen anderen Wissenschaften. Als ein besonderes Merkmal der ostasiatischen Kultur hatten und haben Pagoden Einfluss auf Geschichte, Religion, Ästhetik, Philosophie und viele andere kulturelle Bereiche. Für das Verständnis der ostasiatischen Kultur sind sie ein wichtiges Element.

## Geschichte und Entwicklung

### Ursprünge

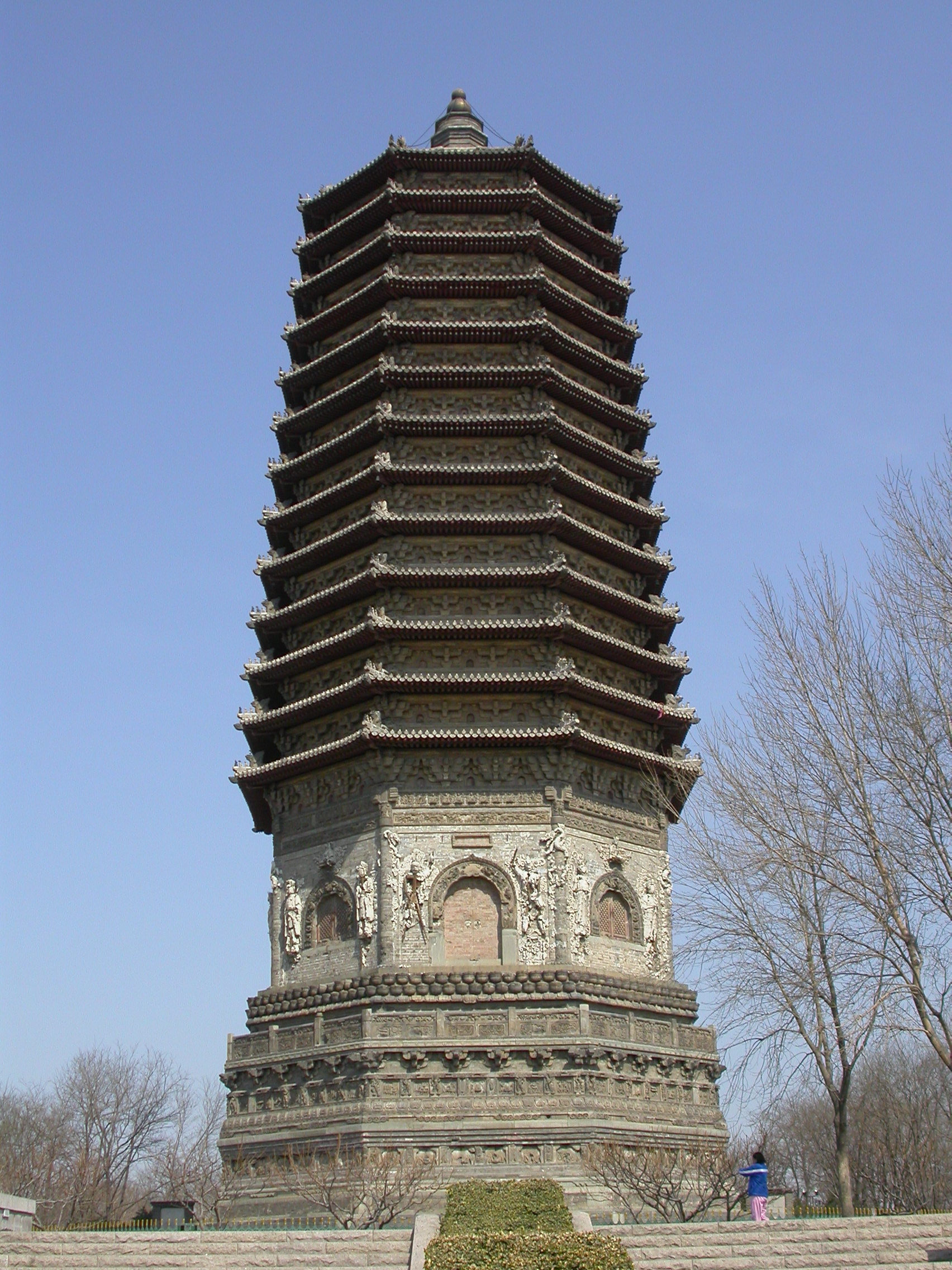
Buddhistische Pagode des Cishou-Tempels im Umland von Peking

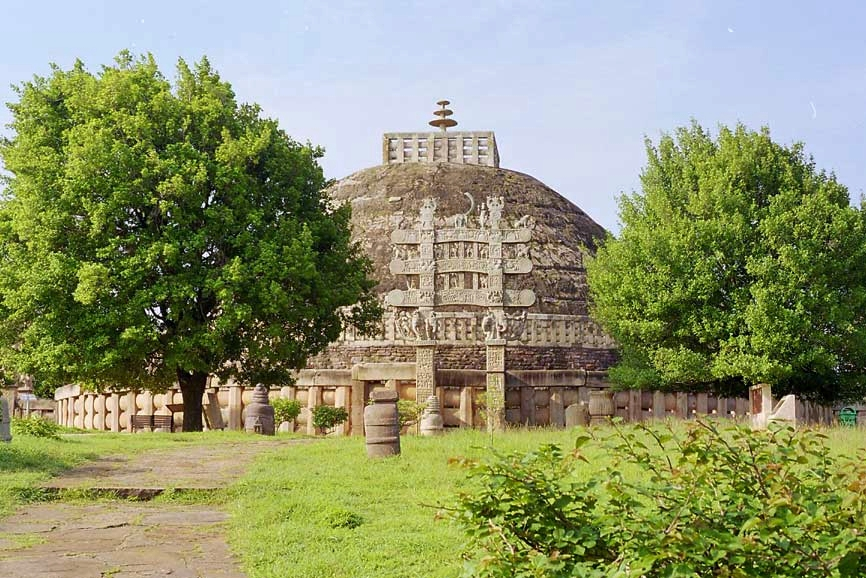
Stupa

Die Pagode hat zwei wesentliche Ursprünge: der indische Stupa und das traditionelle chinesische Wohngebäude.
Der Stupa war ursprünglich ein buddhistisches Gebäude, in der die Sarira, also die sterblichen Reste von Siddhartha Gautama, aufbewahrt wurden, die bei der Verbrennung seines Leichnams übrig geblieben waren. Stupa bedeutete Grab. Später baute man auch Stupas als Gedenkstätten für den Buddha an seinem Geburts- und Todesort. Mit der Verbreitung des Buddhismus wurden dann auch andernorts Stupas aufgestellt, um Sarira aufzubewahren. Noch später wurden auch die Sarira der verstorbenen und verehrten Mönche in Stupas aufbewahrt. Indische Stupas sind halbkugelförmige Erdhügel.
Die traditionellen chinesischen Wohngebäude mit Doppeldächern gab es bereits vor der Zeit der Qin-Dynastie. Allerdings gibt es keine Originalgebäude dieser Bauart mehr, die vor der Han-Dynastie gebaut wurden. Außer zeitgenössischen Dokumenten ermöglichen vor allem Wandmalereien sowie Grabbeigaben aus den Gräbern der Han-Zeit die Rekonstruktion der früheren Bauweise. Viele der Grabbeigaben stellen Holzgebäude dar, die zwei bis drei Stockwerke aufweisen. Diese in Ton gebrannten Grabbeigaben sind detailgetreu angefertigt. So weisen sie die typische chinesische Bauweise mit Dougong (斗拱) und hervortretenden Dächern auf. Selbst Türen und Fenster werden bis ins Detail wiedergegeben. Die meisten dieser Gebäude besitzen einen quadratischen Grundriss. Die stilistische Ähnlichkeit zwischen den Grabbeigaben der Han-Zeit und den Holzpagoden, die während der Zeit der Wei-Dynastie und der Jin-Dynastie auftauchten, ist unübersehbar.

### Die ersten Pagoden
Der Buddhismus kam während der Zeit der Östlichen Han-Dynastie nach China. Der Baustil der buddhistischen Gebäude vermengte sich schnell mit dem traditionellen chinesischen Baustil. Daraus entstanden die Stockwerkpagoden (楼阁式塔). Diese Gebäude waren aus Holz, leicht entflammbar und schwer zu erhalten; deswegen entwickelten sich daraus später die Dichtdachpagoden (密檐式塔), die aus Ziegelsteinen gebaut wurden.
Ursprünglich war die Bezeichnung des neuartigen Bautyps in China uneinheitlich. Manche bezeichneten ihn direkt als Stupa, andere als Buddha oder Thupo. Es gab auch Übersetzungen als Quadratgrab (方坟) oder Rundgrab (圆冢). Erst in der Sui-Dynastie und der Tang-Dynastie kam die Bezeichnung Ta auf, die bis heute benutzt wird. Während der Eingliederung der Pagoden in die chinesische Kultur (Sinisierungsprozess) wurden Pagoden auch in den Daoismus übernommen, wobei sich auch der Baustil veränderte. Gleichzeitig wurde der Bautyp immer öfter im nicht religiösen Kontext benutzt. Vor allem verwendete man die Pagoden als Aussichtspunkt, für Feng Shui und für andere Zwecke.
Die ersten buddhistischen Pagoden in China entstanden zur Zeit der Östlichen Han-Dynastie im Stil der Stockwerkpagoden. Die erste Pagode südlich des Jangtsekiang wurde in der Zeit der Drei Reiche im heutigen Nanjing gebaut.
Etwa zur gleichen Zeit oder kurz danach wurden auch auf der koreanischen Halbinsel Pagoden errichtet. Zu dieser Zeit war die Halbinsel in drei Staaten gespalten. Die überwiegend aus Stein und selten aus Holz gebauten Pagoden werden stilistisch nach den jeweiligen Staaten unterschieden.
Keine der Pagoden aus dieser Periode hat die Zeiten überdauert. Auf einigen Malereien der Han-Zeit sind Pagoden zu sehen. Dabei ist die Form der Stupa noch klar zu erkennen.
In der Nähe von Kaschgar gibt es eine stark verwitterte Pagode. Da die Stadt an der Seidenstraße liegt und bereits um die Zeitenwende ein buddhistisches Zentrum war, wird angenommen, dass die Pagode bereits aus der Han-Zeit stammen könnte. Die Mehrheit der Historiker jedoch rechnen sie der Tang-Zeit zu.

### Südliche und Nördliche Dynastien
Während der Südlichen und Nördlichen Dynastien breitete sich der Buddhismus über ganz China aus. Es entstanden viele Grotten, Tempel und Pagoden. In den Yungang-Grotten und in Dunhuang sind viele Abbildungen damaliger Pagoden zu sehen. Die älteste erhaltene Pagode stammt aus dem Jahre 466 aus der Zeit der Nördlichen Wei-Dynastie. Sie war ganz aus Stein und befand sich auf dem Areal eines Tempels in Shuozhou in der Provinz Shanxi. Während des Zweiten Weltkrieges wurde die Spitze der Pagode versteckt, während der Rest durch die japanischen Besatzer abtransportiert wurde. Nach dem Krieg wurde die Pagode an China zurückgegeben. Heute befindet sich die Spitze weiterhin im Tempel in Shanxi, während der Rest im Nationalen Palastmuseum in Taipeh aufbewahrt wird. Die Pagode des Songyue-Tempels auf dem Berg Song Shan in der Provinz Henan aus der Zeit der Nördlichen Wei-Dynastie gilt als die älteste noch erhaltene Ziegelsteinpagode. Die vorwiegenden Baumaterialien dieser Zeit waren Stein, Holz und Ziegelsteine.

### Sui- und Tang-Dynastie
Die Sui-Dynastie war zwar von sehr kurzer Dauer, hatte aber den Buddhismus als Staatsreligion. Um den Geburtstag seiner Mutter zu feiern, ließ Kaiser Sui Wendi im ganzen Land über hundert Pagoden errichten. All diese Pagoden waren aus Holz; daher ist keine bis heute erhalten geblieben. Die einzige verbliebene Pagode aus der Sui-Zeit ist die Simen-Pagode in der Provinz Shandong, die jedoch aus Stein erbaut wurde.
Später wurden die Formen der Pagoden vielfältiger. Die Tang-Dynastie stellt die Blütezeit des chinesischen Kaiserreichs dar. Sie hatte großen Einfluss auf die umliegenden Kulturen, nahm aber umgekehrt auch viele von deren Elementen auf. Dies hat sich auch in der Entwicklung der Pagoden niedergeschlagen. Aus dieser Zeit sind bis heute über hundert Pagoden erhalten geblieben. Zu Beginn der Tang-Zeit waren die Pagoden zwar oft aus Ziegelstein, im Stil ahmen sie aber die Holzpagoden nach. Meist haben sie quadratische Grundrisse und sind innen hohl. Anders als spätere Pagoden haben die Tang-Pagoden keinen Sockel, auch an den Bauwerken selbst fehlen große Malereien und Dekorationen.
Zu dieser Zeit kamen Pagoden mit dem Buddhismus aus China und Korea nach Japan. Wegen der häufigen Erdbeben bestehen japanische Pagoden meistens aus Holz. Bis heute dominieren in Japan die quadratischen Grundrisse wie zur Tang-Zeit. Ebenfalls aus geologischen Gründen haben japanische Pagoden meistens einen niedrigen Unterbau, eine relativ kleine Grundfläche und nur eine geringe Höhe. Ein anderes charakteristisches Stilelement der japanischen Pagoden sind ihre weit auskragenden Dächer. Auch in ihrem Inneren bewahren japanische Holzpagoden bis heute die Tang-Bauweise mit einem besonders stabilen zentralen Holzpfeiler.
Zur gleichen Zeit verbreiteten sich Pagoden auch nach Süden. Besonders in Nanzhao wurden zu dieser Zeit viele Pagoden gebaut, da dort der Buddhismus Staatsreligion war. Heute sind nur noch wenige dieser Pagoden in Kunming und Dali erhalten. Die Pagoden in Nanzhao ähneln jenen der Tang-Zeit sehr. Auch die Pagoden in Balhae folgten zu dieser Zeit stilistisch der chinesischen Bauweise.
Während der Zeit der Fünf Dynastien und Zehn Reiche war das Land stark durch Unruhen geprägt. Es gab zu dieser Zeit nur wenige Neugründungen von Klöstern und Neubauten von Pagoden. Allerdings trat zu dieser Zeit eine wichtige stilistische Neuerung auf: Zum quadratischen kamen sechs- und achteckige Grundrisse hinzu. Auch die Innenarchitektur der Pagoden veränderte sich: Wendeltreppen und Treppenhäuser wurden eingebaut, und auf den Etagen gab es Außenplattformen.

### Liao-, Song- und Jin-Dynastie
Während der Liao-, Song- und Jin-Dynastie war China politisch geteilt. Die Baustile, auch jener der Pagoden, unterschieden sich ebenfalls.
Im Süden, im Song-Gebiet, entstanden aufgrund der prosperierenden Wirtschaft viele Pagoden. Die Song-Pagoden zeichnen sich gegenüber den weiter verbreiteten Stockwerkpagoden durch ihre Vielfältigkeit aus. Sie haben meistens einen sechs- oder achteckigen Grundriss; quadratische Grundrisse sind selten.
Die Song-Pagoden sind außen reichlich geschmückt. Jede Etage besitzt eine Plattform, Geländer sowie fliehende Dächer. Selbst eine so große und hohe Pagode wie die Pagode der Sechs Harmonien in Hangzhou erscheint geschwungen und leicht.
Auch in der Struktur des Tempels hat es während der Song-Zeit viele Änderungen gegeben. In der Tang-Zeit befand sich die Pagode meist im Vorhof des Tempels, genoss also eine prominente Stellung. In der Song-Zeit wurde diese Stellung von der Haupthalle übernommen, die Pagode wurde in den Hinterhof oder zur Seite versetzt.
Dagegen waren die Pagoden der nördlichen Liao wesentlich gedrungener und kompakter. Bei den Liao-Pagoden herrscht Dichtdach-Bauweise vor, als Baumaterial wurden dauerhaftere Werkstoffe wie Ziegel- und Hausteine verwendet. Für Fenster und Türen bevorzugte man bei den Liao-Pagoden die statisch günstigere Bogenform anstatt der geraden Stürze der Song-Pagoden. Die meisten Liao-Pagoden haben einen achteckigen Grundriss. Ein Charakteristikum der Liao-Pagoden ist ihre sehr aufwändige Gestaltung. Zwar benutzte man Ziegel- und Hausteine als Baumaterial, aber der Baukörper wurde so gestaltet, als sei er in Holzbauweise errichtet. Die Holzstrukturen wie Balken und Rippen wurden aufwändig ausgearbeitet, ebenso Fenster und Türen. An der Oberfläche wurden oft Sutras eingraviert, die Fassaden mit Buddha-, Vajra-, Rikishi-, Bodhisatvastatuen oder reich gestalteten Turm-, Gebäude- und Pagodenminiaturen dekoriert. Die Pagode des Pekinger Tianning-Tempels ist ein Paradebeispiel des Liao-Tempels. Hier haben sich die Künstler besondere Mühe gegeben: Selbst die Dächer der Tempel wurden so bearbeitet, als ob sie komplett aus Holz wären, jedes Strukturdetail wurde ausgearbeitet. Die meisten Liao-Pagoden sind jedoch nicht so prunkvoll gestaltet. Meistens haben nur die ersten beiden Stockwerke Dächer, darüber werden die relativ einfachen Konsolen benutzt. Viele Liao-Pagoden besitzen einen hohen ästhetischen Wert und übten großen Einfluss auf späteren Pagoden aus.
Die nachfolgende Jin-Dynastie brachte wenige Innovationen. Die meisten Pagoden waren Nachahmungen von Tang- und Liao-Pagoden. Eine große Ausnahme ist eine Pagode in einem Tempel in Zhengding in der Provinz Hebei, welche die erste Vajrasitz-Pagode darstellt.

### Yuan-Dynastie
Die chinesische Yuan-Dynastie dauerte relativ kurz. Aber die herrschenden Mongolen-Kaiser waren alle gläubige Buddhisten; sie haben vor allem die indische Stupa-Bauweise in China wiederbelebt. Da in der mongolischen Oberschicht viele Anhänger der Mizong vertreten waren, entstanden auch viele Vajrasitz-Pagoden.

### Ming- und Qing-Dynastie
Seit der Ming- und Qing-Dynastie kamen Fengshui-Pagoden auf. Dabei handelt es sich um Pagoden, die an bestimmten wichtigen Stellen aufgestellt wurden, um die lokale Fengshui zu verbessern. Zu festgelegten Zeiten baute jeder Landkreis Pagoden, um angebliche Defizite im eigenen Fengshui zu korrigieren. Außerdem dienten die Fengshui-Pagoden zur Verbannung böser Geister. Die meisten Pagoden der Ming- und Qing-Periode waren Fengshui-Pagoden.
Der Baustil erfuhr während der Ming- und Qing-Dynastie kaum Innovationen. Da viele Pagoden aus dieser Zeit erhalten geblieben sind, repräsentieren sie alle Bauformen und -stile. Dabei herrschen die Stockwerkpagoden vor. Die häufigsten Baumaterialien waren Backstein, Haustein, selten auch Holz. Die meisten dieser Pagoden sind großzügig angelegt. Die mit Backstein gebauten Bauwerke ahmen Holzstrukturen bis ins kleinste Detail nach. Der Grundriss ist meist sechs- oder achteckig bzw. quadratisch. Die Formen der Pagoden waren so vielfältig wie nie zuvor: von schmalen stiftartigen bis zu breiten und turmartigen gibt es alle Variationen. Die Pagoden der Ming- und Qing-Zeit übernahmen auch die aufwändigen Dekorationen der Liao-Pagoden. Allerdings war auch hier eine Profanierung zu beobachten. Nicht nur buddhistische Motive zieren die Fassaden der Pagoden, sondern auch folkloristische und aus Sagen und Geschichten übernommene Ikonographien.

## Der Begriff „Pagode“
Es ist heute nicht endgültig geklärt, woher der Begriff „Pagode“ stammt. Da keinerlei Verbindung oder Ableitung zu Worten aus dem buddhistischen Vokabular festgestellt werden kann, ist es möglicherweise ein portugiesischer Neologismus, vielleicht stammt er aber auch vom Sanskrit-Wort „Bhagavatī“ („bhagavat“: gesegnet; in dravidischen Dialekten: Pogŏdi) oder vom persischen „but Kedah“ (Götzenschrein).
In Vietnam ist Pagode (englisch: pagoda) die Übersetzung des vietnamesischen Wortes Chùa, welches als Oberbegriff für den gesamten Tempelkomplex steht.
In Südostasien wird „Pagode“ oft mit „Stupa“ verwechselt, dessen Weiterentwicklung in Thailand dort „Chedi“ genannt wird.

## Architektur
Pagoden gehen in die Höhe und haben geschwungene Dächer. Im Gegensatz zum indischen Stupa ist die chinesische Pagode zugänglich. Sie enthält zumeist im Erdgeschoss das Hauptbildnis Buddhas und in der Mitte der übrigen Stockwerke Figurengruppen oder eine durchgehende Säule, in die Reliquien eingemauert sind. Auf der Galerie eines jeden Stockwerks kann man diese Säule umschreiten. Im Inneren finden sich oft noch weitere Bildwerke.
Eine der größten Pagoden in Europa ist die des vietnamesisch-buddhistischen Klosters „Viên Giác“ in Hannover.
Die meisten Pagoden befinden sich in Klöstern, manche aber auch außerhalb. Darauf bezieht sich das chinesische Sprichwort: „Wo eine Pagode ist, da ist auch ein Kloster.“ Allerdings wurden im Laufe der Zeit viele Klöster zerstört, während die Pagoden oft erhalten blieben. Deswegen kann man heute auch buddhistische Pagoden ohne Klöster sehen.

### Baumaterial

#### Stampflehm
Es gibt nur sehr wenige Pagoden, die aus Stampflehm (chinesisch 夯土, Pinyin hāngtǔ) gebaut wurden. Der Grund dafür ist die hohe, graziöse Gestalt der Pagoden, für deren Errichtung Stampflehm als Baumaterial aus statischen Gründen nicht geeignet ist. Besonders in feuchten Gebieten sind Stampflehmbauwerke sehr schwer zu erhalten. Die wenigen in China erhaltenen Stampflehmpagoden befinden sich daher auch im trockenen Nordwesten des Landes mit überwiegend lehmigen Böden. Die meisten Pagoden aus Stampflehm sind zudem im Stil der relativ kurzen und kompakten Glockenbauweise errichtet.
Die berühmtesten bis heute erhaltenen Pagoden aus Stampflehm sind die an den Kaisergräbern des Tangutenreichs. Ursprünglich waren sie aufwendig mit Majoliken dekoriert. Nach der Eroberung des Tangutenreiches durch die Mongolen wurden die Dekorationen der Pagoden abgeschlagen. Den massiven Lehmkernen konnte man jedoch nichts anhaben, und so blieben sie bis heute erhalten.

#### Holz

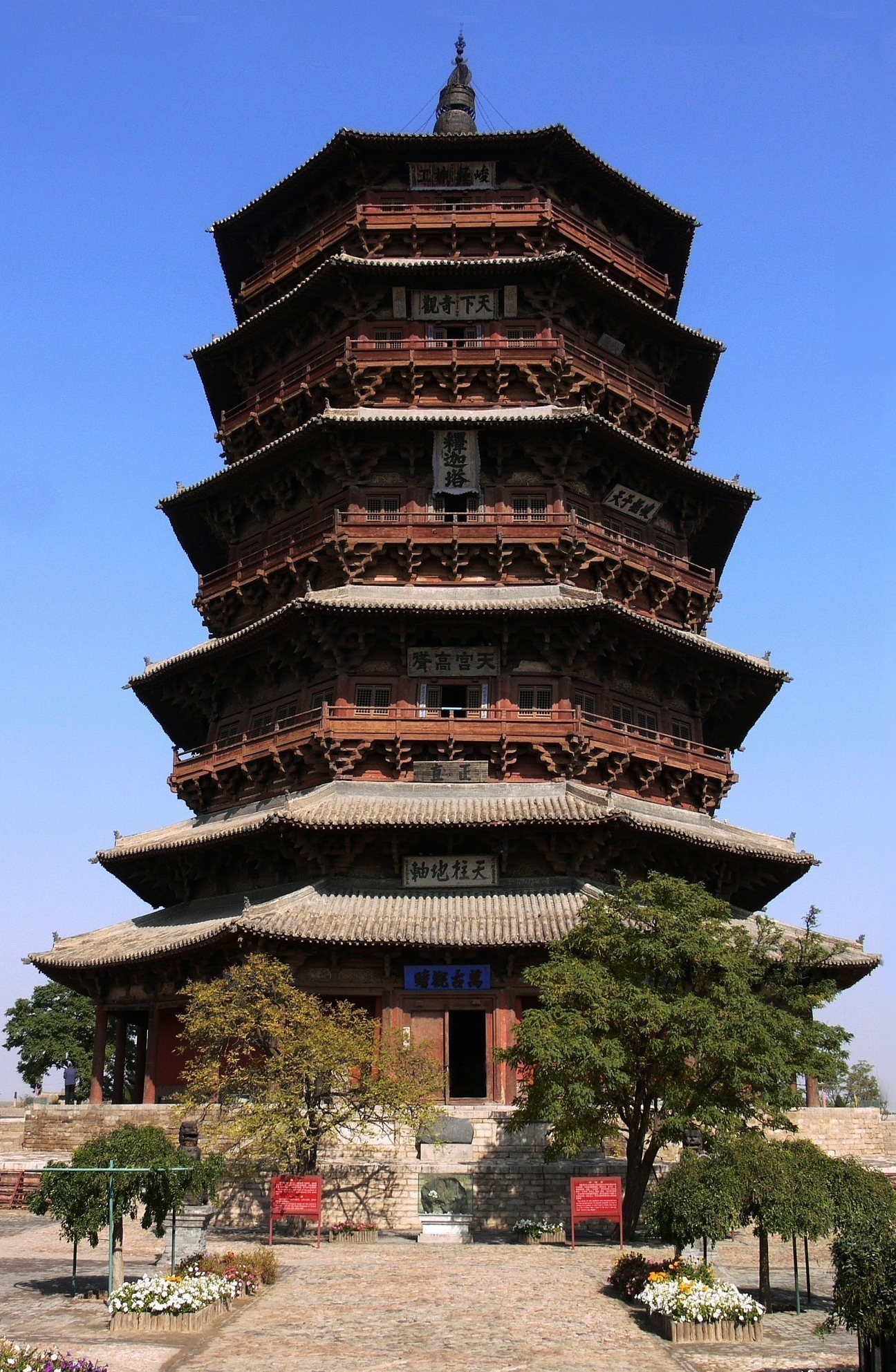
Die Holzpagode des Fogong-Klosters in Shanxi

Holz ist das bevorzugte Baumaterial in China. Auch die frühesten chinesischen Pagoden sind aus Holz. Aus der Zeit der Drei Reiche ist eine merkwürdige Konstruktion überliefert: Man baute die untere Stockwerke in der Art traditioneller chinesischer Wohngebäude aus Holz und setzte diesen ein stupaartiges Steindach auf. Wegen ihrer prekären Statik und der Zeit sind diese Bauwerke nicht erhalten geblieben. Die Architektur der Holzpagoden orientiert sich jeweils an den zeitgenössischen Palastbauten. Sowohl die tragenden Elemente wie Dougong, Balken, Träger und Säulen wie auch die nichttragende Elemente wie Türen, Fenster und Geländer ähneln immer wieder denen zeitgenössischer Paläste.
Die frühen Holzpagoden hatten alle einen Kern aus Stampflehm oder Backstein. Die Holzkonstruktion wurde um diesen Kern herum aufgebaut. Später wurden die Erdkerne durch eine große Holzsäule ersetzt. Dadurch erhält das Bauwerk einen größeren Innenraum. Die Verwendung einer Mittelsäule schränkt aber auch die Höhe der Pagoden ein, da es nicht so leicht ist, einen sehr hohen und geraden Baumstamm dafür zu finden. Die Pagoden können nicht höher als die Mittelsäule gebaut werden. Die älteste erhaltene Holzpagode, die Pagode des Fugong Klosters, steht in der Provinz Shanxi und stammt aus der Liao-Zeit. Diese Pagode führte eine technische Innovation ein: Statt einer zentralen Holzsäule in der Mitte, befindet sich auf jeder Etage ein Kreis von Säulen; damit konnte sie die Einschränkung der Höhe überwinden und ist auch statisch viel stabiler.

#### Backstein

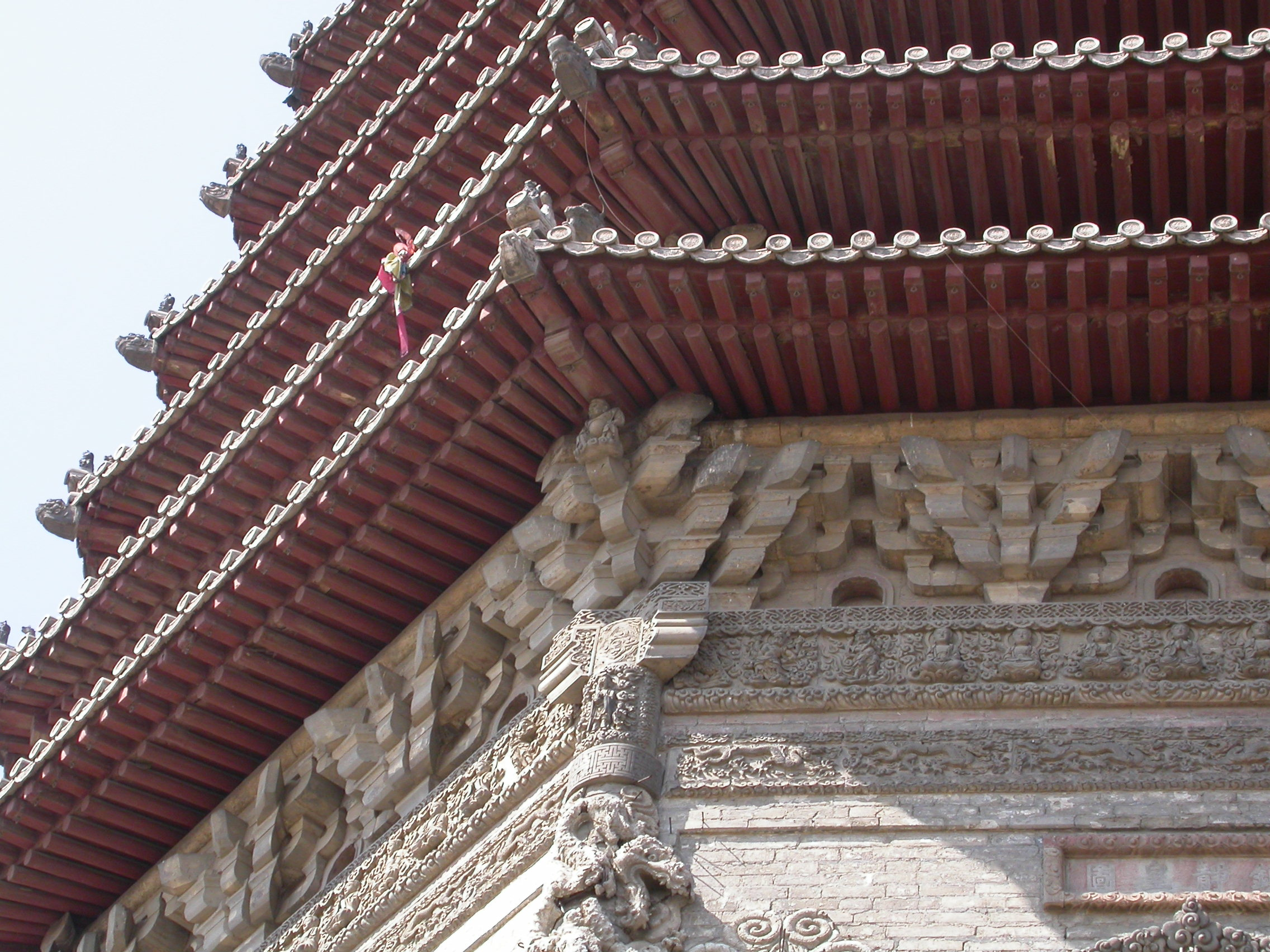
Backsteinstruktur, die Holzstrukturen nachahmt

Die überwiegende Mehrzahl der erhalten gebliebenen Pagoden sind aus Ziegelsteinen. Die verwendeten Ziegelsteine wurden aus Ton gebrannt, sind haltbarer und stabiler als Holz und Stampflehm und auch leichter zu verarbeiten. Ferner können Ziegelsteine in unterschiedlichen Formen vor Ort hergestellt und mit Skulpturen versehen werden, sind also besonders für den Pagodenbau geeignet. In der Ming- und Qing-Zeit wurden fast alle hohen Pagoden aus Backstein gebaut, andere Baumaterialien wurden so gut wie vollständig verdrängt.
Die aufwendige Nachahmung der Holzstruktur birgt aber auch Nachteile. Diese Bauweise verleiht den Pagoden ihre charakteristische ostasiatische Wirkung und ist schön anzusehen, eignet sich aber nicht besonders gut für den Einsatz von Backsteinen. Da die Pagoden sich von unten nach oben verjüngen, können die Backsteine nicht regelmäßig angeordnet werden. Im Mauerwerk sind sie völlig unregelmäßig und durcheinander geschichtet. Nur dadurch kann die sanfte Kurve der Pagoden verwirklicht werden. Um die äußere Ästhetik zu wahren, wird nur die äußerste Schicht der Backsteine ordentlich zusammengefügt.
Bei einem Backsteingebäude kommt dem Mörtel eine ebenso große Rolle zu wie den Steinen. Der während der Tang-Zeit benutzte Lössmörtel besaß wenig Haftung. In der Song- und Liao-Zeit begann man daher, dem Lössmörtel Kalk und Spreu beizumengen. In der Ming-Zeit wurde hingegen ausschließlich Kalkmörtel benutzt. Diese Innovation führte zu größerer Stabilität nachfolgender Pagoden.
Ein anderes Problem der Backsteinpagoden stellen die vielen kleinen Ritzen dar, die allen Arten von Pflanzen, von Gräsern bis zu ganzen Bäumen, Platz bieten. Die Wurzeln können die Bauwerke ernsthaft schädigen und die Pagoden zum Einsturz bringen. Ferner sind Ziegelsteine relativ einfach aus den Bauwerken zu lösen. Die berühmte Donnergipfel-Pagode (Leifeng-Pagode) in Hangzhou stürzte deshalb ein.

#### Haustein
Haustein war kein bevorzugtes Baumaterial in Ostasien, eignet sich aber gut für schlanke Bauwerke; deswegen gibt es relativ viele Steinpagoden. Die meisten davon sind relativ klein, es gibt nur wenige hohe Steinpagoden. Um hohe Steinpagoden zu bauen, bedurfte es großen Geschicks bei der Steinbearbeitung sowie Erfahrungen, die in Ostasien fehlten. Außer großen Steinplatten und -säulen wurden auch bei vielen Pagoden kleinere Steine wie Backsteine verbaut. Auch hier versuchte man, Holzstrukturen nachzuahmen. Dabei wurden einfach die unterschiedlichen Eigenschaften des Baumaterials vernachlässigt, was sich nachteilig auf den gesamten Bau auswirkte.

#### Majolika

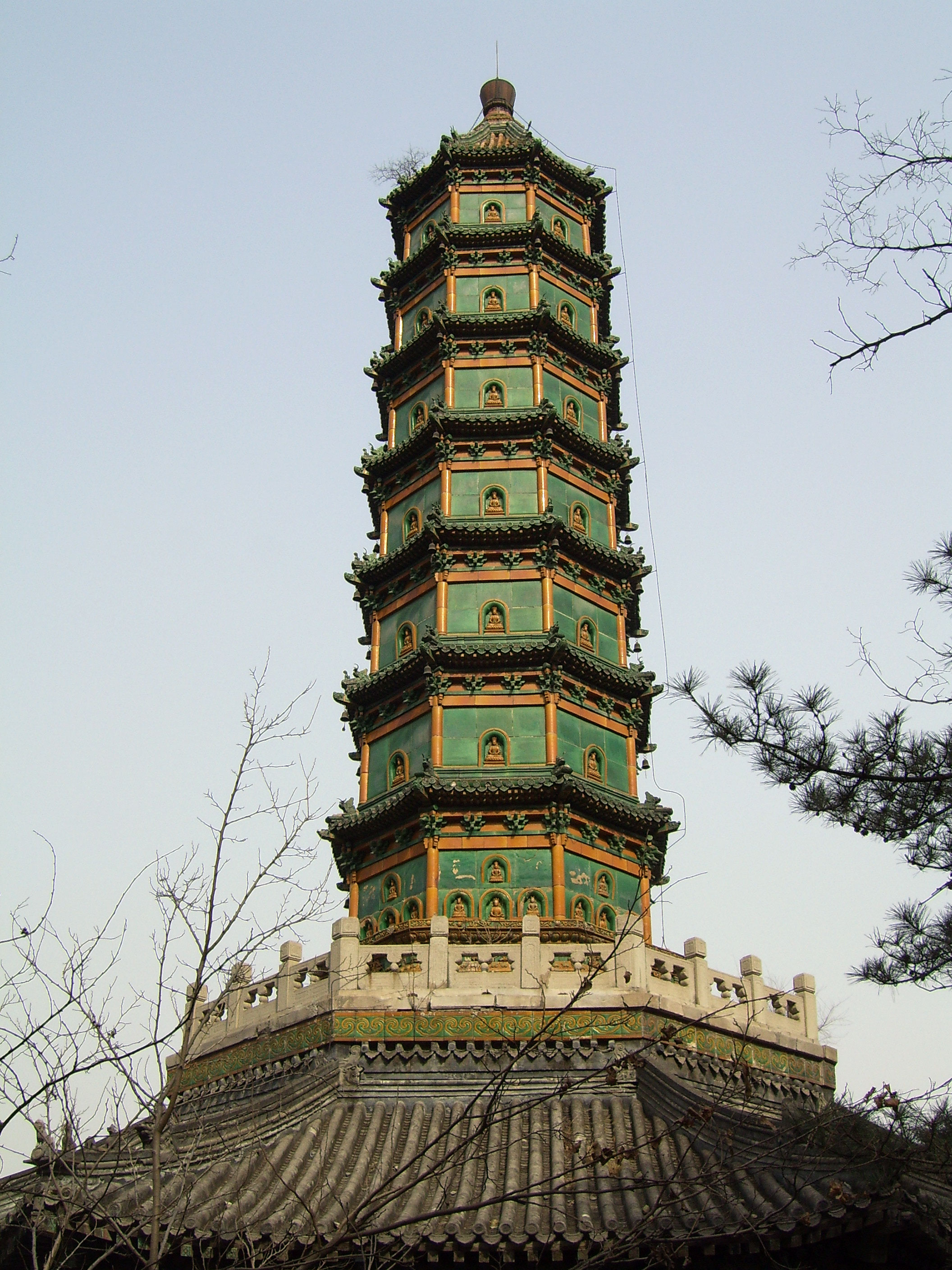
Majolika-Pagode im Xiangshan-Park, Peking

Streng genommen sind Majolika-Pagoden Backsteinpagoden. Die Majoliken dienen nur als Fassadendekoration, innen werden die Pagoden aus Backsteinen in traditioneller Bauweise errichtet. Die Verwendung von Majoliken war im alten China rigiden Beschränkungen unterworfen, nur mit einer offiziellen Erlaubnis konnten sie eingesetzt werden. Deswegen gibt es nur sehr wenige Majolika-Pagoden, und die meisten von ihnen wurden mit ausdrücklicher Genehmigung des Kaisers erbaut.
Majolika bietet mit seiner wasserabweisenden Oberfläche besonders guten Schutz gegen Erosion. Da Majolika ein seltenes und teures Material ist, gibt es nur sehr wenige Pagoden, die vollständig damit verkleidet sind. Die meisten hatten nur an den Ecken und Dächern Majoliken, oder benutzen dieses Material nur als dekorative Figuren.

#### Metall

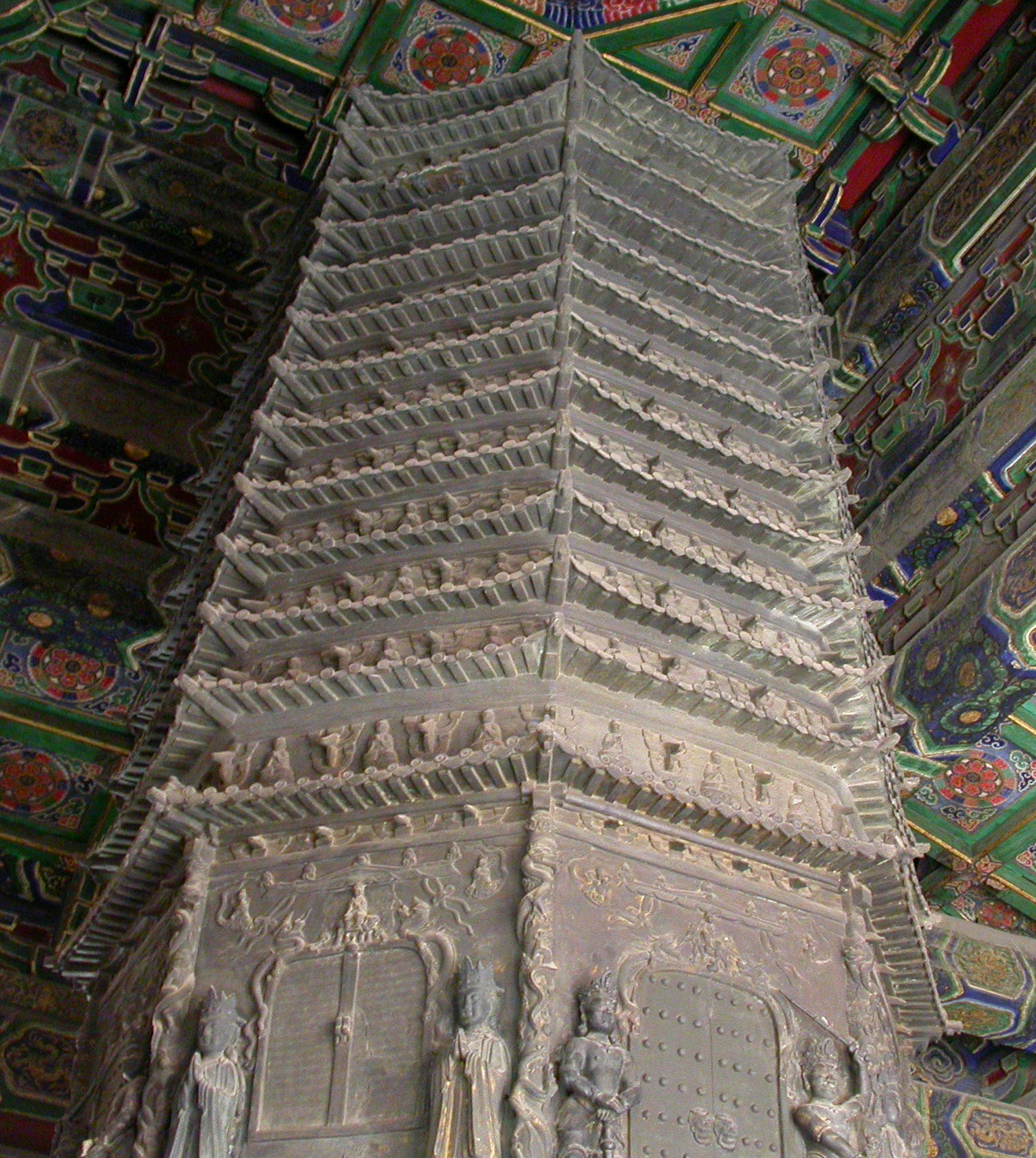
Kupferlegierungpagode in Wanshou-Kloster in Peking

Es gibt nur wenige Metallpagoden, sie sind meistens auch relativ klein. Die meisten dieser Metallpagoden sind dekorative Handwerkserzeugnisse. Gebräuchliche Metalle sind Eisen, Kupfer, Silber und Gold. Die meisten dieser kleineren Pagoden werden als ganze gegossen. Es gibt wenige große Metallpagoden, die aus Teilen zusammenmontiert werden. Da Metalle einen größeren Ausdehnungskoeffizienten als Steine besitzen und das Problem der Korrosion zumindest früher nicht gelöst werden konnte, eignen sich Metalle nicht gut als Pagodenbaumaterial bzw. wurden kaum verwendet.
Metallpagoden gab es seit der Zeit der Fünf Dynastien; wegen des großen finanziellen und technischen Aufwands (s. o.) allerdings nur in geringer Anzahl. Aus der Song- und Ming-Dynastie sind einige Metallpagoden erhalten geblieben. Miniaturpagoden aus Metall sind hingegen recht zahlreich. Meist wurden sie aus Edelmetall hergestellt und sehr aufwändig und detailreich bearbeitet. Sie stellen Meisterwerke des antiken chinesischen Kunsthandwerks dar.

#### Räucherstäbchenmehl

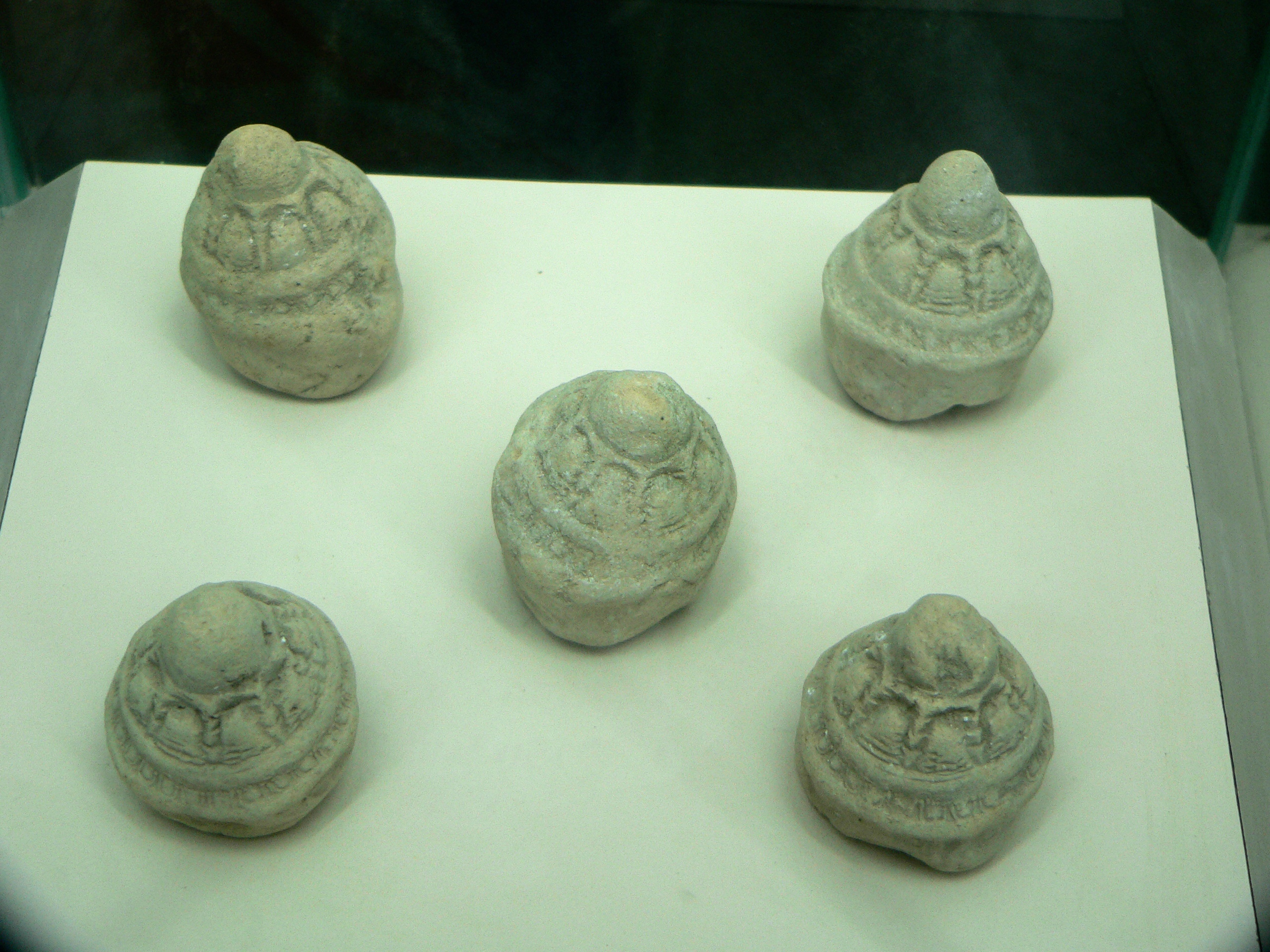
In Zhenjue-Kloster, Peking, entdeckte Miniaturpagoden aus Räucherstäbchenmehl

In Klöstern und Tempeln gibt es Miniaturpagoden aus Räucherstäbchenmehl. Diese Pagoden sind keine Bauwerke, sondern Bestandteil der lamaistischen Zeremonie. Die meisten dieser Pagoden ahmen die Glockenpagoden nach, haben ein Fundament und darüber einen glockenförmigen Turm. Einige haben darüber zusätzlich ein Dach. Für bestimmte Zeremonien wird eine gewisse Anzahl dieser kleinen Pagoden hergestellt und vor einer Buddhastatue oder in einer richtigen Pagode aufgestellt (meistens auf der Spitze oder im Erdpalast). In der Pagode des Zhenjue-Klosters in Peking sowie in der Großen Lamapagode in Gansu, Shandan, werden viele dieser Pagoden aufbewahrt.

### Bestandteile der Pagode

#### Erdpalast
Ursprünglich wurden Stupas benutzt, um die Sarira zu beherbergen. Diese Verwendung wurde ebenfalls in China mit dem traditionellen chinesischen Begräbnis kombiniert, dadurch entstand der so genannte „Erdpalast“ (地宫) der Pagode. Oft wird der Erdpalast auch „Drachenpalast“ (龙宫) genannt. Ebenso wie Kellergewölbe müssen die Erdpaläste vor dem Pagodenbau ausgehoben werden. Es gibt quadratische, sechseckige, achteckige und runde Erdpaläste. Im Erdpalast wurden Steintruhen und kleinere Steinpagoden zur Aufbewahrung der Sarira aufgestellt, daneben wurden Sutras, Buddhastatuen und andere Objekte mit vergraben.
Beispiele berühmter Erdpaläste finden sich in Famen Si, in der Provinz Shaanxi, und in der Tiankai-Pagode in Peking.

#### Sockel

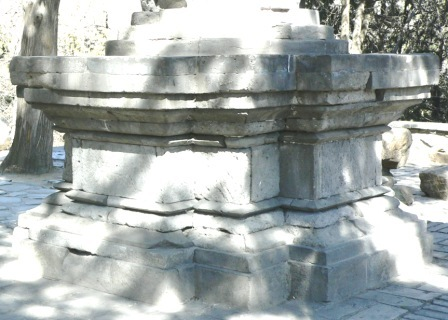
Sumerusockel einer kleinen Steinpagode

Über dem Erdpalast befindet sich meistens ein Sockel. Der Sockel bildet die Basis der Pagode. Es gibt mehrere unterschiedliche Bauformen von Pagodensockeln, die am häufigsten anzutreffende ist der Sumerusockel, der das Zentrum der buddhistischen Welt, den Berg Sumeru symbolisiert. Auf jede Seite des Sockels gibt es oft spitzbogenförmige Nischen, in denen Buddhastatuen oder anderen Figuren aufgestellt sind.

#### Körper
Über dem Sockel befindet sich der Pagodekörper, der Haupt- und auch bekannteste Teil einer Pagode. Der Körper wird auch hauptsächlich dazu benutzt, um die unterschiedlichen Baustile zu unterscheiden.

#### Spitze

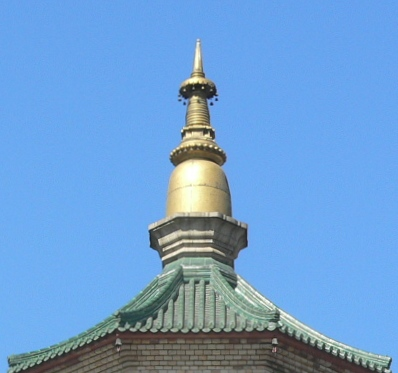
Die Spitze einer Pagode

Die Spitze einer Pagode soll das Himmelreich des Buddhas symbolisieren. Deswegen muss jede Pagode eine Spitze haben, egal in welchem Baustil sie gebaut wurde. Die meisten Pagodenspitzen stellen selbst eine Miniaturpagode dar, meistens im Stil einer Glockenpagode, die ihrerseits Sockel, Körper und Spitze hat. Dies ist das Überbleibsel der indischen Stupa, die nach einer langen Entwicklung in Ostasien jedoch die bedeutendste Stellung auf den Pagoden gefunden hat.

### Formen
Unten werden die geläufigsten Pagodenformen mit Bildbeispielen aufgelistet:

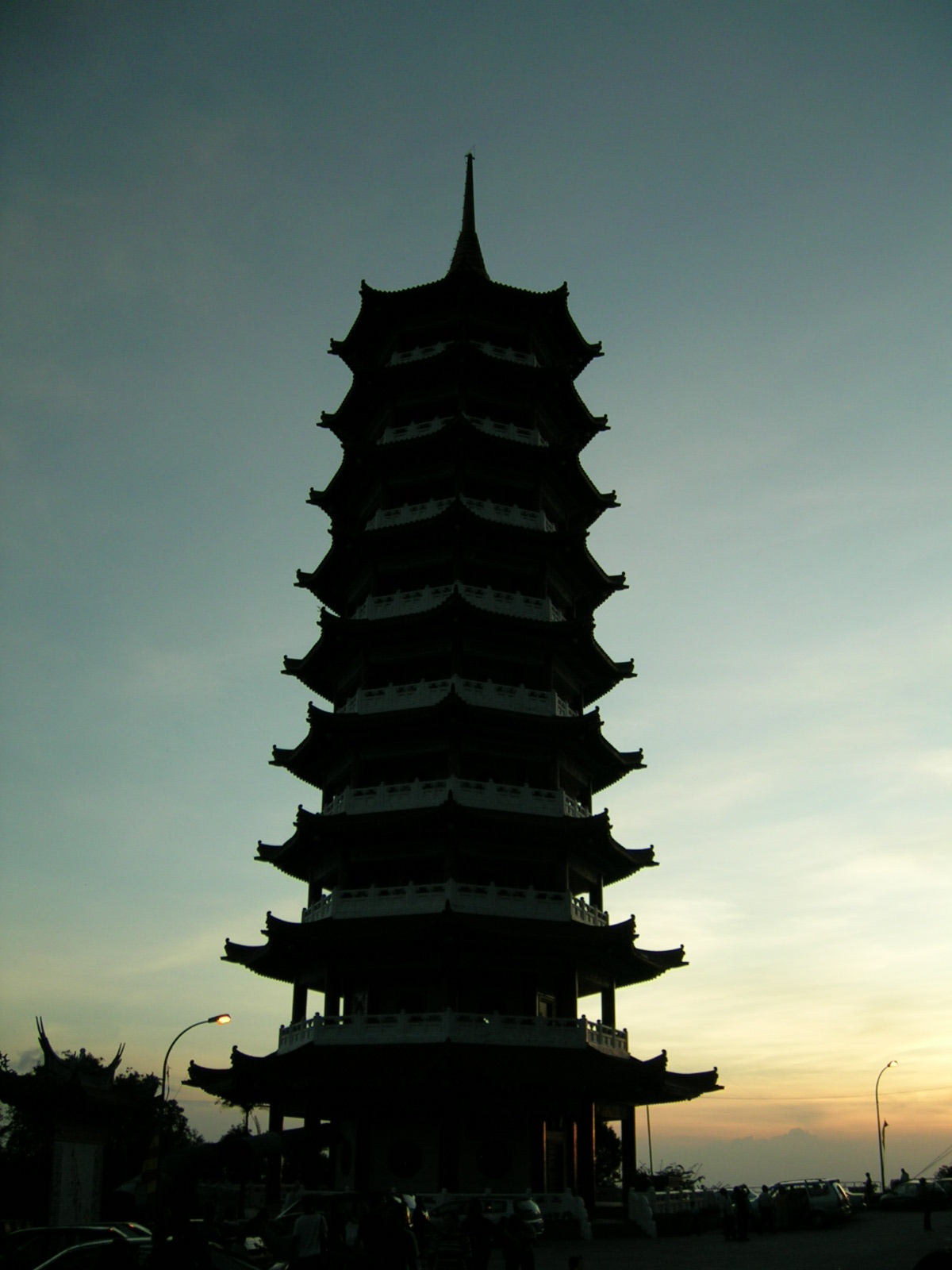
Stockwerkpagode
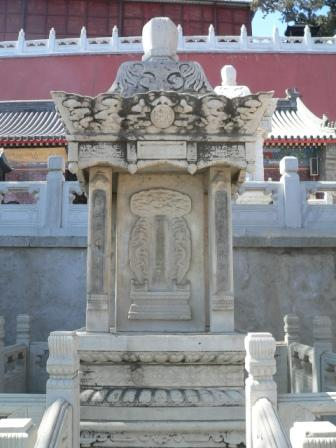
Pavillonpagode
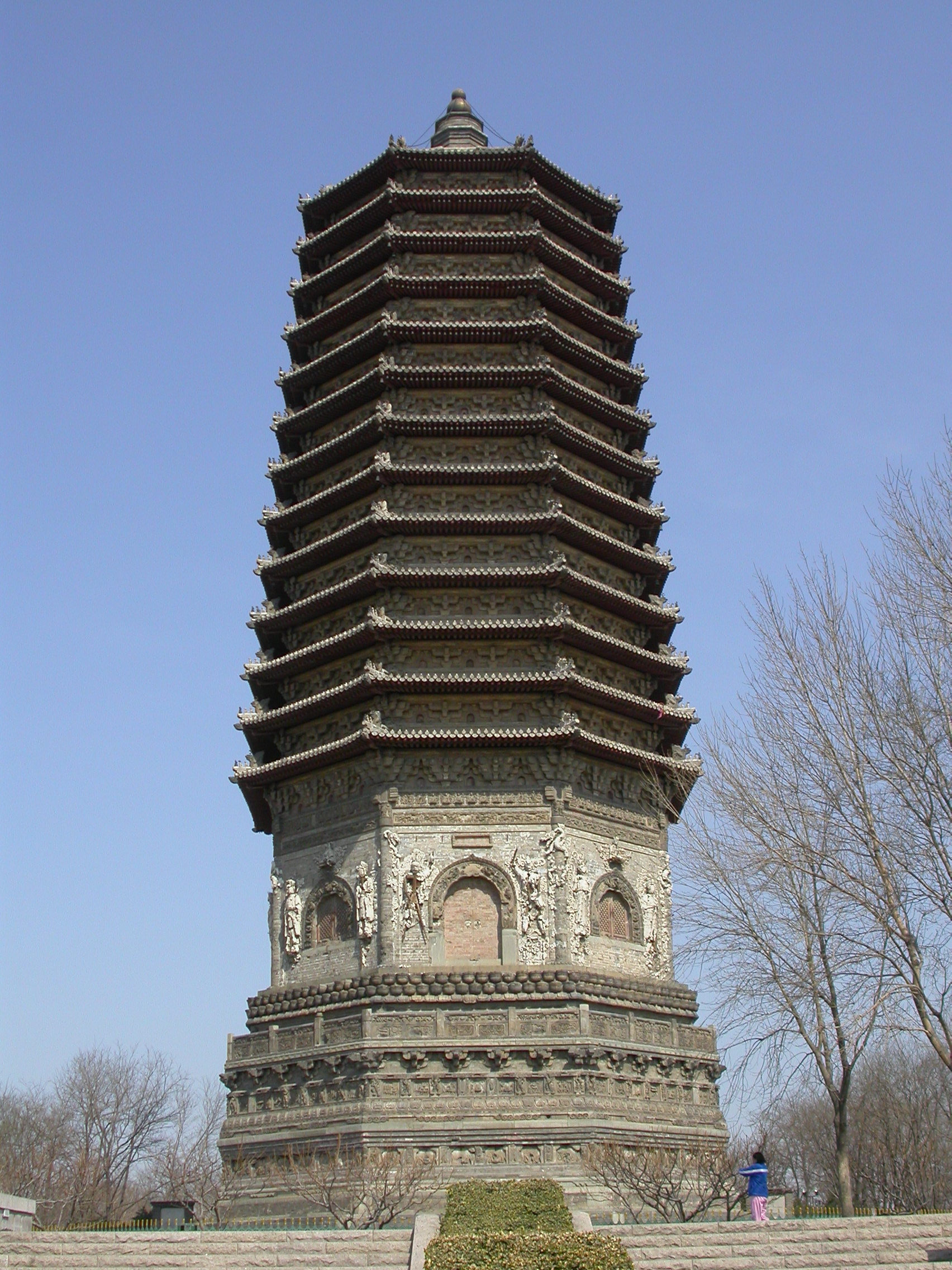
Dichtdachpagode
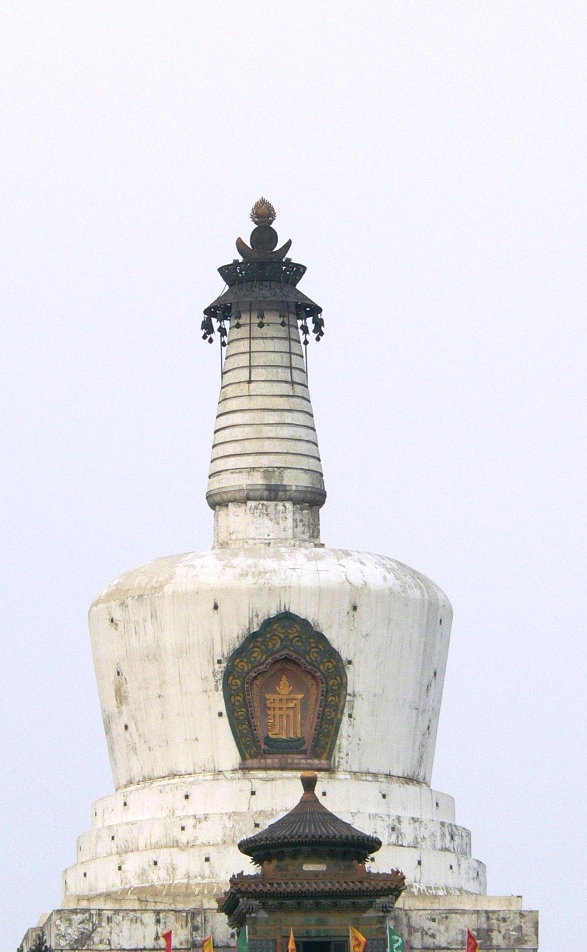
Glockenpagode
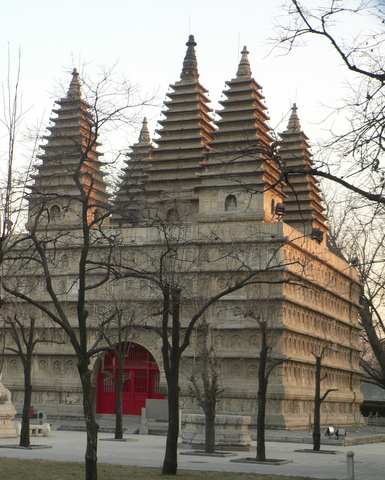
Vajrasitz-Pagode
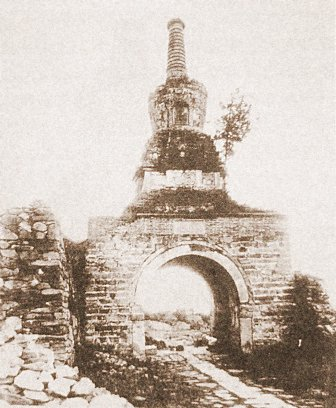
Torbogenpagode
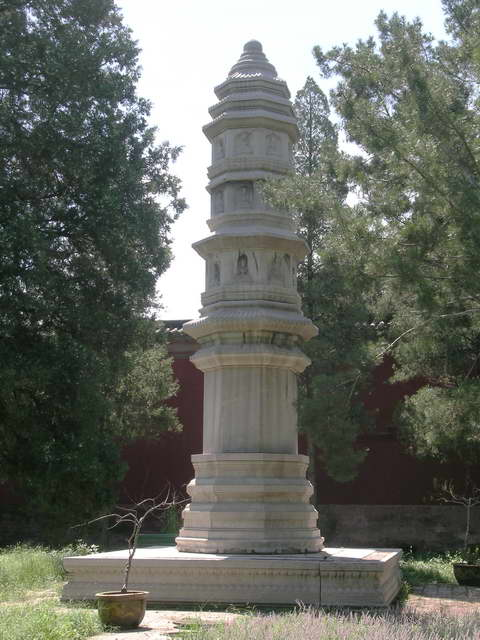
Sutraschachtelpagode
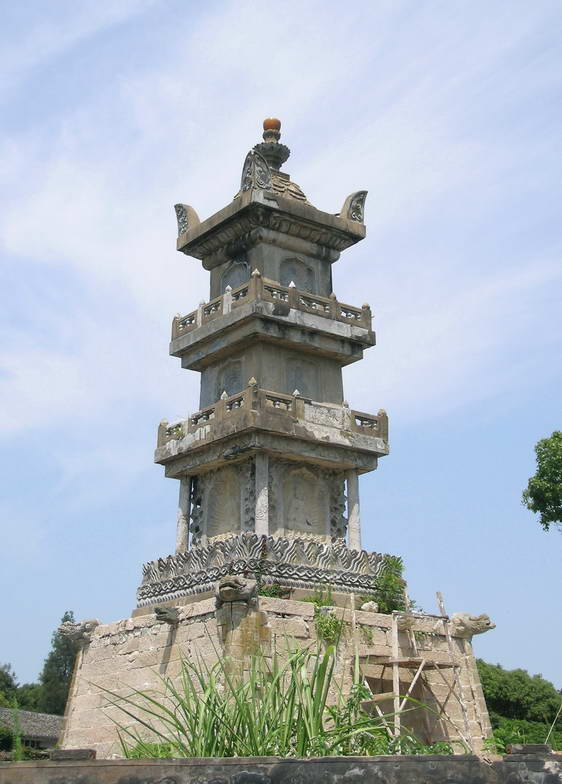
Schatztruhenpagode

Neben den oben gezeigten Pagodenformen gibt es noch weitere, weniger verbreitete Bauformen.

### Dekorationen

#### Schnitzereien
Alle Pagoden zieren Schnitzereien in unterschiedlicher Zahl. Zweck der Gravuren war anfangs die Verbreitung des buddhistischen Glaubens, wobei die Schnitzereien natürlich auch eine Dekoration darstellten. Der erste schriftliche Nachweis über Skulpturen an der Oberfläche der Pagoden stammt aus der Zeit der Nördlichen Wei-Dynastie. Frühere Gravuren waren recht einfach, seit der Song- und Liao-Zeit wurden sie immer großflächiger und detaillierter. Die meisten Schnitzereien befinden sich auf dem Sockel, in Augenhöhe des Betrachters. Die Motive der Gravuren sind vielfältig; es handelt sich um Tiere (zum Beispiel Löwen und Drachen), Pflanzen (vor allem Lotosblüten), buddhistische Persönlichkeiten (Buddhas) und Gebäude. Schnitzereien auf den später aufkommenden Fengshui-Pagoden haben inhaltlich nichts mehr mit dem Buddhismus zu tun, sondern stellen meistens Glücksbringer dar.

#### Buddhastatue
Buddhastatuen sind ein wichtiges Element der buddhistischen Kunst. Buddhastatuen können innerhalb oder außerhalb der Pagode angebracht werden. Der am häufigsten in Pagoden dargestellte Buddha ist Siddhartha Gautama. Um welchen Buddha es sich jeweils handelt, kann man jedoch oft nur aus dem Kontext und der buddhistischen Schule erschließen, zu der das Kloster gehörte.

#### Nischen
Nischen kamen zur Liao-Zeit auf und erfuhren seitdem große Entwicklungen. In den Nischen werden Buddhastatuen aufgestellt. Die Formen von Nischen sind vielfältig. Sie sind ein beliebtes Dekorationselement auf den Pagoden, sogar manche Fenster und Türen werden in Form einer Nische gestaltet.

#### Kleine Pagoden
An vielen buddhistischen Bauwerken sind Miniaturpagoden als Dekoration angebracht. Beispielsweise auf dem Dach der Zentralhalle vieler buddhistischer Tempel sind solche kleinen Pagoden aufgesetzt. Nach buddhistischem Verständnis entsprechen diese Pagoden Buddha selbst.

#### Farben
Die bevorzugten Farben des Pagodenverputzes sind Weiß, Cyan, Gelb und noch einige andere. Die Auswahl der Farben hängt mit den lokalen Kulturtraditionen, dem Erdboden und den jeweiligen buddhistischen Schulen zusammen. Im Süden werden dabei Weiß und Rot (wegen der dort vorhandenen roten Erde) bevorzugt, im Norden Graugrün. Holzpagoden behalten meistens ihre natürliche Holzfarbe. Die Innenseite der Pagoden wird nicht verputzt oder mit Kalk weiß verputzt. Vor der Song-Zeit wurden die meisten Pagoden von außen verputzt. Der Grund dafür ist, dass die Technik es damals noch nicht erlaubte, die Mauerwerke mit den Ziegelsteinen wirklich sauber und ordentlich zu mauern. Ein Verputz in heller Farbe überdeckt die Unebenheiten. Glockenpagoden werden alle mit Kalk verputzt, weswegen sie auch Weiße Pagoden genannt werden. Die Farben der Pagoden in den Klöstern des tibetischen Buddhismus richten sich nach den unterschiedlichen Schulen, zu denen die Klöster gehören.

#### Schriften
Schriften in den Pagoden sind besonders wertvolle Dokumente in Bezug auf die Erforschung des jeweiligen Bauwerks. Die meisten Pagoden haben am Eingang eine Tafel mit dem Namen der Pagode sowie Banner und Duiliane mit glücksbringenden oder lobenden Sprüchen (hier können buddhistischen und Fengshui-Pagoden erhebliche Unterschiede aufweisen). Vor der Pagode wird oft eine Steintafel aufgerichtet, auf welcher der Bau der Pagode beschrieben wird. Innerhalb der Pagoden haben manchmal Handwerker Namen und Daten auf den Backsteinen eingraviert. Ferner finden sich an den Wänden einiger Pagoden Extratafeln, die den Namen der Spender sowie den Grund des Baus beinhalten.

#### Glocken
Die aus Kupfer oder Eisen hergestellten Glöckchen werden an den Ecken unter den Dächern der Pagoden aufgehängt. Sie dienen dem Verscheuchen von Vögeln und somit zum Schutz der Bauwerke. Erstmals wurden solche Glöckchen in der Nördlichen Wei-Zeit dokumentiert. Frühere Glöckchen waren sehr einfach gebaut, später kamen Glöckchen in Form von mehrblättrigen Blüten hinzu. Die meisten Glöckchen sind jedoch zylinderförmig.

#### Lampennischen
Lampen sind wichtige Zeremoniengeräte in Buddhismus. Deswegen verwundert es nicht, dass in den meisten Pagoden an der Außenwand oder im Inneren kleine Lampennischen angebracht werden. Zum Geburtstag des Buddhas oder zu anderen wichtigen Zeremonien werden dort Öllampen angezündet, um eine festliche Stimmung zu erzeugen.

### Zerstörung und Schutz

#### Erdbeben
Erdbeben gehören zu den größten Bedrohungen für antike Pagoden. Viele Pagoden wurden mehrmals von Erdbeben zerstört und wieder aufgebaut, wie zum Beispiel die bereits erwähnte Famen-Si-Pagode. Andere tragen bis heute Spuren dieser Zerstörung; zum Beispiel die Kleine Wildganspagode. Auswertungen historischer Dokumente zeigen, dass die meisten Pagoden von Erdbeben zerstört wurden. Die schlanke Bauweise macht eine Pagode besonders anfällig für die Erschütterungen. Durch die auftretenden Kräfte fallen oft die Spitzen der Pagoden ab; auch der „Erdpalast“ kann einstürzen. Die in Ostasien bevorzugten quadratischen Fenster und Türen wirken statisch ungünstiger als bogenförmige Fenster und Türen.
Obwohl in den letzten Jahren Anstrengungen unternommen wurden, um die alten Bausubstanzen zu stabilisieren oder stabilisierende Stützen hinzugefügt werden, bleiben Erdbeben weiterhin eine große Bedrohung für Pagoden.

#### Witterung

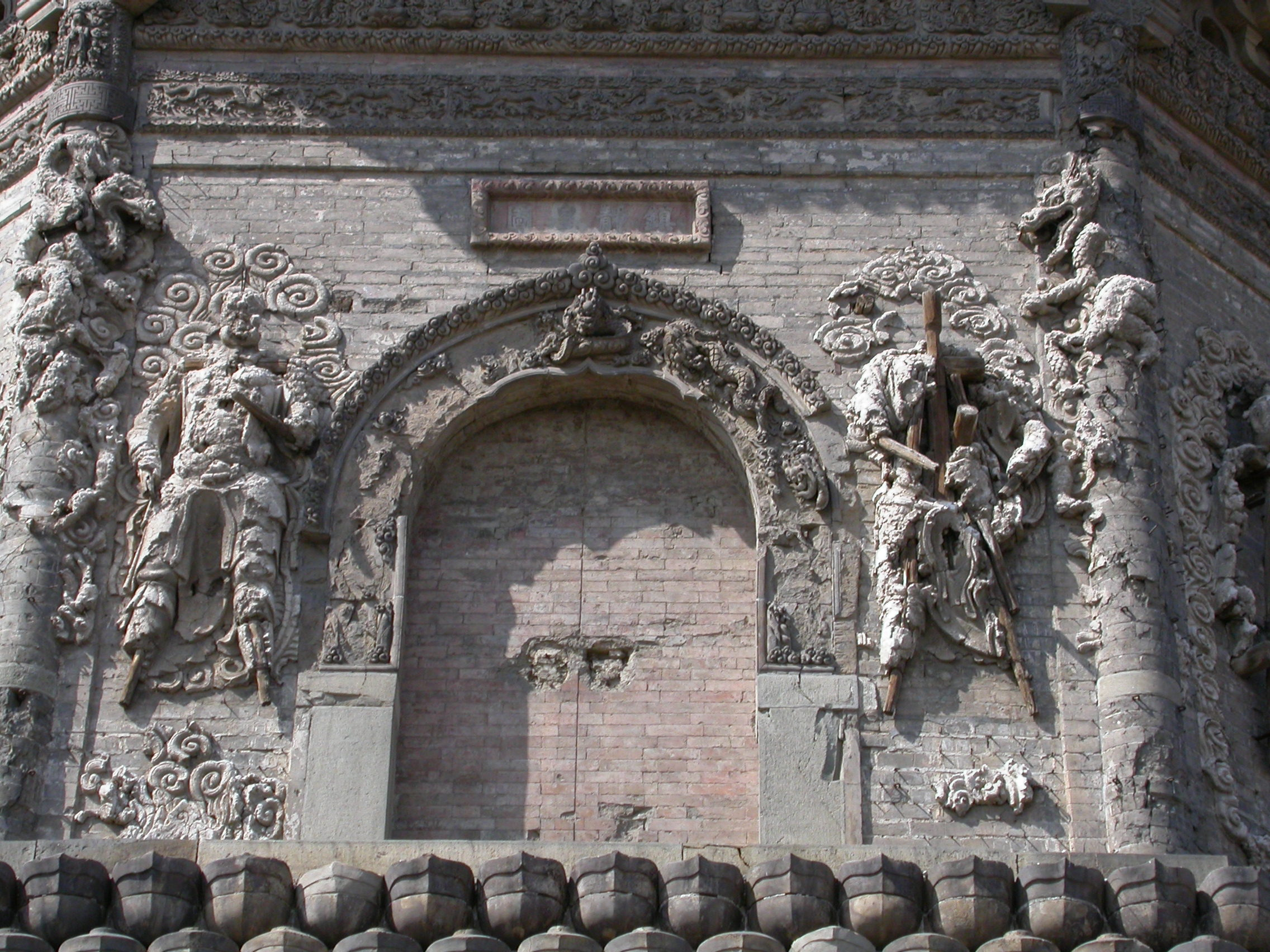
Wirkung der Witterung

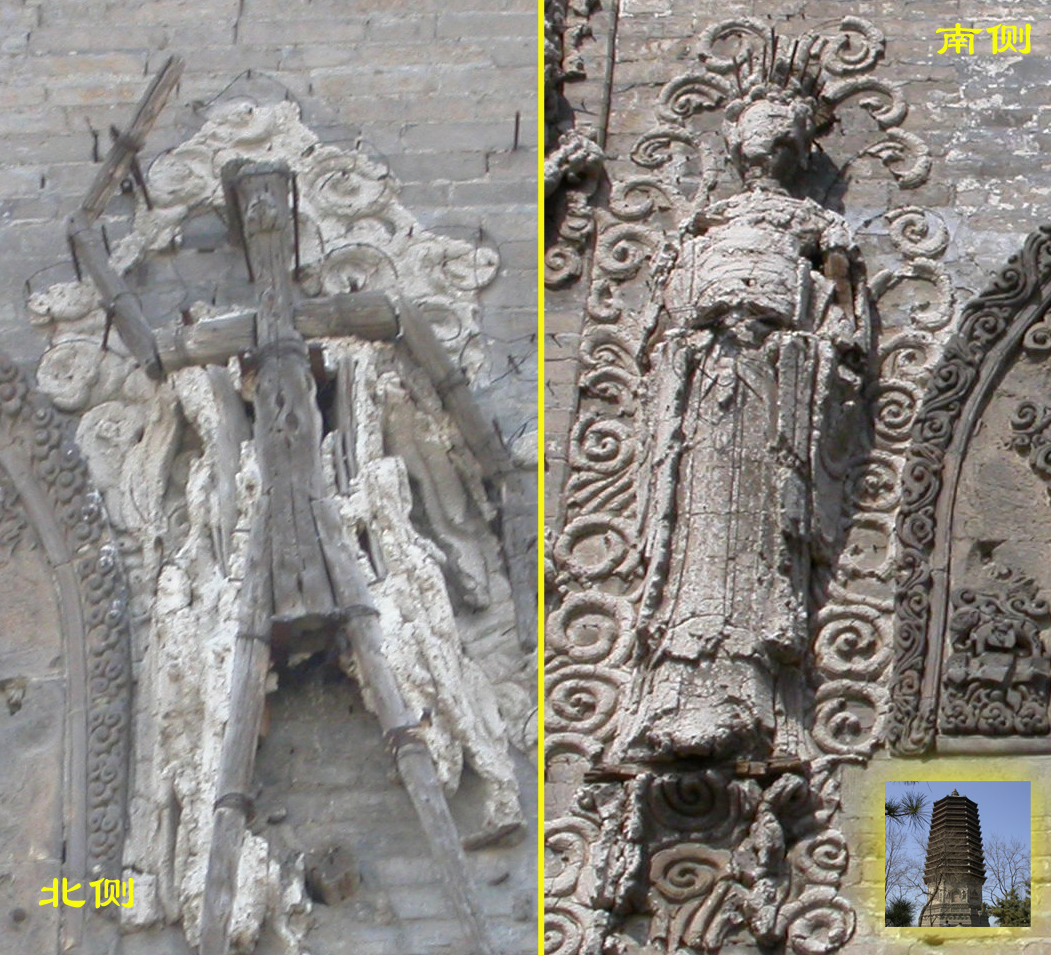
Die Stärke der Witterung wird von der Windrichtung stark beeinflusst

Die überwiegende Mehrheit der Pagoden ist aus Backsteinen gebaut und der Erosionsgefahr ausgesetzt.
Besonders im Nordwesten von China, wo trockenes Klima und starke Winde gepaart mit Wüstenbildung und Sandmigration vorherrschen, kann die Erosion erhebliche Zerstörung verursachen. Nicht nur die Reliefs und die hervortretenden Stellen können dadurch zerstört werden; einige der Pagoden sind bereits so stark abgeschliffen, dass sie einem Haufen Backsteine gleichen.
In der letzten Zeit begann man damit, Maßnahmen gegen die Erosion zu testen, zum Beispiel chemische Schutzsubstanzen über der Oberfläche der Pagoden zu sprühen. Die Wirksamkeit ist wegen der kurzen Zeit ihrer Anwendung noch schwer zu bewerten.

#### Blitzschlag
Es gibt viele historische Berichte über vom Blitz zerstörte Pagoden. Da die Pagoden oft die höchsten Gebäude der Umgebung waren, wurden sie häufig vom Blitz getroffen. Zudem wurden die Spitzen der Pagoden oft aus Metall gefertigt, so dass sie wie ein Blitzableiter ohne Erdung wirkten. Vor allem Holzpagoden sind wegen des leicht brennbaren Baumaterials stark gefährdet.
Mittlerweile wurden zum Schutz vor Blitzen an fast allen Pagoden Blitzableiter angebracht.

#### Feuer
Feuer gehört mit zu den größten Bedrohungen für Pagoden. Früher war es, insbesondere wegen der Höhe der Pagoden, besonders schwierig, das Löschwasser nach oben zu transportieren. Zudem kann bei Backsteinpagoden ein Kamineffekt in dem langen Rohr entstehen: das Feuer wird zusätzlich angefacht. Feuer ist nicht nur für Holzpagoden eine Katastrophe, auch für Backstein kann er zerstörerisch wirken. Denn durch die Temperatureinwirkung können Backsteine springen und so ihre krafttragende Wirkung verlieren.
Trotz moderner Technik stellen Pagoden weiter eine feuerlöschtechnische Herausforderung dar. Deswegen bemüht man sich heute besonders um den Feuerschutz.

#### Pflanzen
In Gebieten mit häufigen Niederschlägen, wie zum Beispiel Südchina, bedroht Pflanzenbewuchs die Pagoden. Manche alte Pagoden sind stark von Gräsern, Bäumen und Schlingpflanzen bewachsen (sog. „Baumpagoden“). Das Wurzelwerk der Pflanzen kann dabei tief in die Pagode eindringen und deren Struktur zerstören.
Seit einiger Zeit werden Pagoden mit Pflanzenschutzmitteln behandelt, um ein Überhandnehmen des Pflanzenbewuchses zu verhindern.

#### Grundwasser
Steigendes Grundwasser kann vor allem den „Erdpalast“ einer Pagode durchdringen und das Bauwerk ins Wanken bringen.
Zum Schutz vor Grundwassereinbruch wird in letzter Zeit verstärkt der Grundwasserpegel überwacht.

#### Menschliche Zerstörung
Es gab in der Geschichte der unterschiedlichen ostasiatischen Länder mehrere antibuddhistische Bewegungen. Als Kernelemente der Klöster waren Pagoden auch immer Gegenstand von Zerstörung. Außerdem wurden die Steine auch als Baumaterial abgetragen. Die berühmte Leifeng-Pagode zum Beispiel wurde so zum Einsturz gebracht.

### Chinoiserien
Im Rahmen und als Folge der Chinoiserie-Moden entstanden in Europa ab dem 18. Jahrhundert zahlreiche Pagoden nachahmende Gebäude als Staffagebauten oder Follies. Diese Bauwerke, die keine religiöse Bedeutung hatten, waren oft Teil eines Landschaftsparks nach englischem Vorbild. Ein bekanntes Beispiel ist der Chinesische Turm im Englischen Garten in München.

## Verwendung
Ursprünglich war die Pagode ein ausschließlich buddhistisches Bauwerk, wobei in den Klöstern Pagoden unterschiedliche Verwendung fanden. Nach der Profanierung fanden Pagoden auch praktische Anwendungen wie etwa beim Feng Shui oder als Landmarke.

### Grabmal
Ursprünglich waren Stupas Gräber. Trotz ihrer äußerlichen Änderungen in Ostasien bleibt diese Funktion erhalten. Viele Klöster (zum Beispiel das Shaolin-Kloster) haben einen Pagodenwald als Friedhof für renommierte Mönche angelegt. Die meisten als Grabmal benutzten Pagoden sind relativ klein; große Pagoden dienen eher selten als Grabmal.

### Verehrung
Vor der Song-Dynastie war die Pagode das zentrale Bauwerk eines Klosters. Dort werden die Sarira oder die Buddhastatue aufbewahrt. Nach der Song-Zeit wurde die zentrale Stellung der Pagoden von der Haupthalle abgelöst, bleibt aber weiterhin ein wichtiges Bauwerk im Kloster. Pagoden, die als Gegenstand der Verehrung dienen, sind meistens sehr groß und prachtvoll.
Zudem gibt es in vielen Pagoden „Erdpaläste“, die zur Aufbewahrung von Schätzen benutzt werden. Ein Beispiel hierfür ist der spektakuläre Fund, als im Erdpalast der Pagode von Famen Si vier Fingerknochen des Buddhas gefunden wurden.
In der Antike war es üblich, nach bestandenem Examen einer chinesischen Beamtenprüfung eine Pagode zu errichten, um das Glück an diesem Ort zu erhalten. Später wurden in den Pagoden auch der Glücksstern und der Schutzgott der Gelehrten Wenchangdijun (文昌帝君) verehrt.

### Verbannen von bösen Geistern
Im Volksglauben können Pagoden böse Geister verbannen oder vertreiben. So wird zum Beispiel die Gottheit Bishamon in Ostasien oft mit einer Pagode in der Hand dargestellt.

### Navigationspunkt
In Ostasien gab es in der Antike keine dezidierten Leuchttürme, dafür wurden die küstennahen Pagoden oft als Navigationspunkte benutzt. Da damals die Pagoden die umgebenden Bauwerke deutlich überragten, wurden sie auch auf dem Land oft zur Orientierung benutzt.

### Aussichtsplattform
Bereits aus der Nördlichen Song-Dynastie gibt es Berichte von für militärische Zwecke missbrauchten buddhistischen Pagoden. Während des Taiping-Aufstands wurde die Porzellanpagode des Dabaoensi-Klosters in Nanjing von den Aufständischen zerstört, da sie befürchteten, dass die feindlichen Truppen während der Belagerung die Pagode benutzen könnten, um die Stadt auszuspähen.

## Kultur
Die größte kulturelle Bedeutung haben Pagoden in Zusammenhang mit dem Buddhismus. Die Pagode war ursprünglich ein rein buddhistisches Bauwerk. In dem Bauwerk sind viele buddhistische Lehren integriert. Die spätere profane Form und Verwendung der Pagoden ist eine rein ostasiatische Erfindung. Es gibt sogar einige wenige taoistische Pagoden. Trotzdem haben auch diese Pagoden mehr oder weniger eine religiöse oder abergläubische Bedeutung.

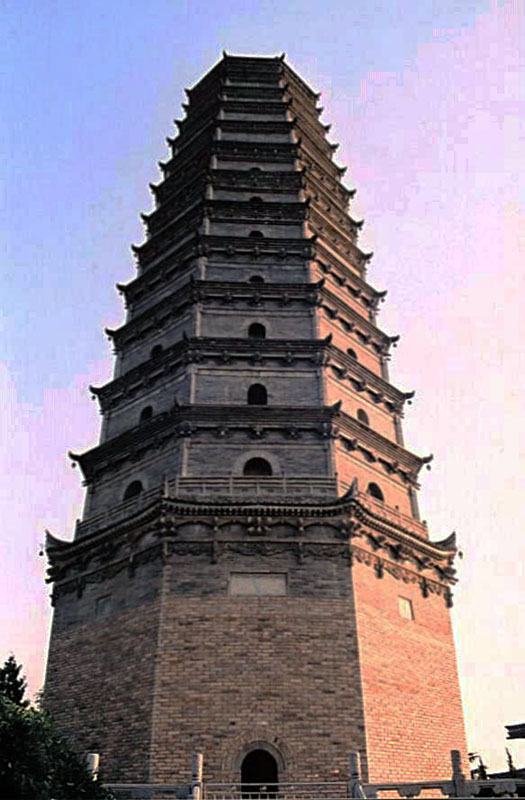
Die Pagode in Famen Si

### Buddhismus
Ursprünglich waren Stupas Bauwerke, um die Sarira (Gebeine) von Siddhartha Gautama aufzubewahren, damit die Gläubigen dort den Buddha verehren konnten. Im Buddhismus spielen visuelle Elemente eine wichtige Rolle für die Verbreitung der religiösen Lehre. Stupas und später auch Pagoden, in denen die Reliquien Buddhas aufbewahrt wurden, waren in diesem Sinne ein wichtiges Element des Buddhismus, da eine solche Pagode den Buddha symbolisiert. Später wurden auch die sterblichen Überreste bedeutender Mönche in Pagoden aufbewahrt. Vor der Song-Dynastie waren Pagoden daher das zentrale Bauwerk eines Klosters.
Allerdings unterscheidet sich der von der chinesischen Kultur geprägte Buddhismus erheblich vom ursprünglichen indischen Buddhismus, insofern er viele landesübliche Elemente in sich aufgenommen hat. Beispielsweise war in Indien die Anzahl der Stockwerke einer Pagode immer gerade, während in China die Anzahl der Stockwerke immer ungerade ist. Das liegt daran, dass der chinesische Buddhismus die Fünf-Elemente-Lehre annahm und ungerade Zahlen als Glückszahlen angesehen werden.

### Feng Shui
Nach unterschiedlichen Lehren und zu unterschiedlichen Zwecken gibt es sehr unterschiedliche Fengshui-Pagoden. Sie können dazu benutzt werden, um Glück zu erhalten, um Ahnen zu verehren, als Friedhof, als Ansammlung von Yin-Qi, um Wasser zu teilen, aber ganz allgemein gilt im Feng Shui, dass dort, wo es keine Berge gibt, Pagoden einen Berg ersetzen oder dessen Wirkung verstärken können.
Oft findet man Fengshui-Pagoden südöstlich einer Siedlung, oder auf den Berggipfeln rund um eine Siedlung oder neben einem Fluss, allerdings ist das keineswegs immer so. Ein bekanntes abweichendes Beispiel stellt die Fengshui-Pagode im Landkreis Pingyang im Provinz Zhejiang ar. Sie wird in einem Tal zum Meer gebaut und soll verhindern, dass das Glücks-Qi durch diese Öffnung ins Meer entweicht.
Die Fengshui-Pagoden müssen nicht auf buddhistischen Lehren achten und weisen oft sehr einzigartigen oder eigenartigen Bauweisen. Die Dekorationen sind oft volkstümlich.

### Sagen

#### Ashoka
Nach manchen buddhistischen Dokumenten erbaute Ashoka, nachdem er zum Buddhismus konvertierte, 48.000 Pagoden. Keine davon ist erhalten geblieben.
Während der Zeit der Fünf Dynastien und Zehn Reiche ahmte der letzte Wuyue-König Qian Chu das Beispiel von Ashoka nach und ließe ebenfalls 48.000 Pagoden bauen. Die meisten davon waren eher Miniaturpagoden und innen und außen mit buddhistischen Texten beschriftet. Die Pagoden wurden an den Klöstern verteilt und vergraben. Viele der später wiedergefundenen wurden ins Ausland geschmuggelt.

#### Gänsepagoden
Die Bezeichnung „Gänsepagode“ kam während der Tang-Dynastie in Mode, sie ist lediglich eine andere Bezeichnung für eine buddhistische Pagode. Der Name rührt von einer Geschichte aus einem buddhistischen Sutra, wonach eines Tages eine Gruppe Gänse am Himmel flog. Eine davon fiel plötzlich herunter und verendete vor einem Mönch. Der Mönch hatte Mitleid mit der Gans und baute eine Pagode, um sie zu begraben. Die Geschichte soll das Mitleid des Buddhismus vor allen Lebewesen ausdrücken.

## Berühmte Pagoden

Nepal
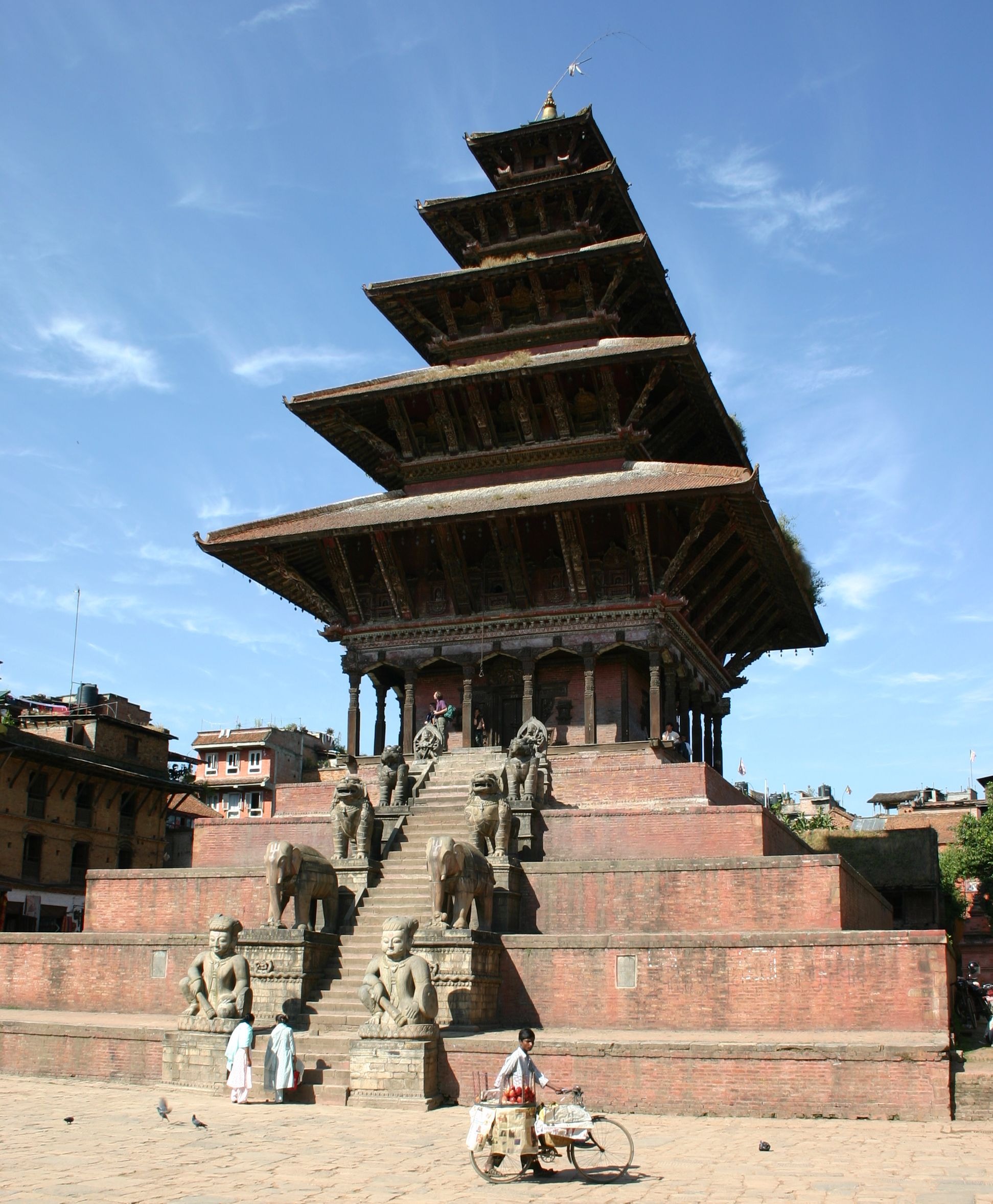
Nyatapola-Tempel in Bhaktapur
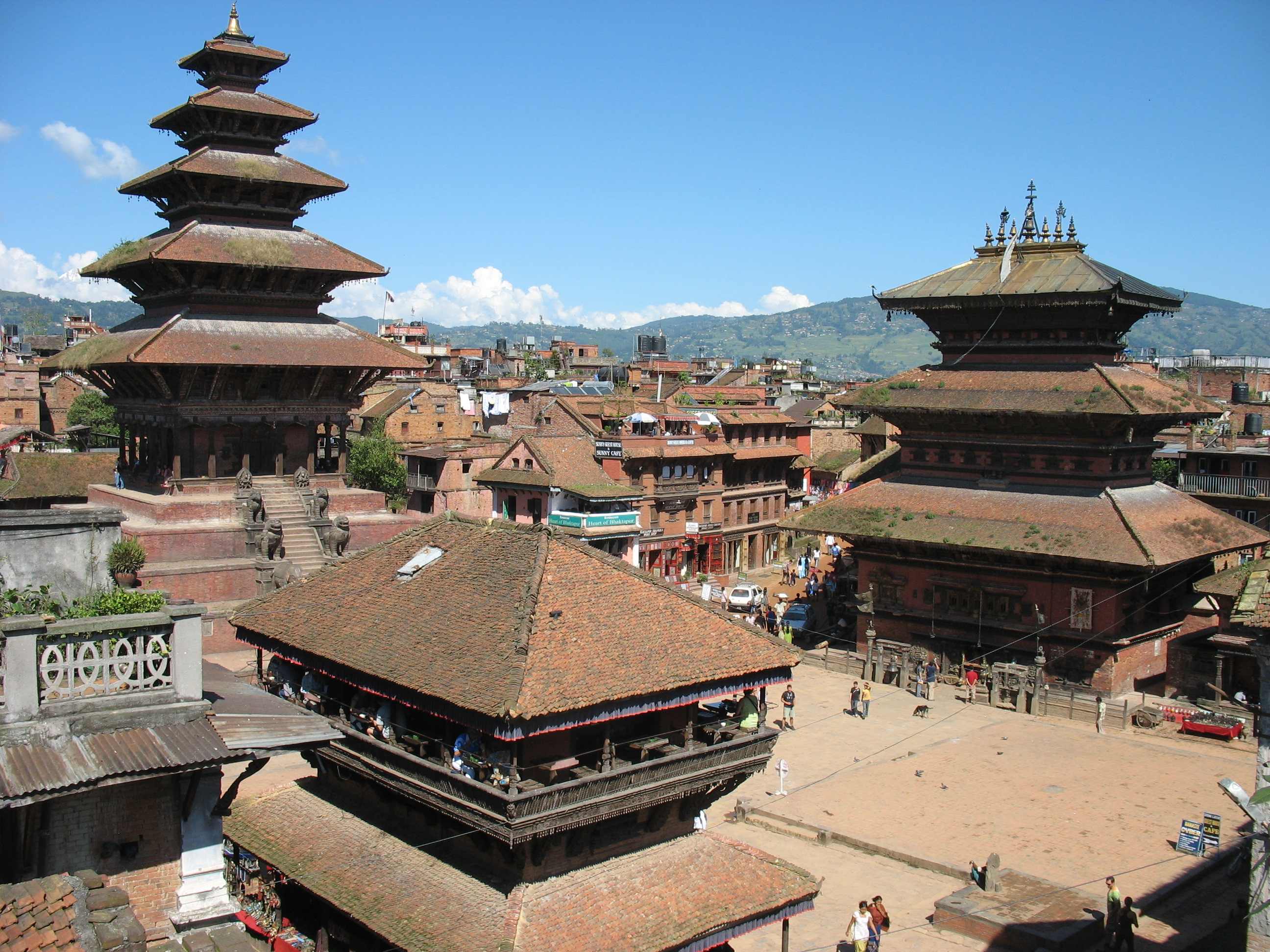
Taumadhi-Tol in Bhaktapur
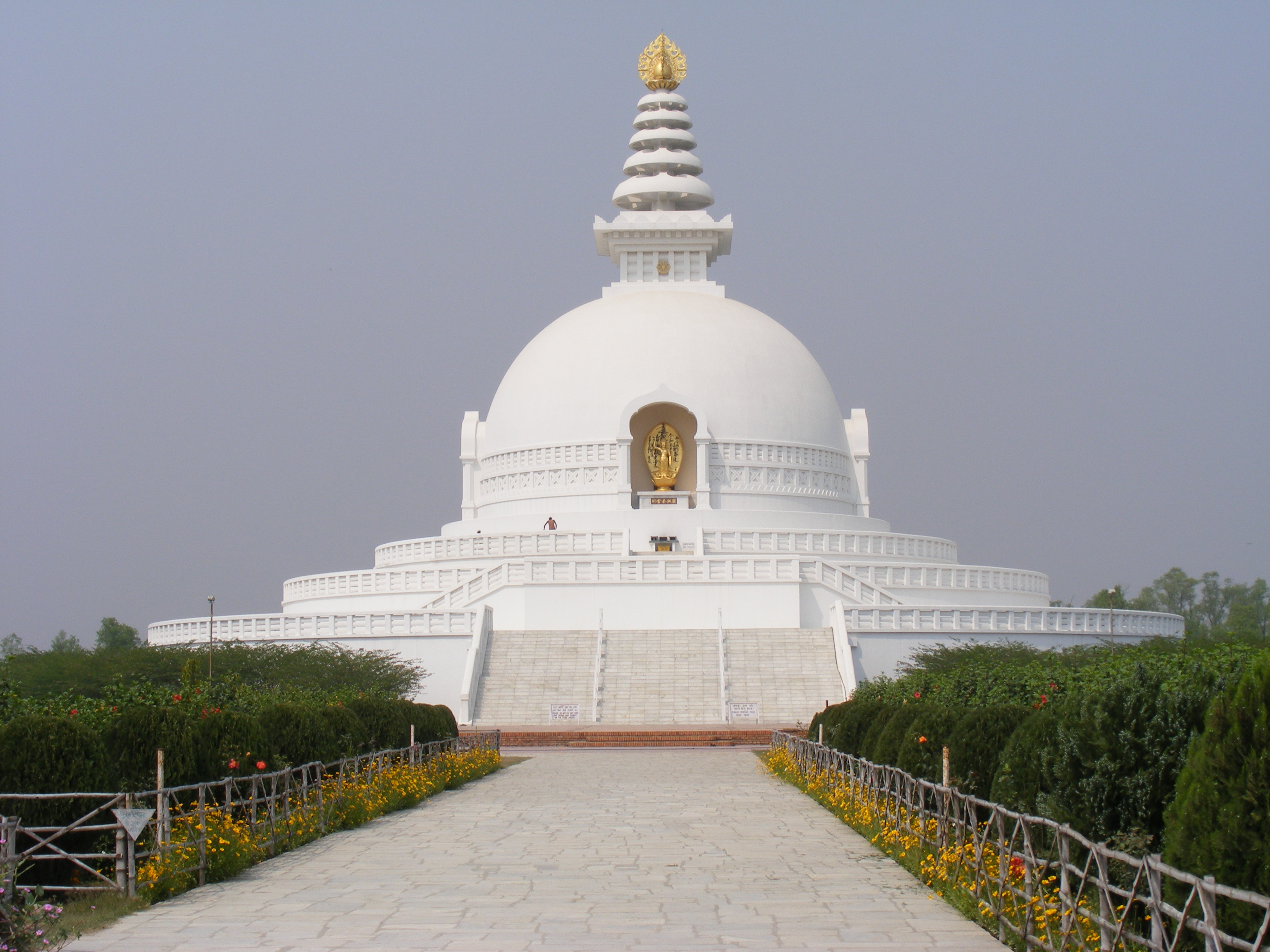
Friedenspagode Biswa Shanti Stupa in Lumbini

China
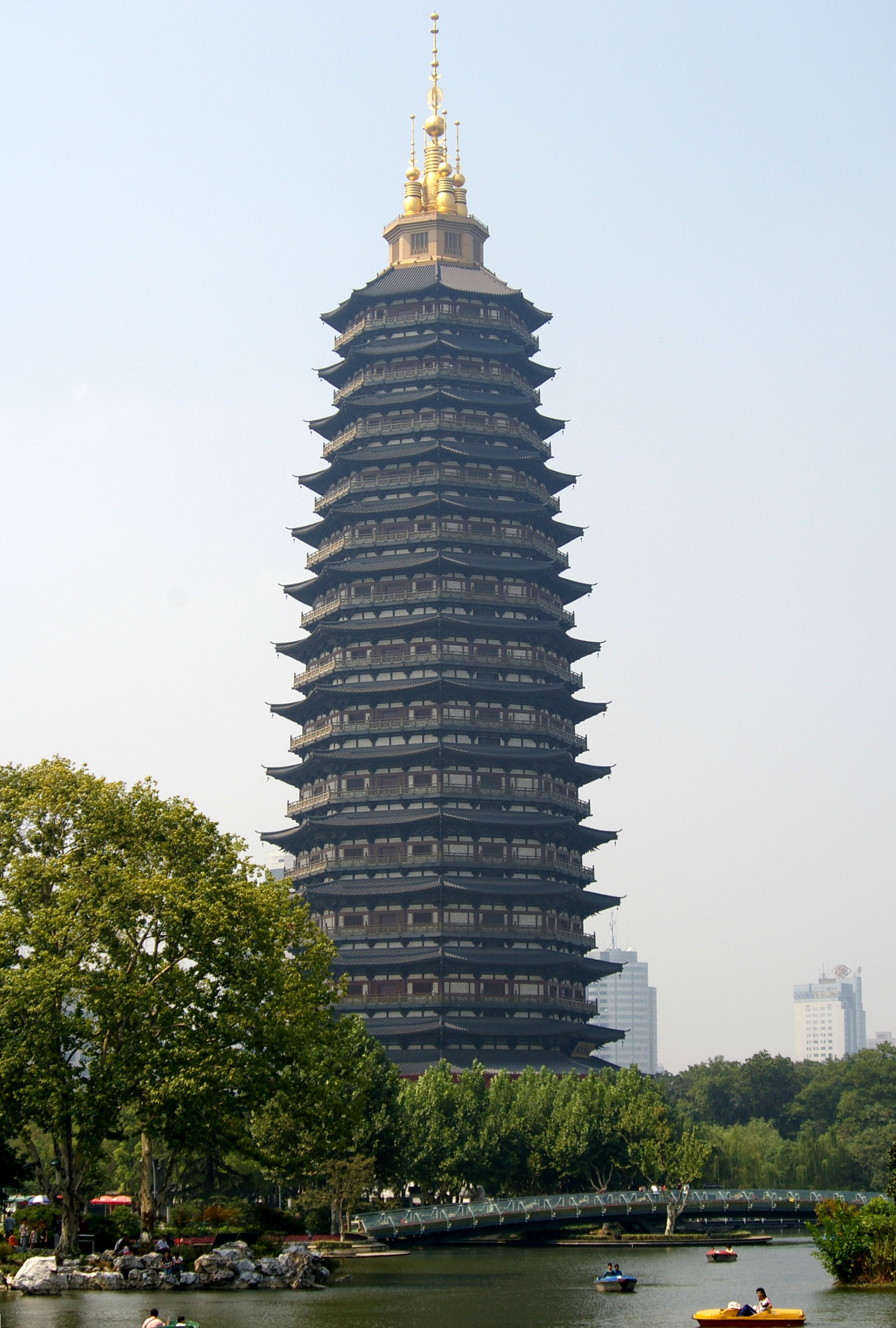
Der Tianning-Tempel in Changzhou ist mit 153 Metern die höchste Pagode der Welt.
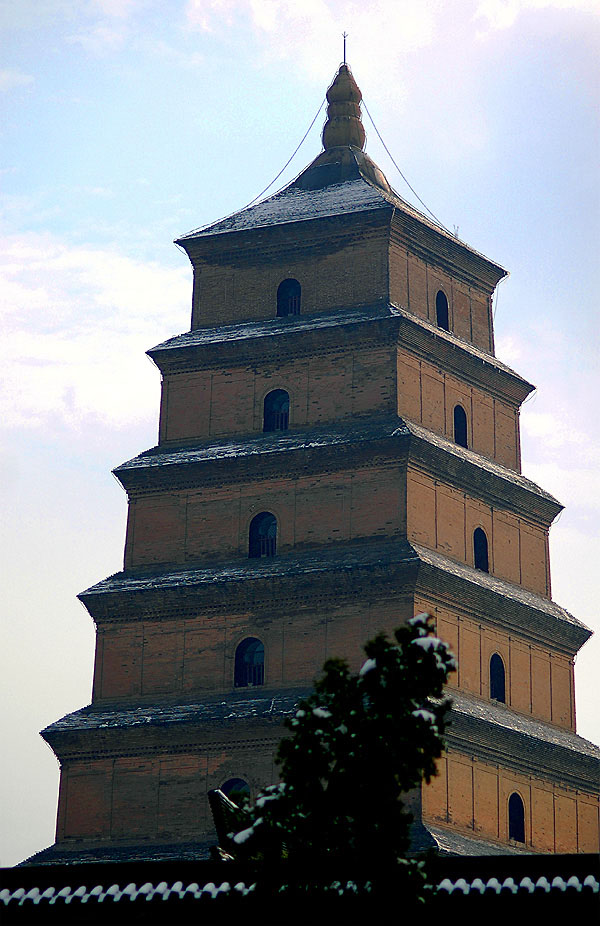
Große Wildganspagode in Xi’an
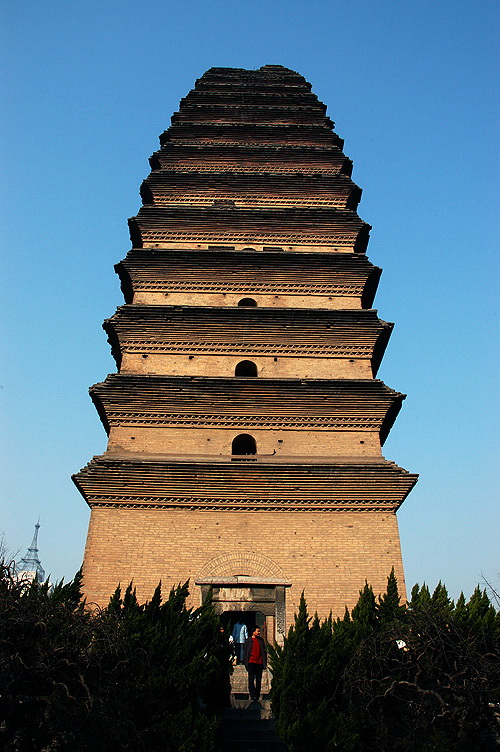
Kleine Wildganspagode in Xi’an
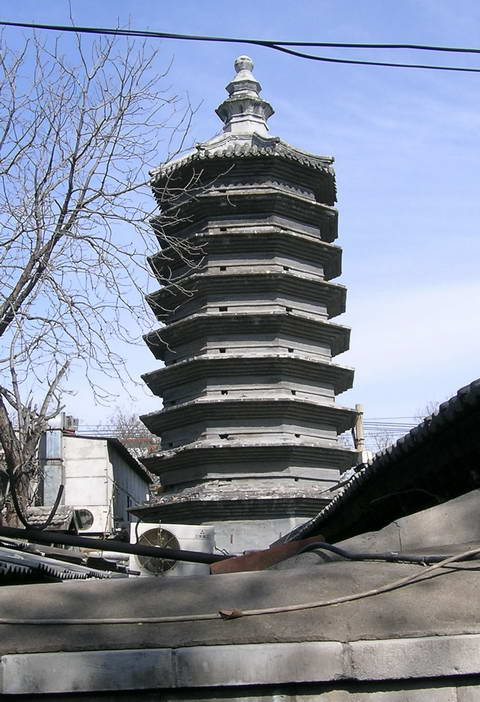
Wansong-Pagode in Peking
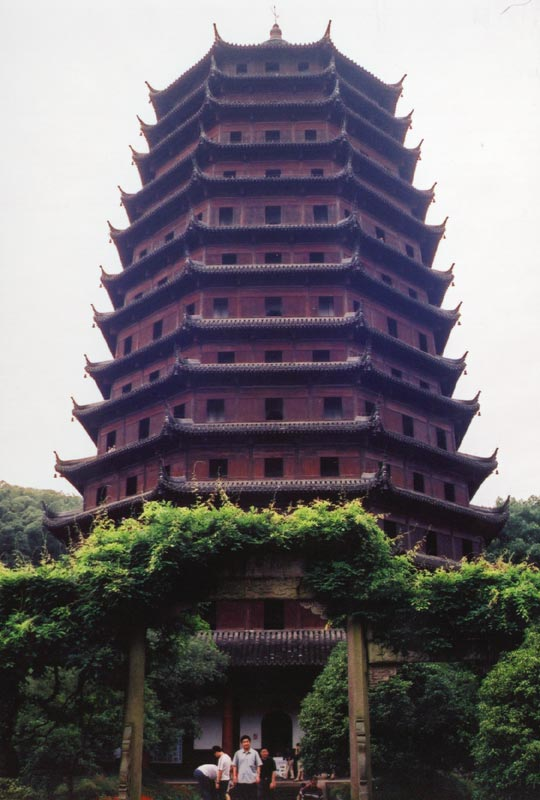
Pagode der Sechs Harmonien bei Hangzhou
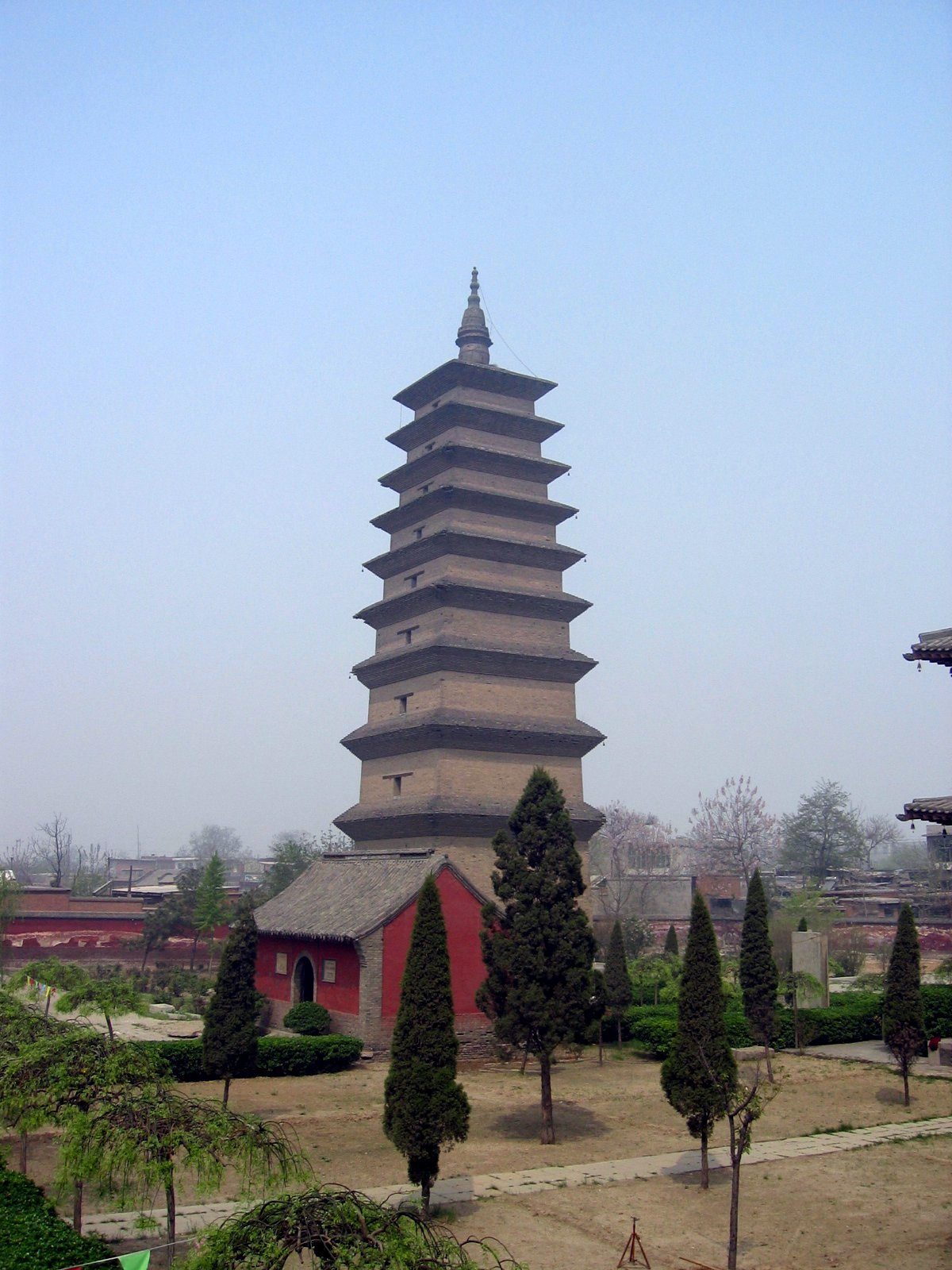
Xumi (Sumeru) Pagode, Zhengding, Provinz Hebei
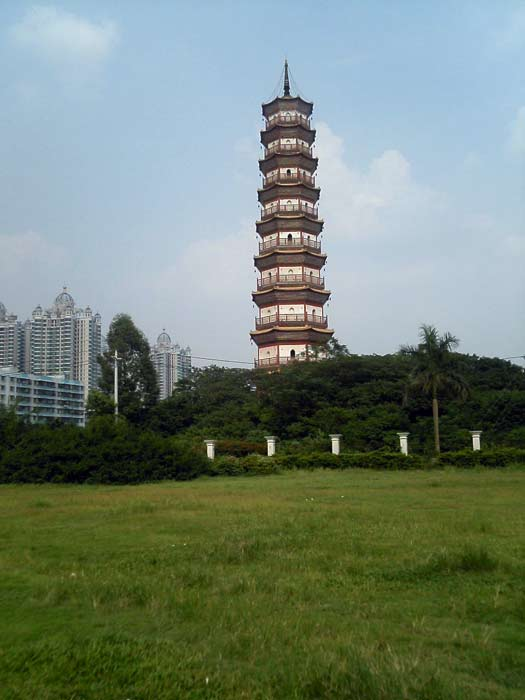
Chigang-Pagode in Guangzhou im Bezirk von Haizhu

Japan
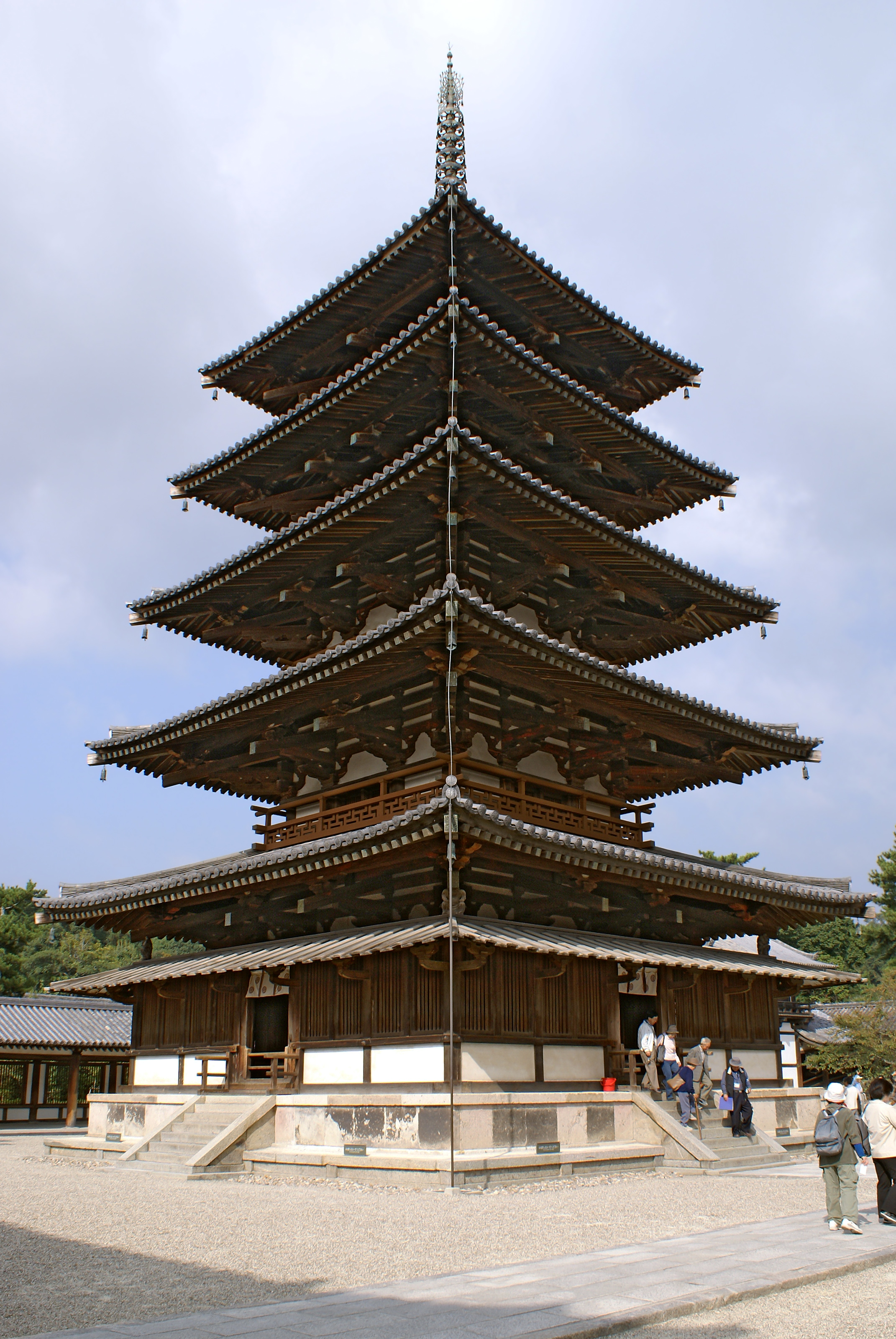
Am Hōryū-ji in Ikaruga
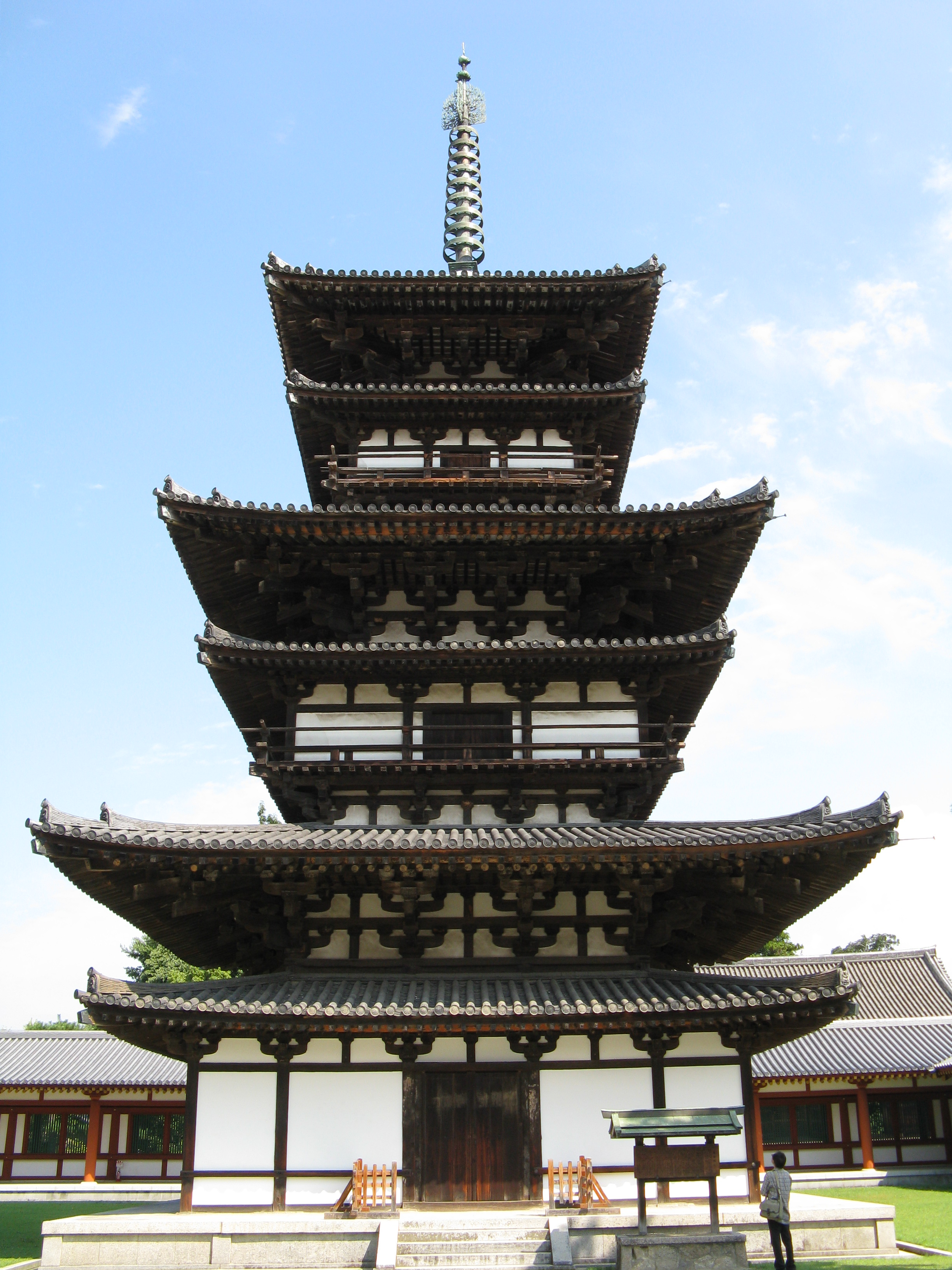
Am Yakushi-ji in Nara
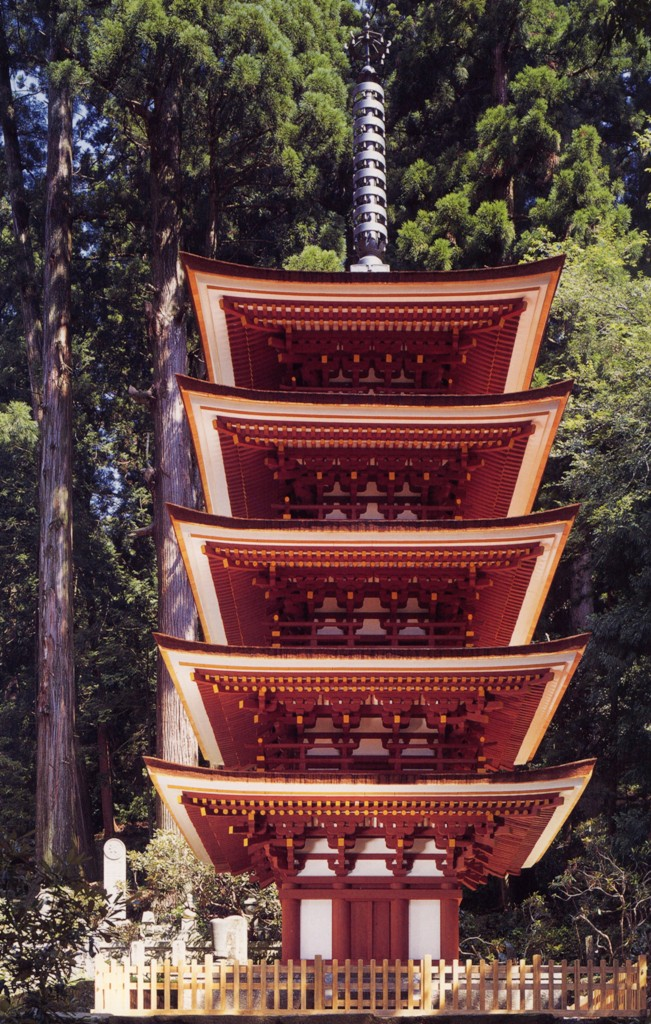
Am Murō-ji in Uda
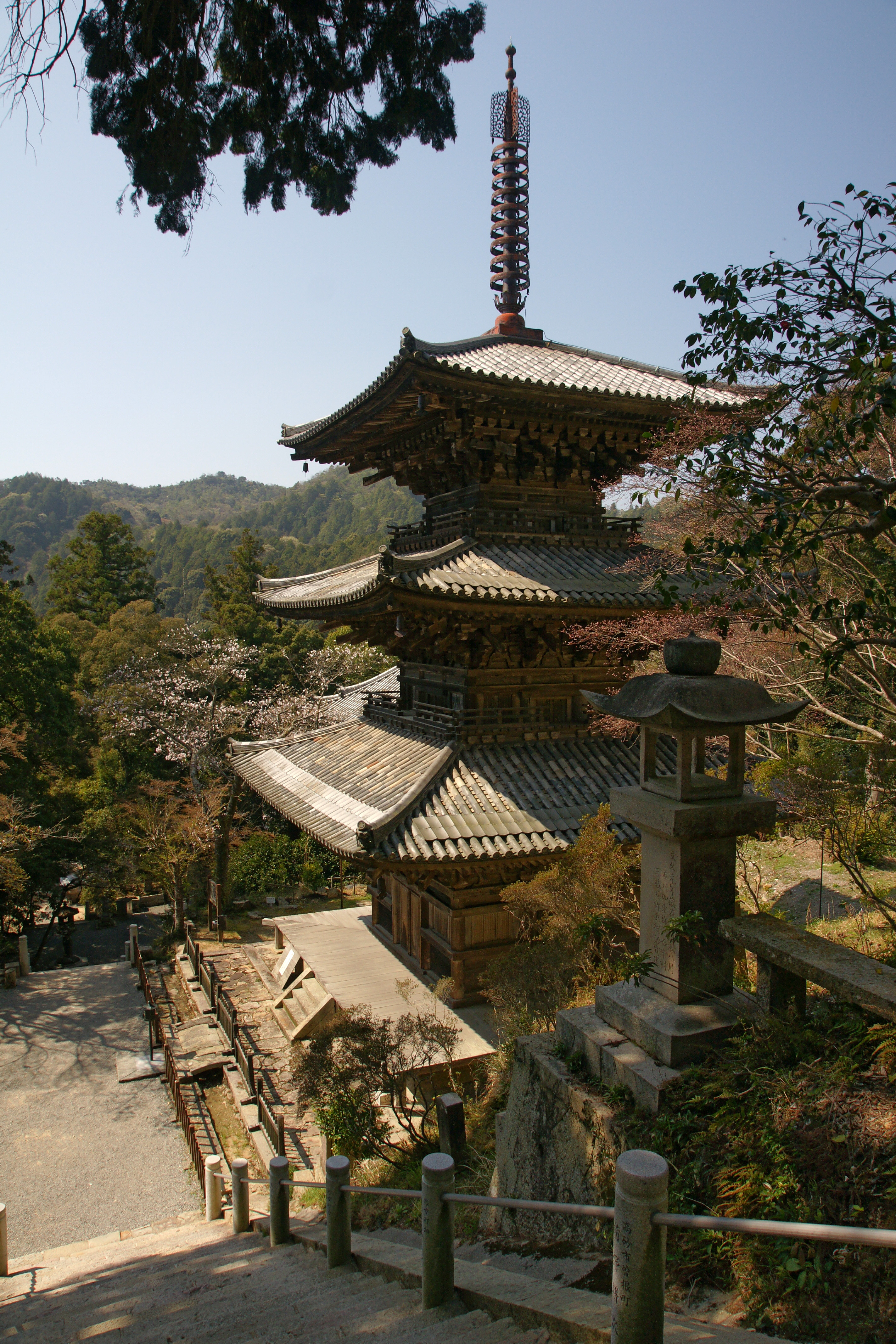
Am Ichijō-ji in Kasai
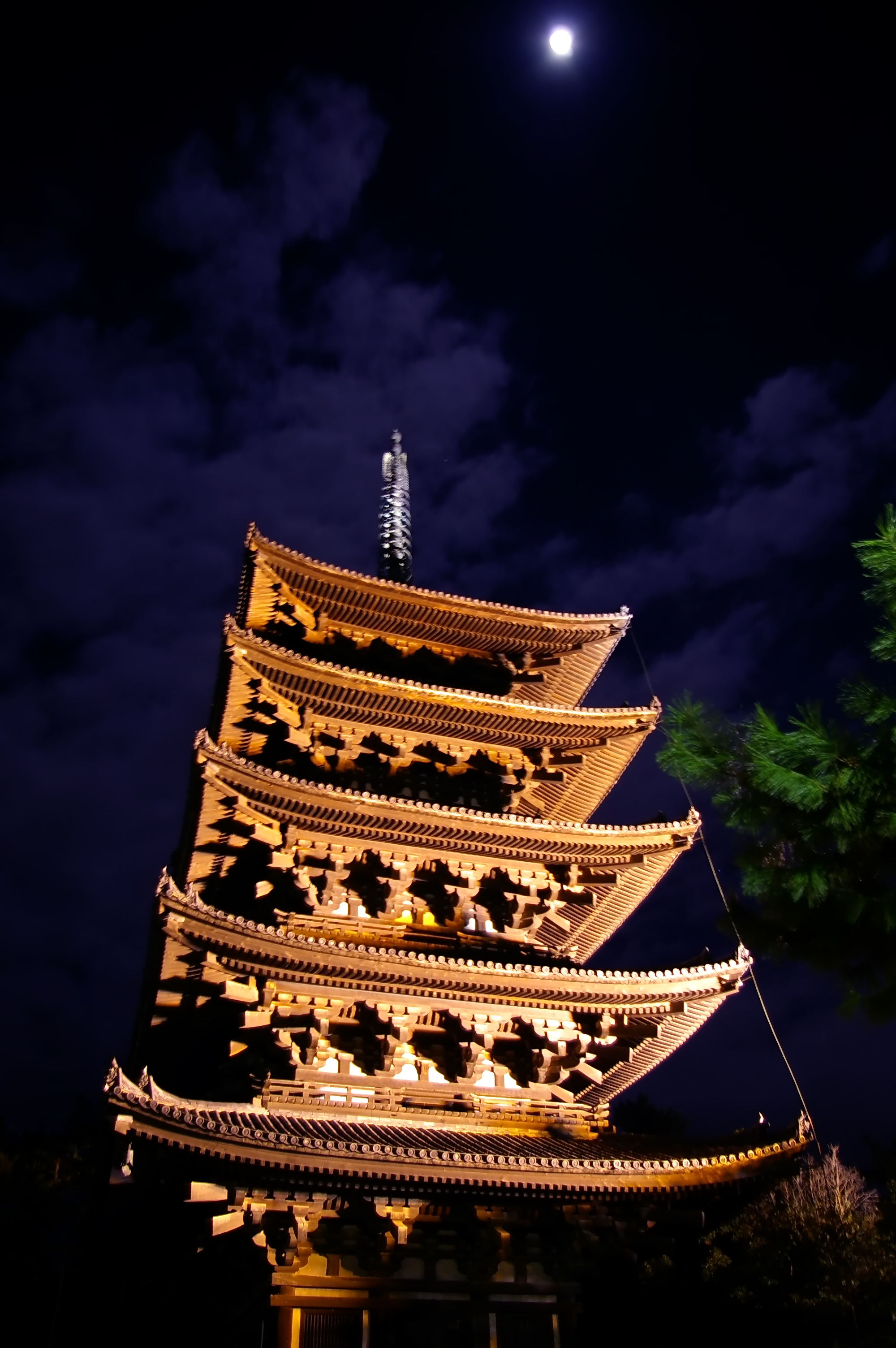
Am Kōfuku-ji in Nara
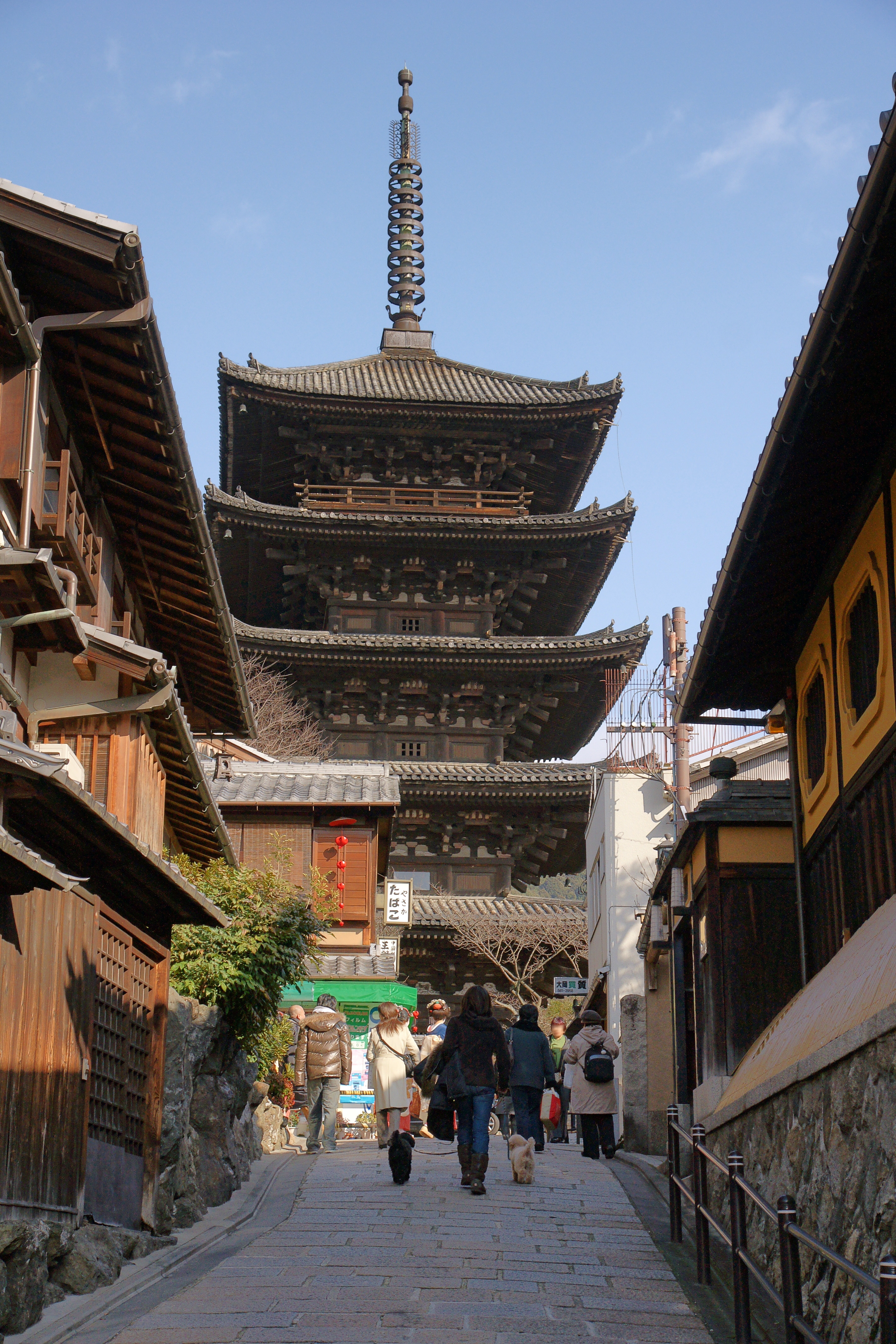
Am Hōkan-ji in Kyōto
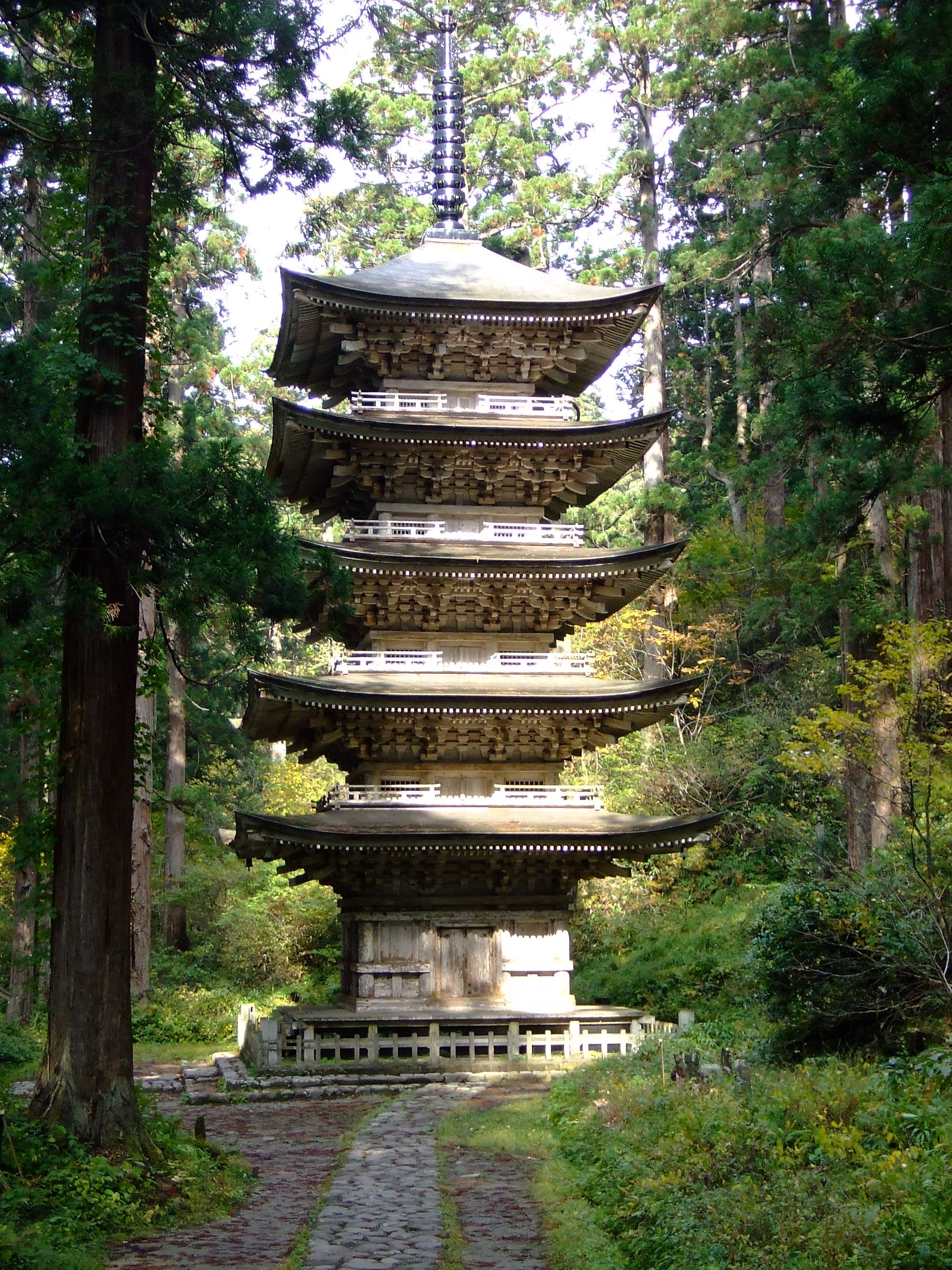
Hagurosan-Pagode in Tsuruoka

Vietnam
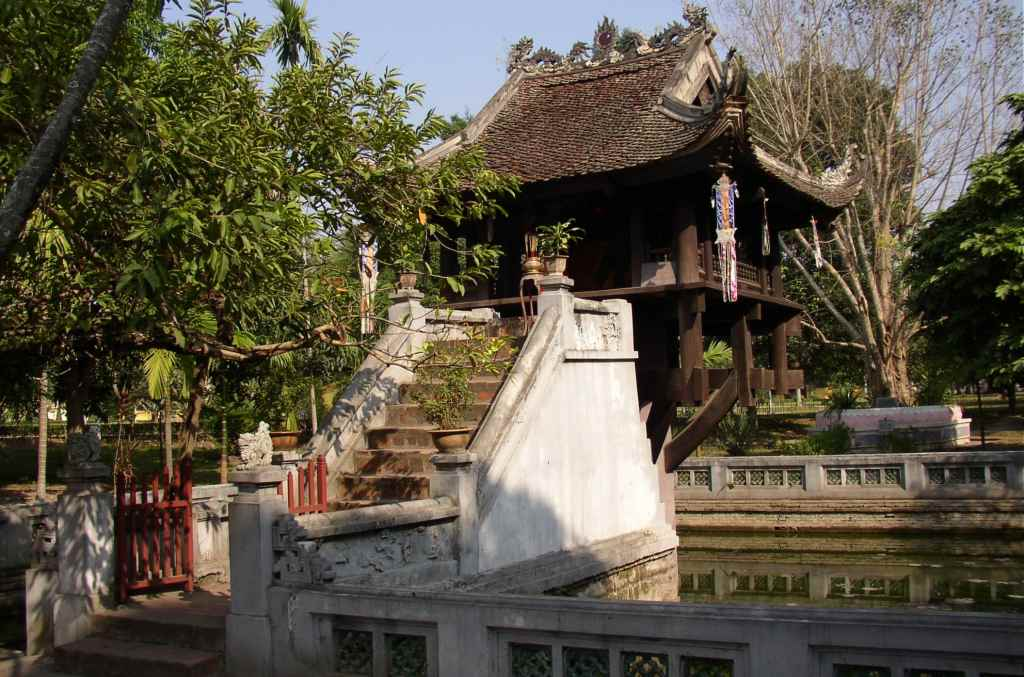
Ein-Säulen-Pagode in Hanoi
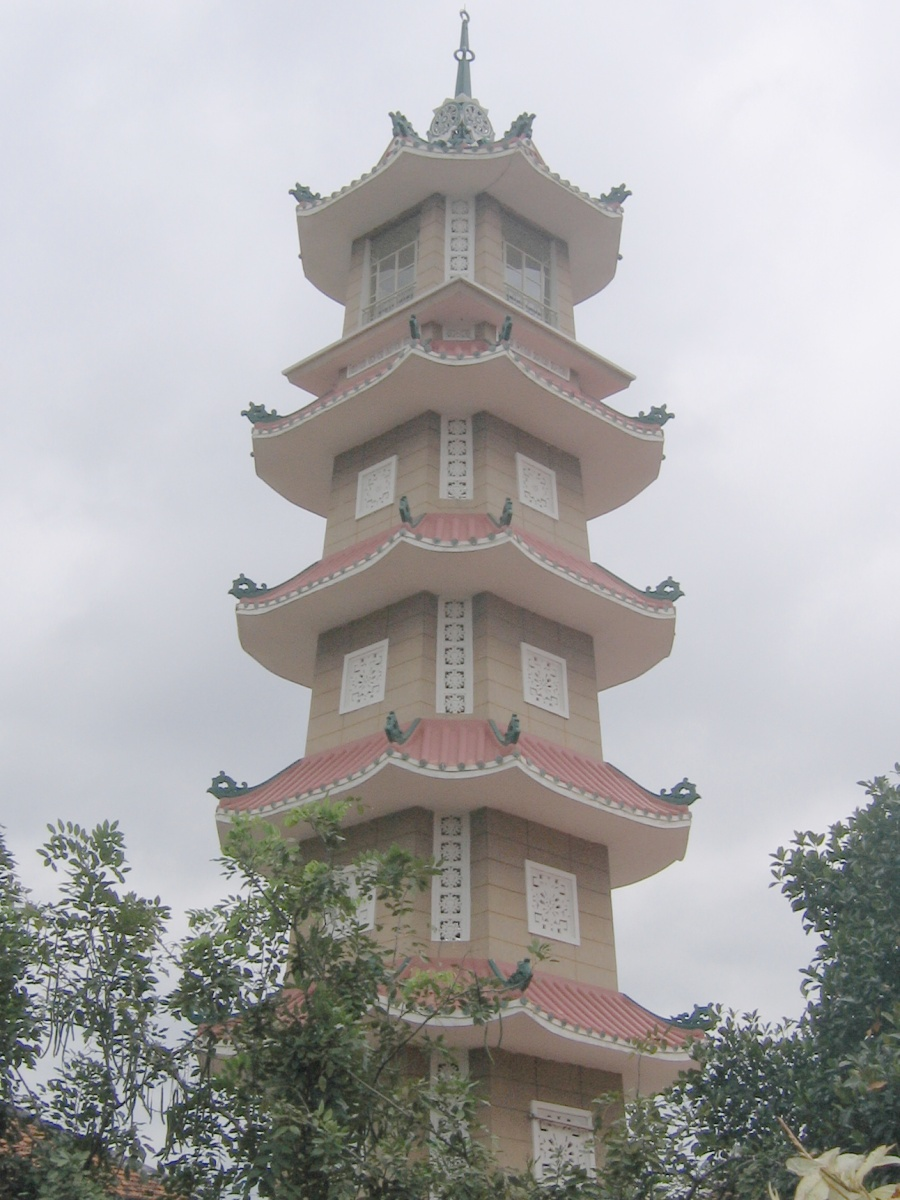
Xá-Lợi-Pagode in Ho-Chi-Minh-Stadt
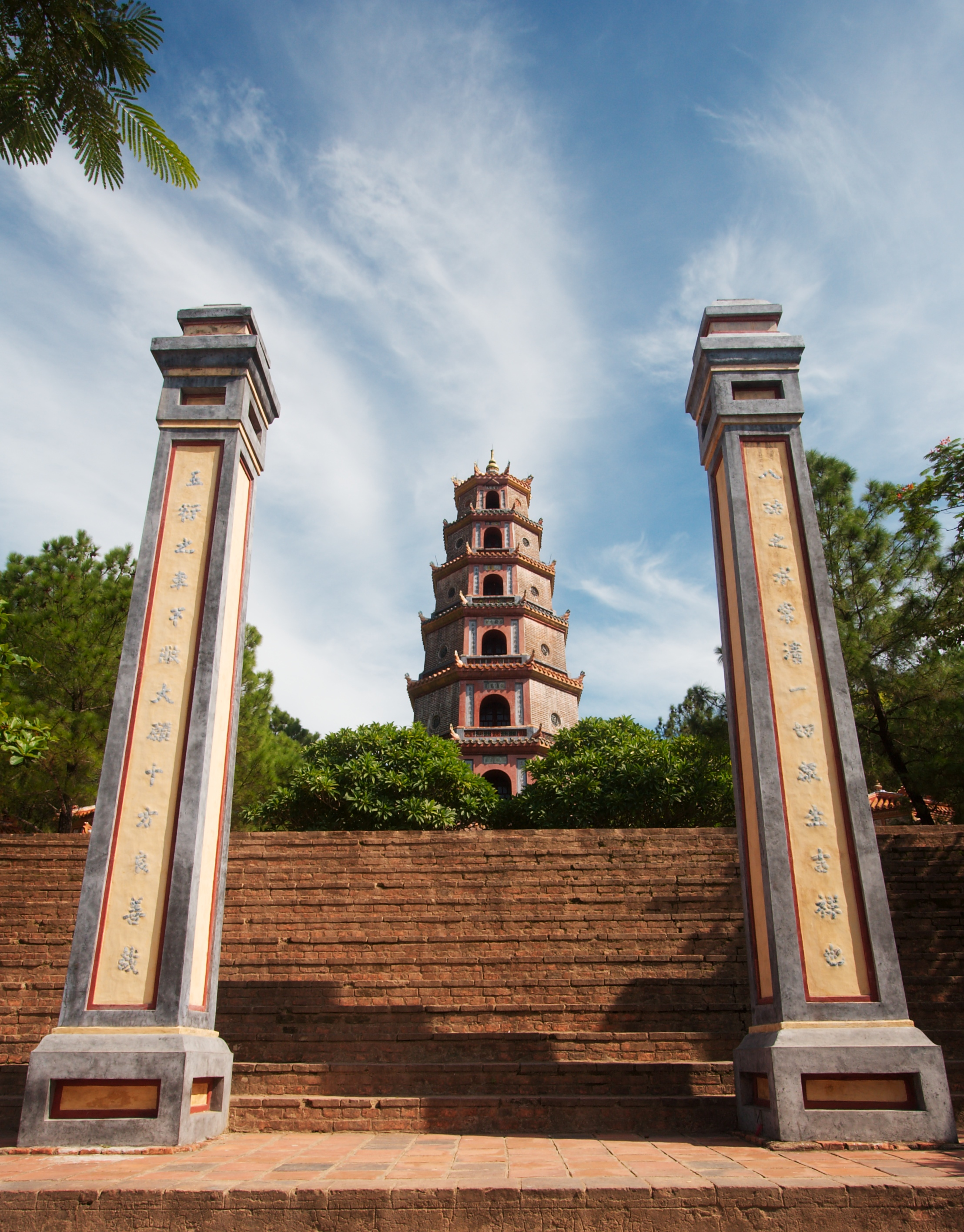
Thiên-Mụ-Pagode, Huế
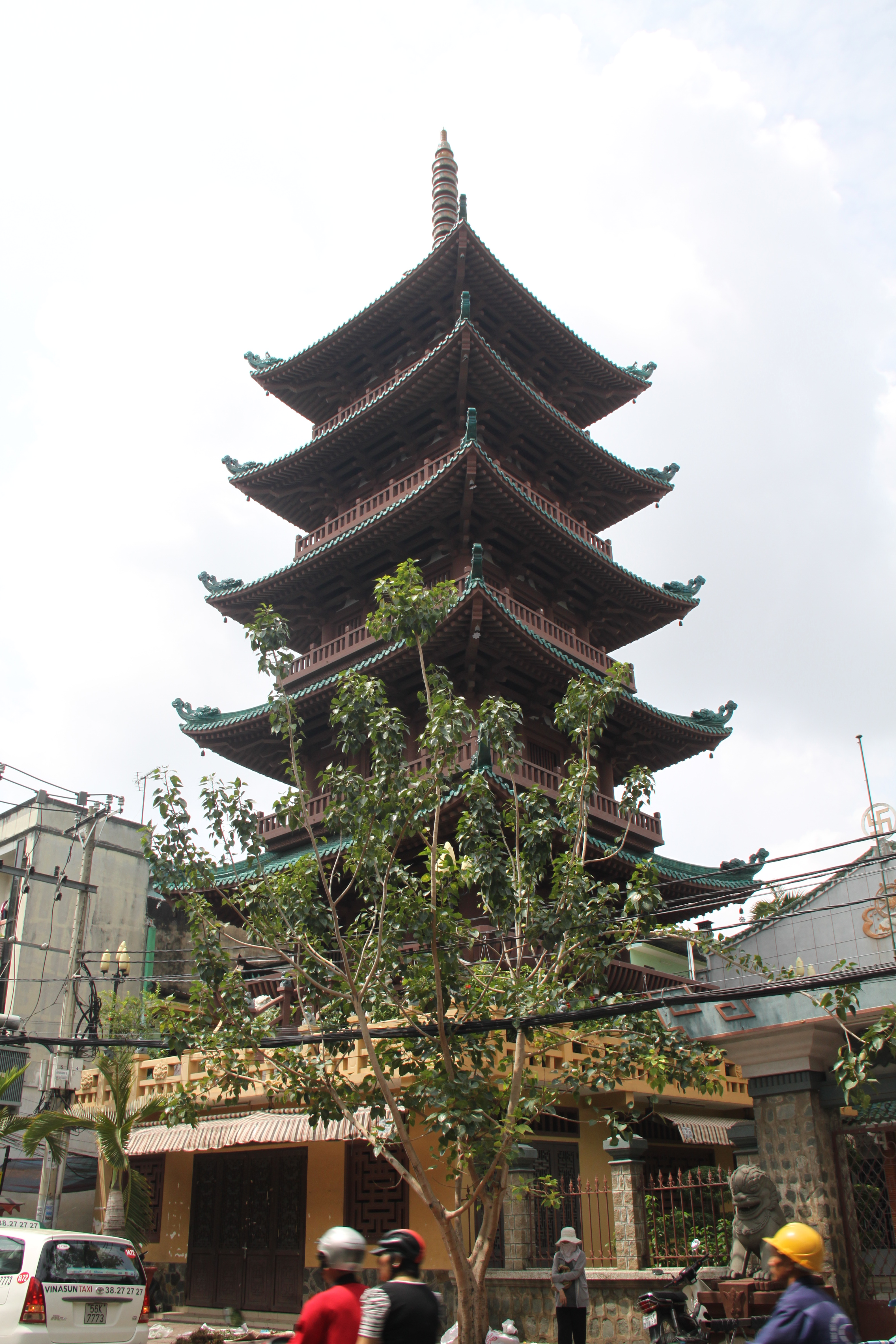
An-Quang-Pagode in Ho-Chi-Minh-Stadt
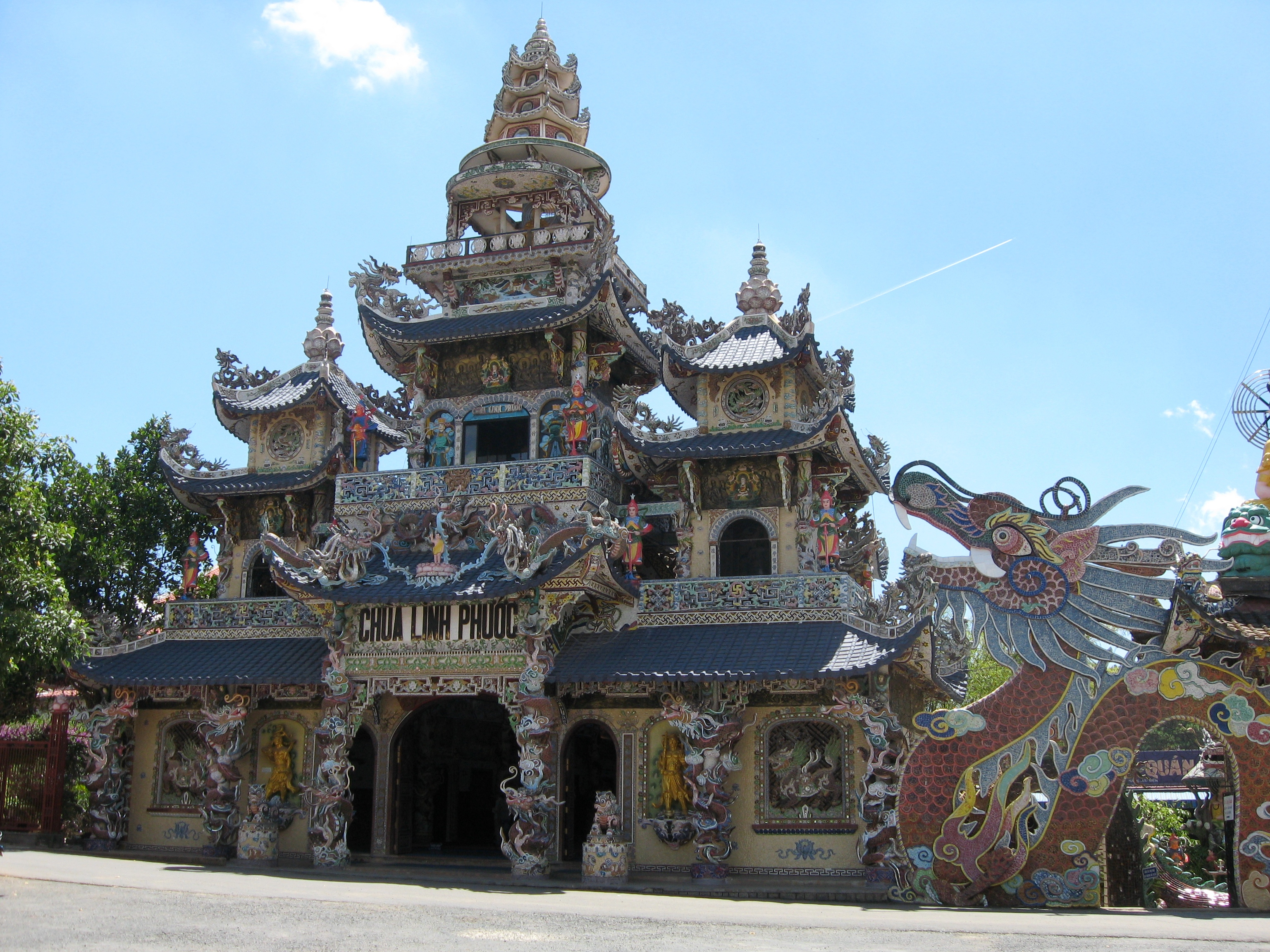
Linh-Phuoc-Pagode in der Nähe von Đà Lạt

- Nepal
- Nyatapola-Tempel
in Bhaktapur
- Taumadhi-Tol
in Bhaktapur
- Friedenspagode
Biswa Shanti Stupa
in Lumbini

Indien
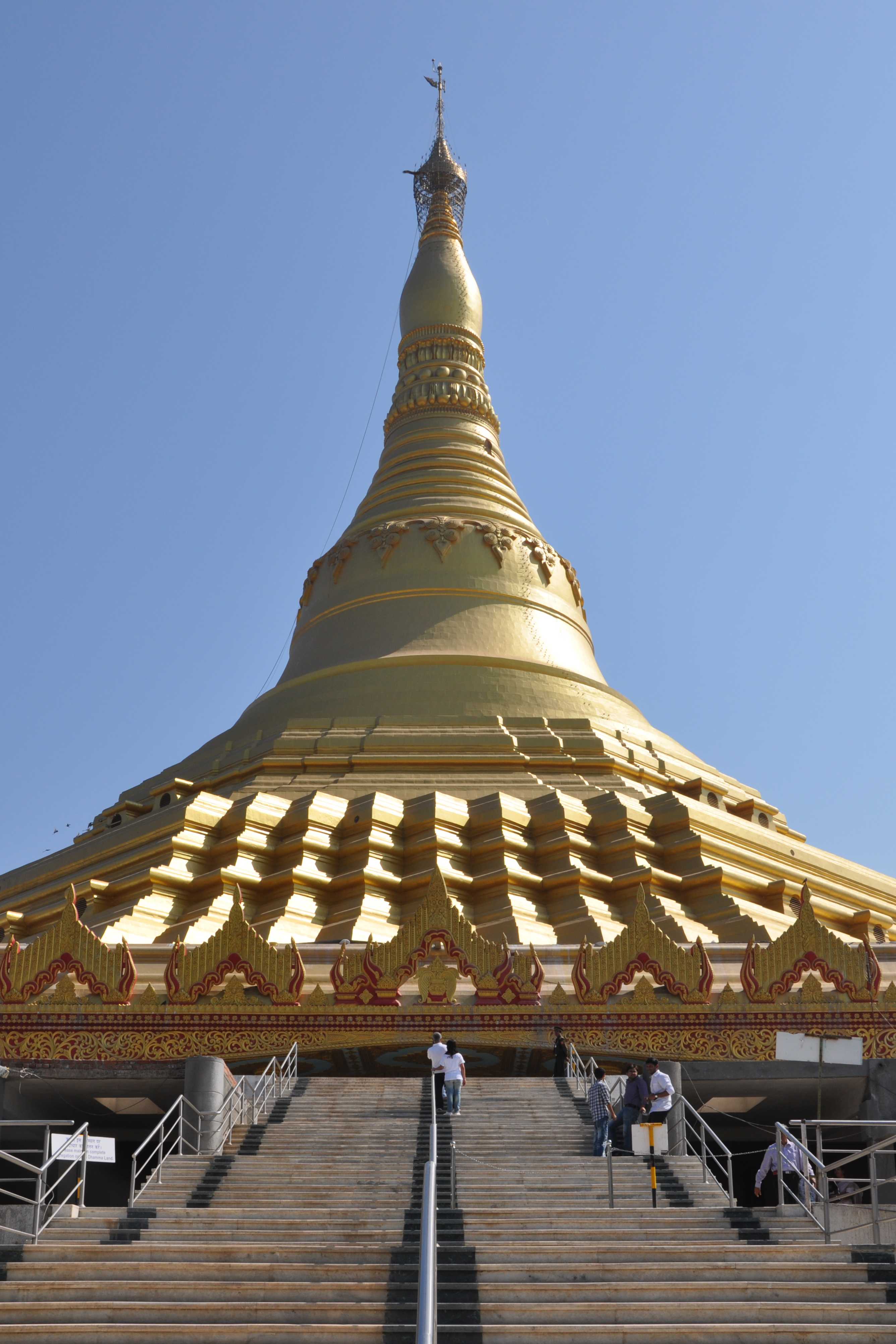
Vipassana-Pagode in der Nähe von Mumbai
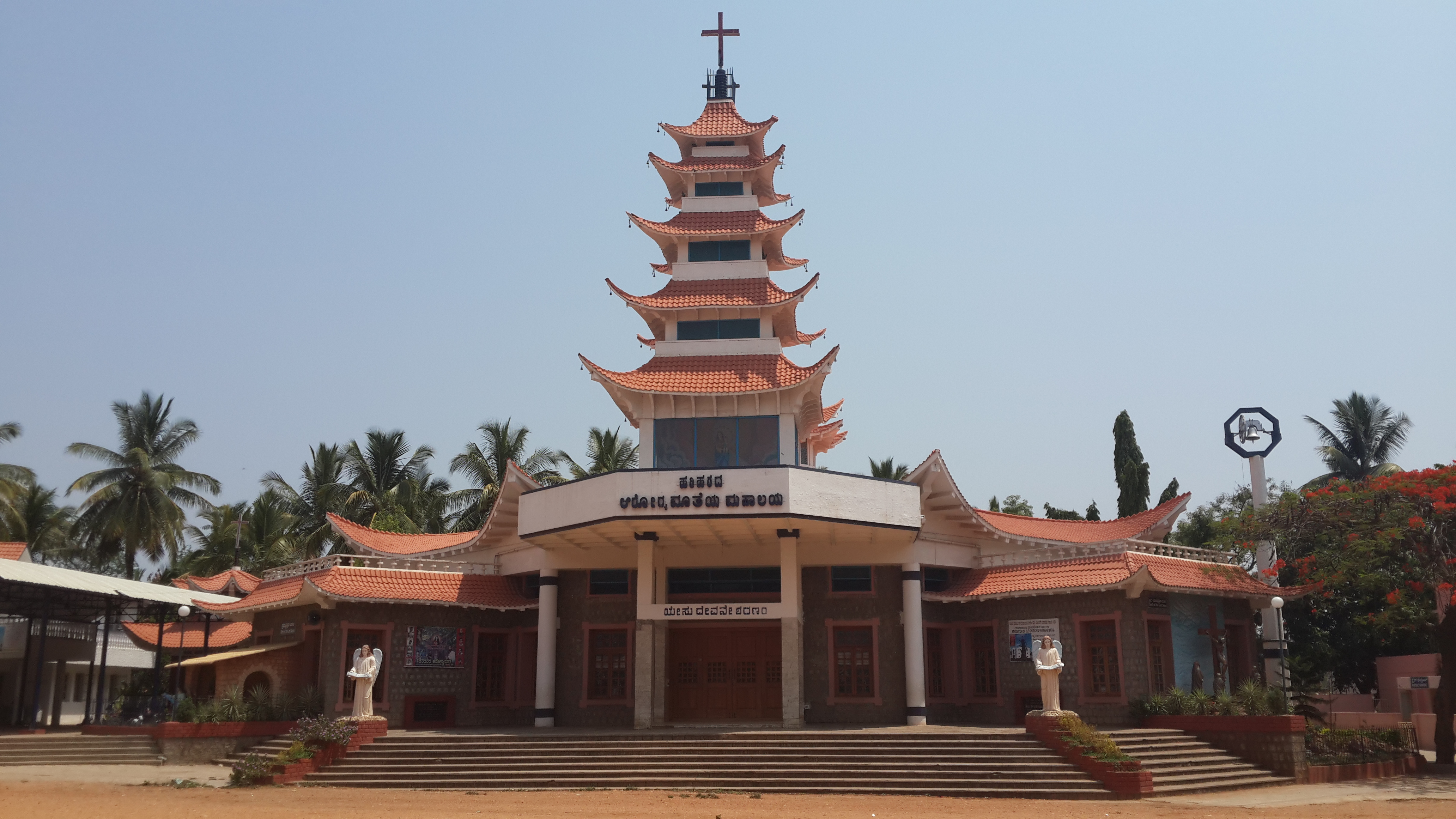
Our Lady of Health, römisch-katholische Kirche in Harihar, Karnataka
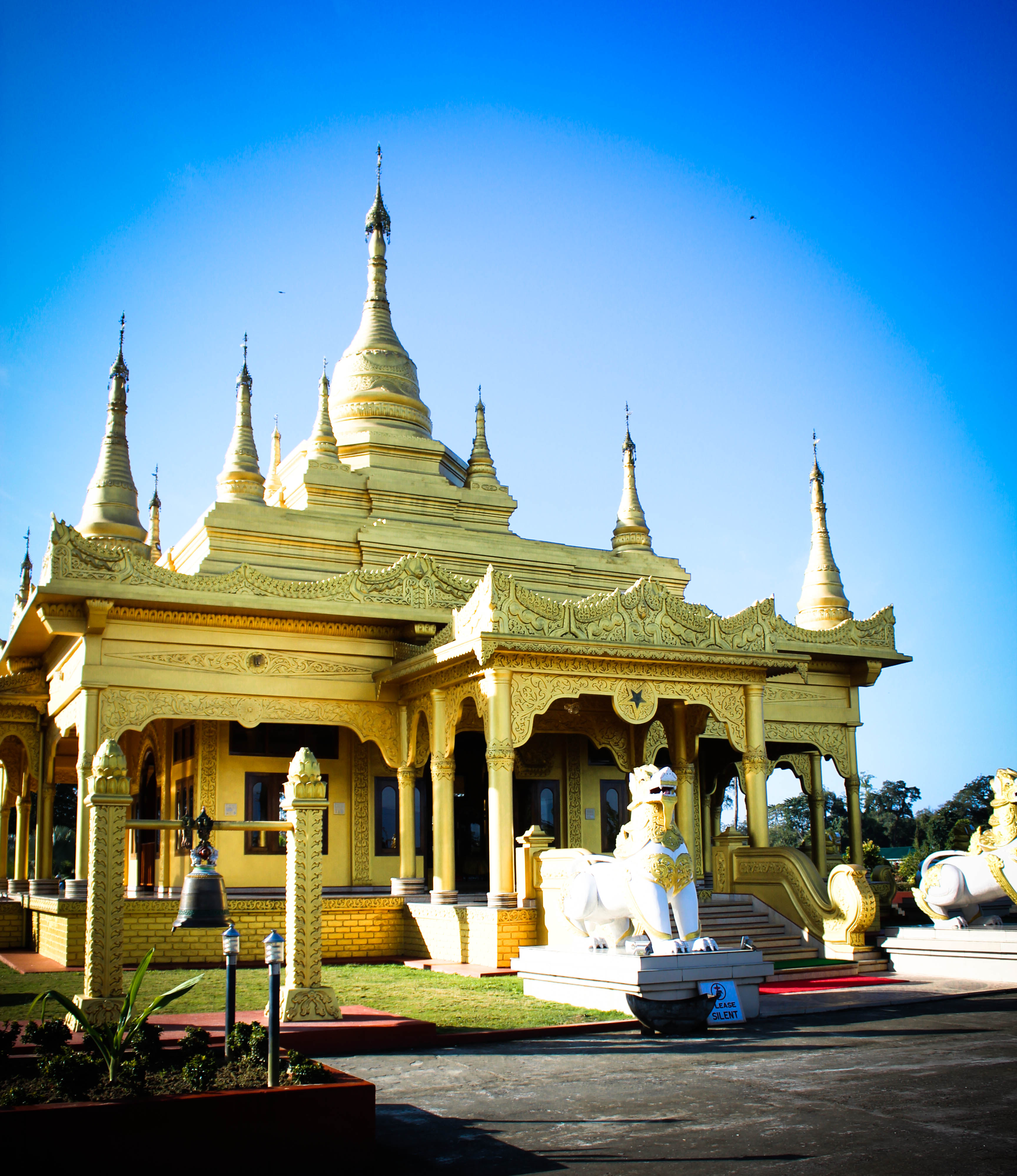
Goldene Pagode in Arunachal Pradesh
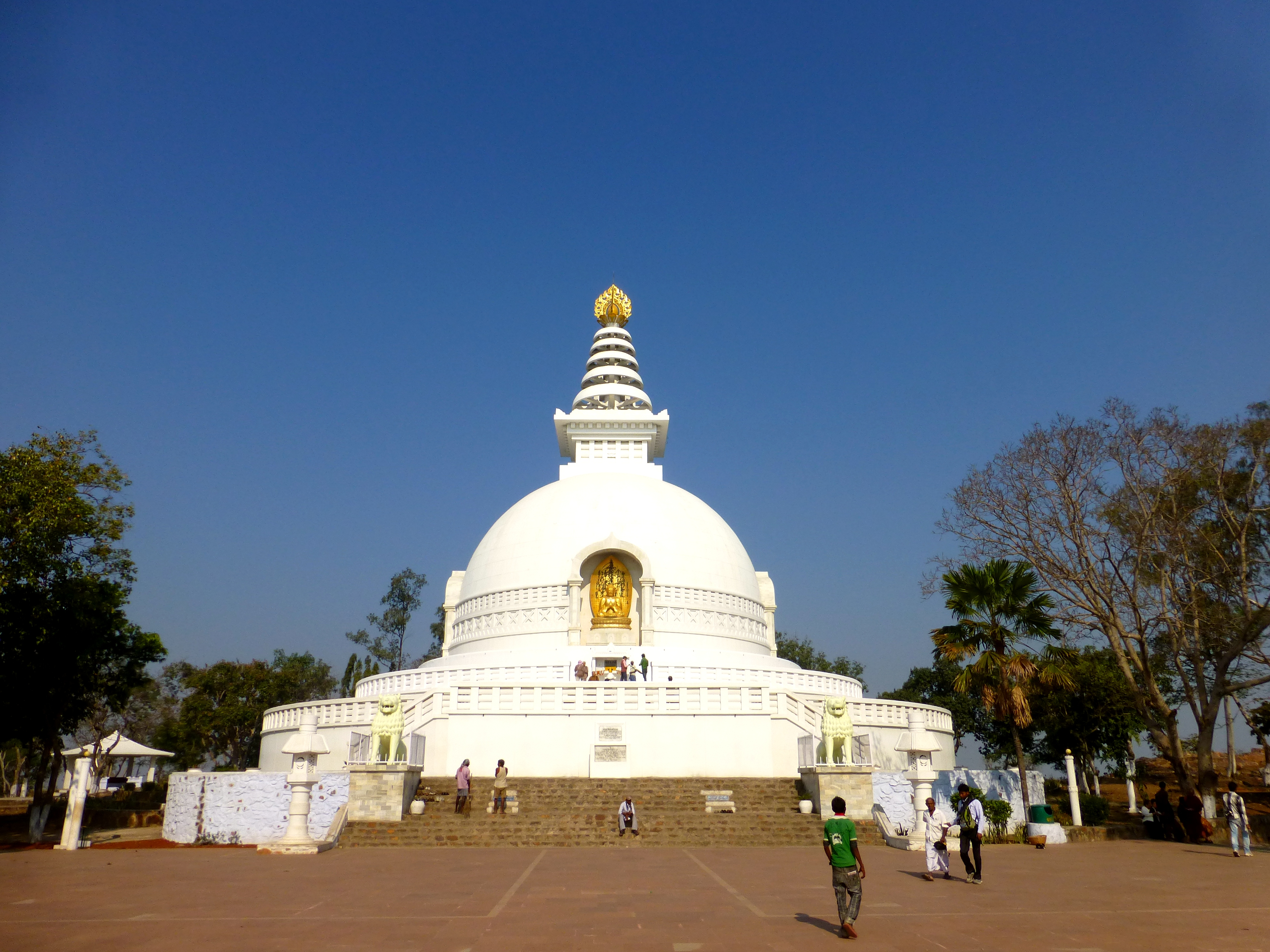
Friedenspagode Shanti Stupa in Rajgir

Myanmar
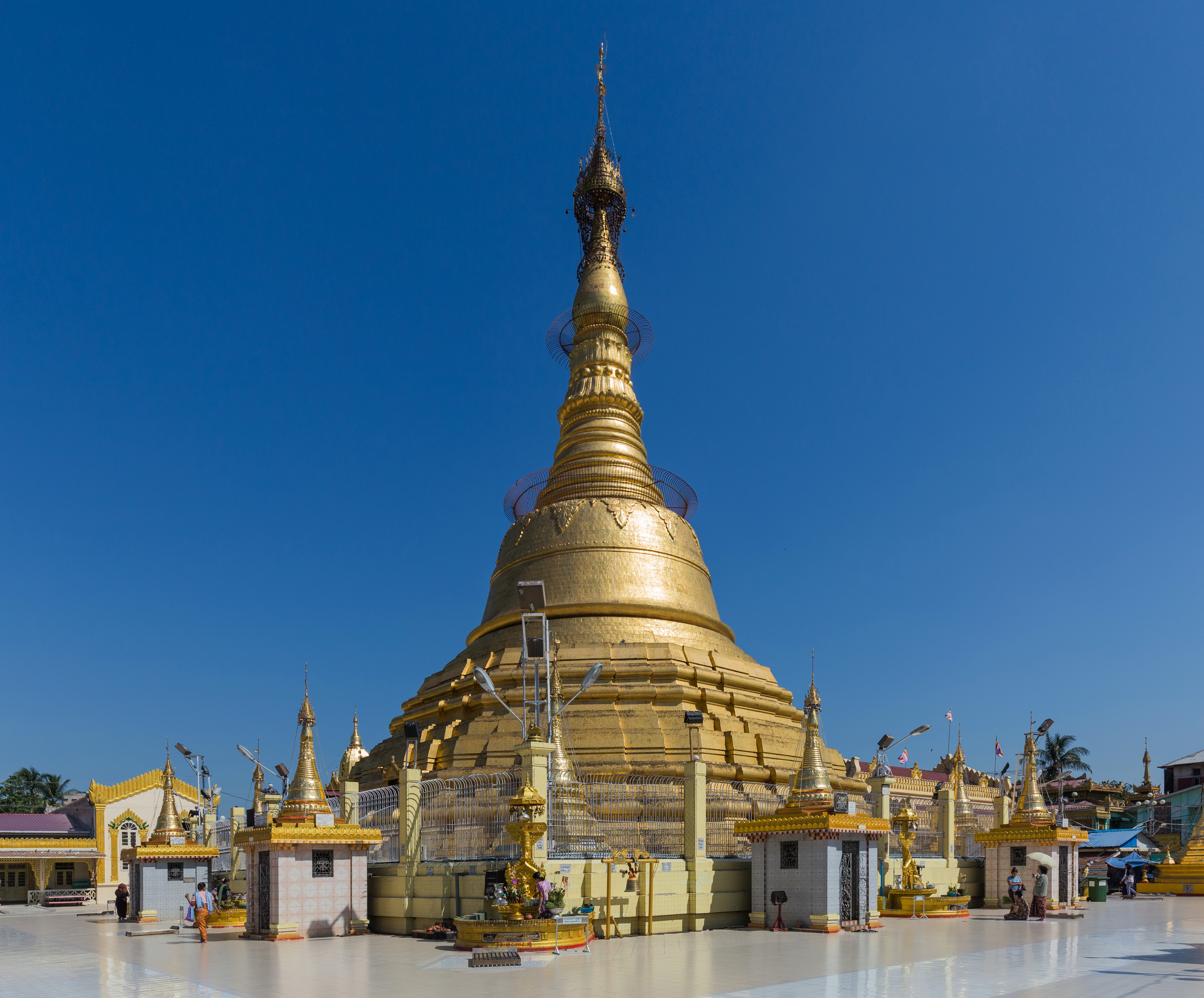
Botataung-Pagode in Rangun
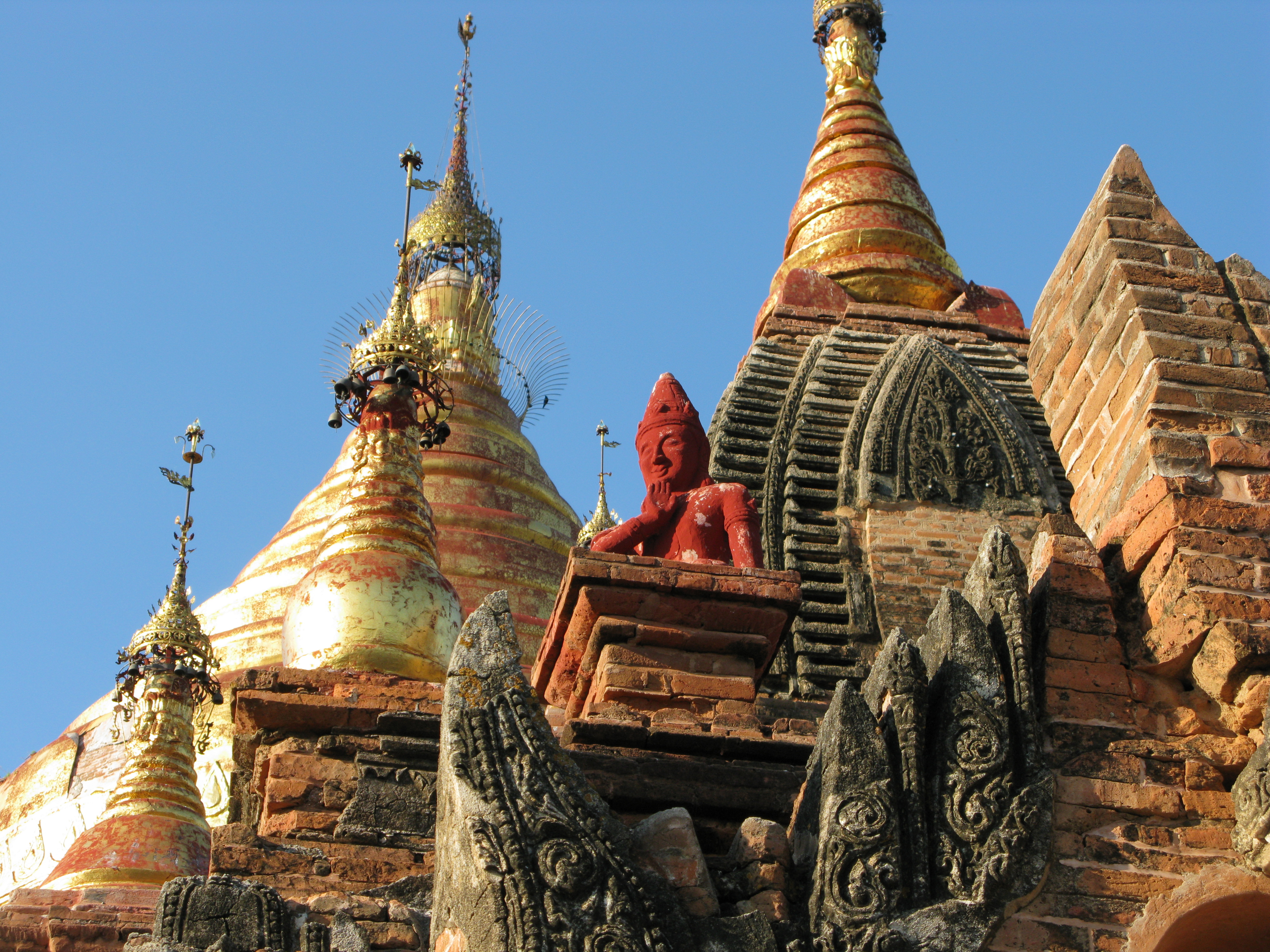
Dhammayazika-Pagode in Bagan
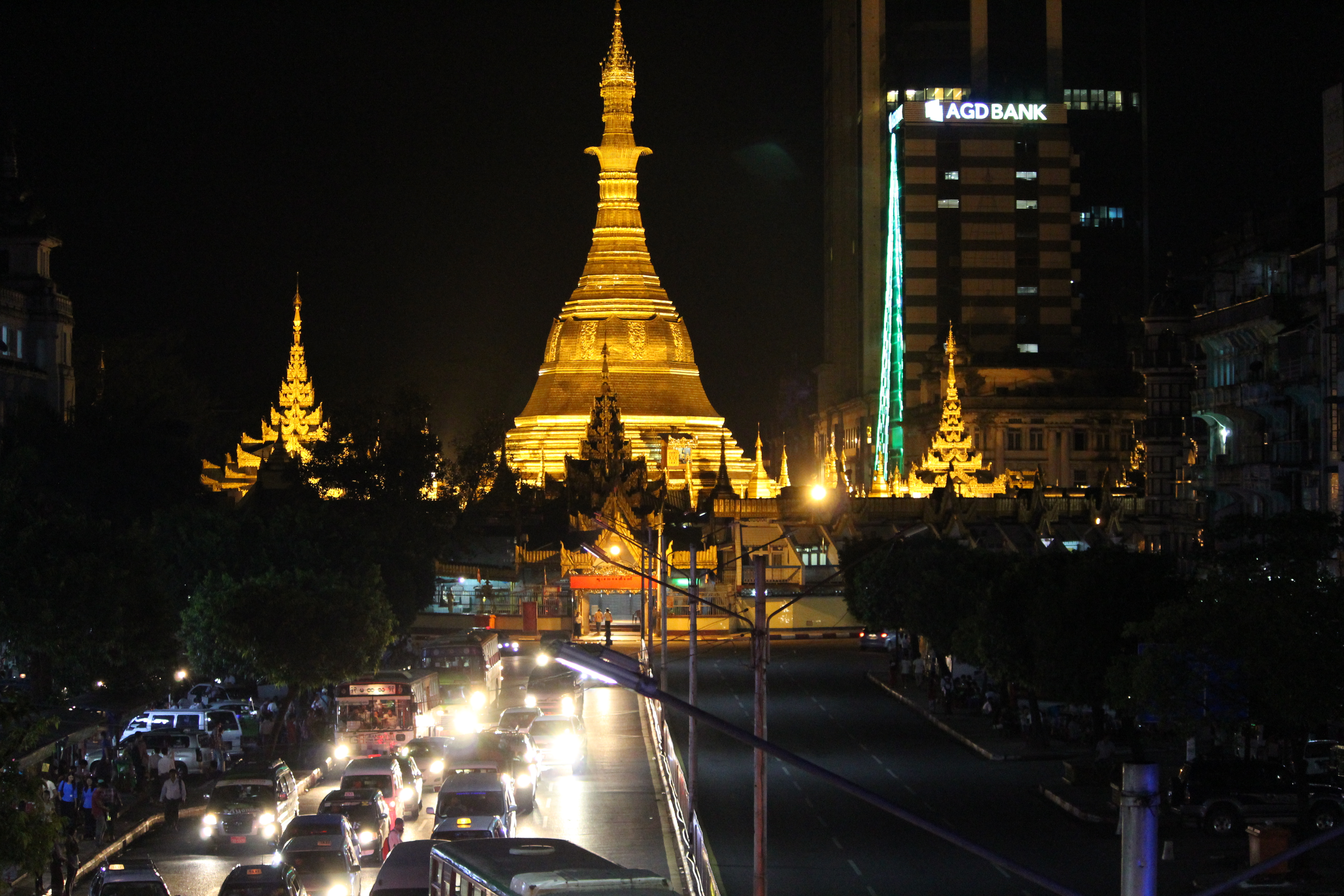
Sule-Pagode in Yangon
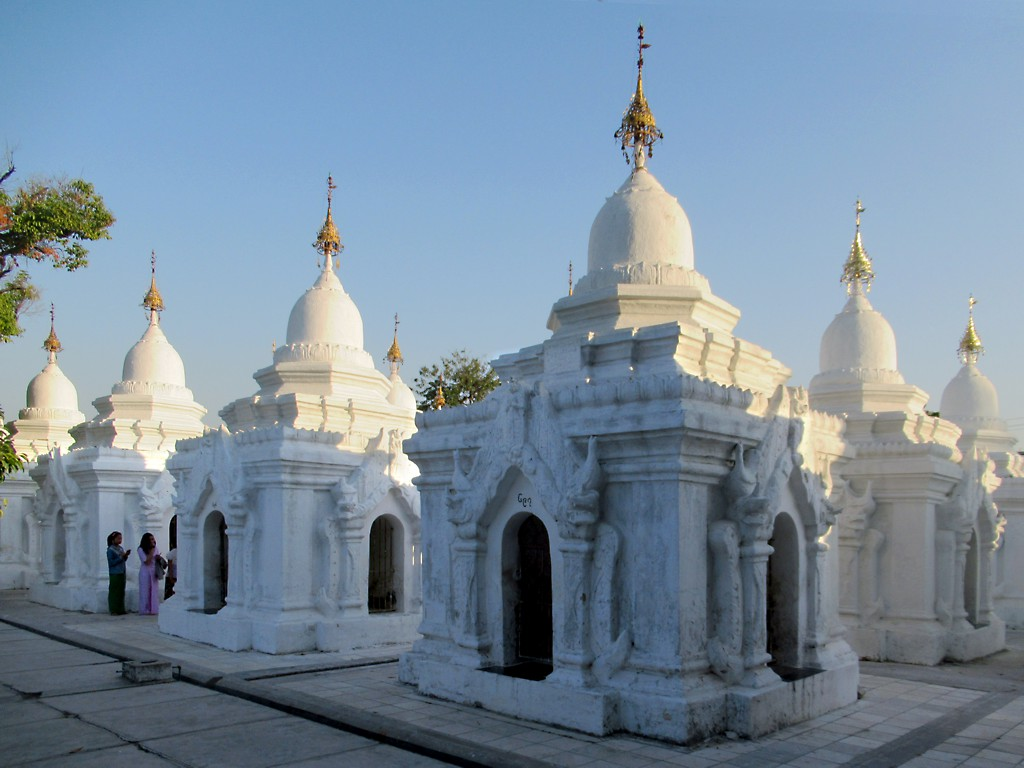
Einige der über 700 Stupas der Kuthodaw-Pagode in Mandalay

Europa
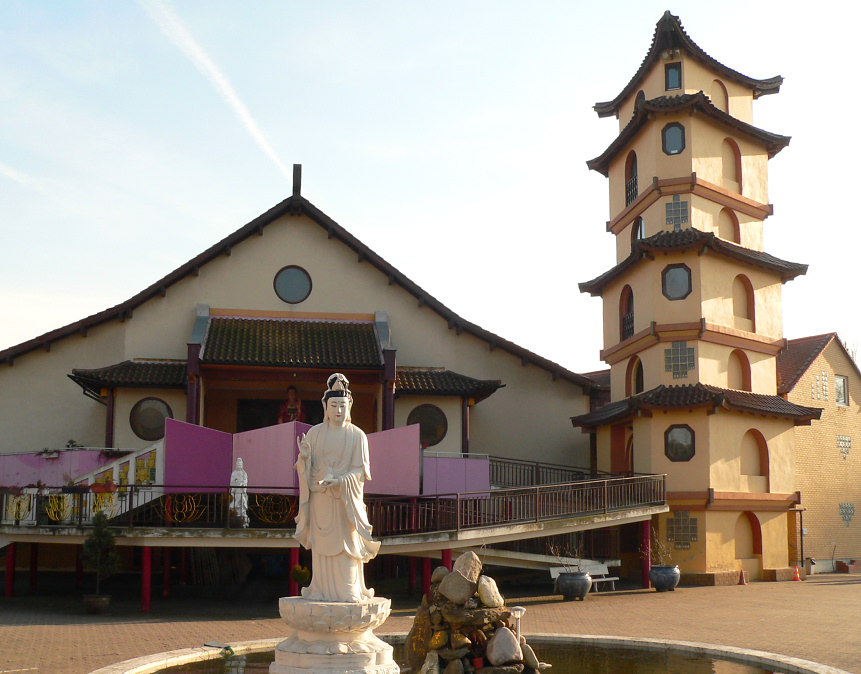
Pagode Viên Giác in Hannover-Mittelfeld mit Avalokiteshvara-Statue
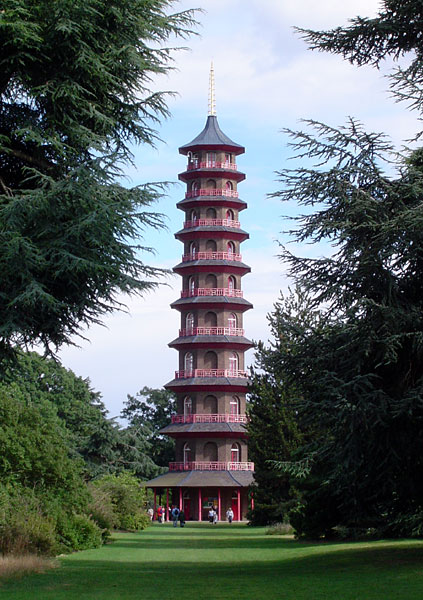
Pagode in den Kew Gardens, London
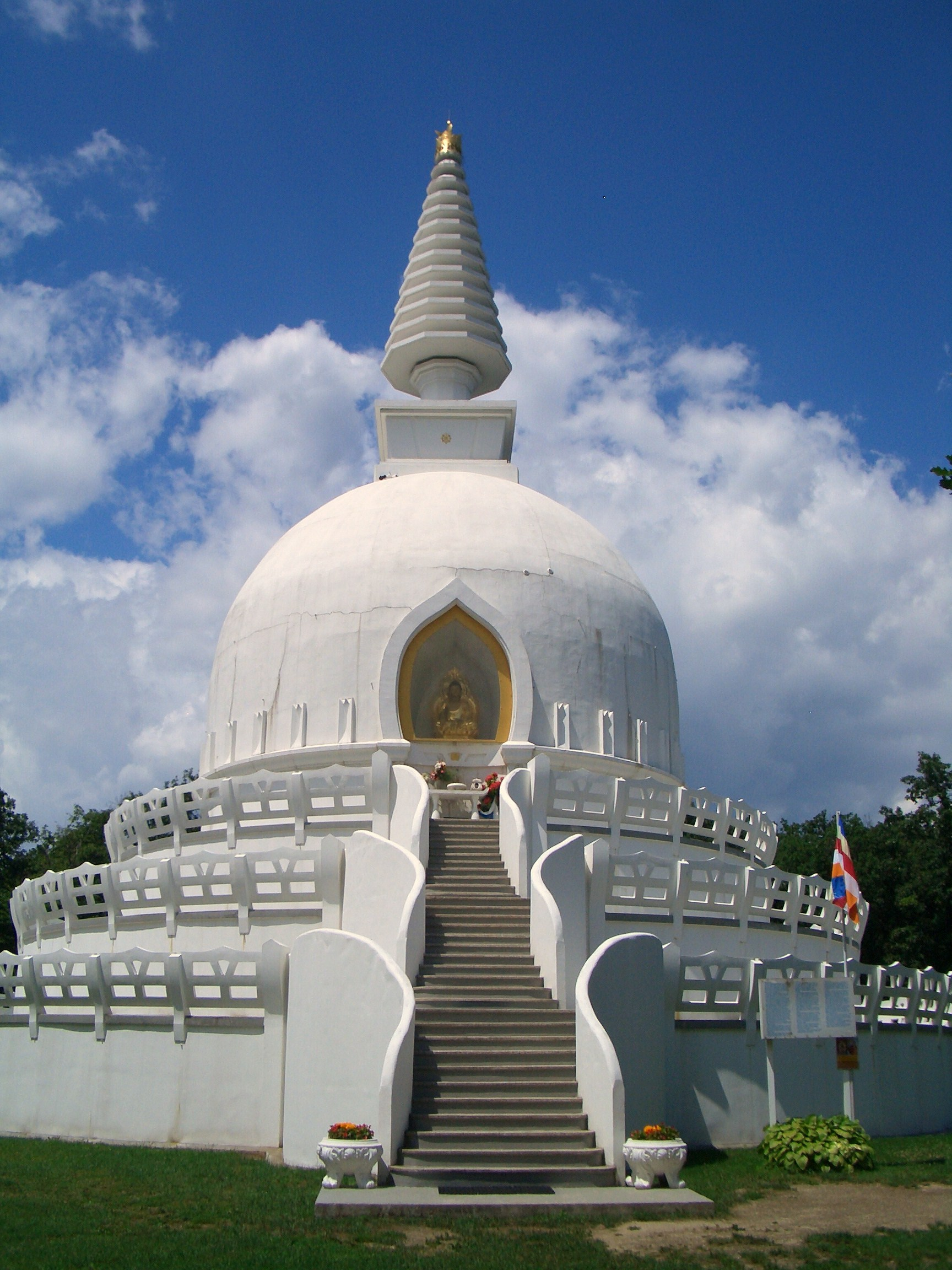
Friedens-Stupa in Zalaszántó, Ungarn
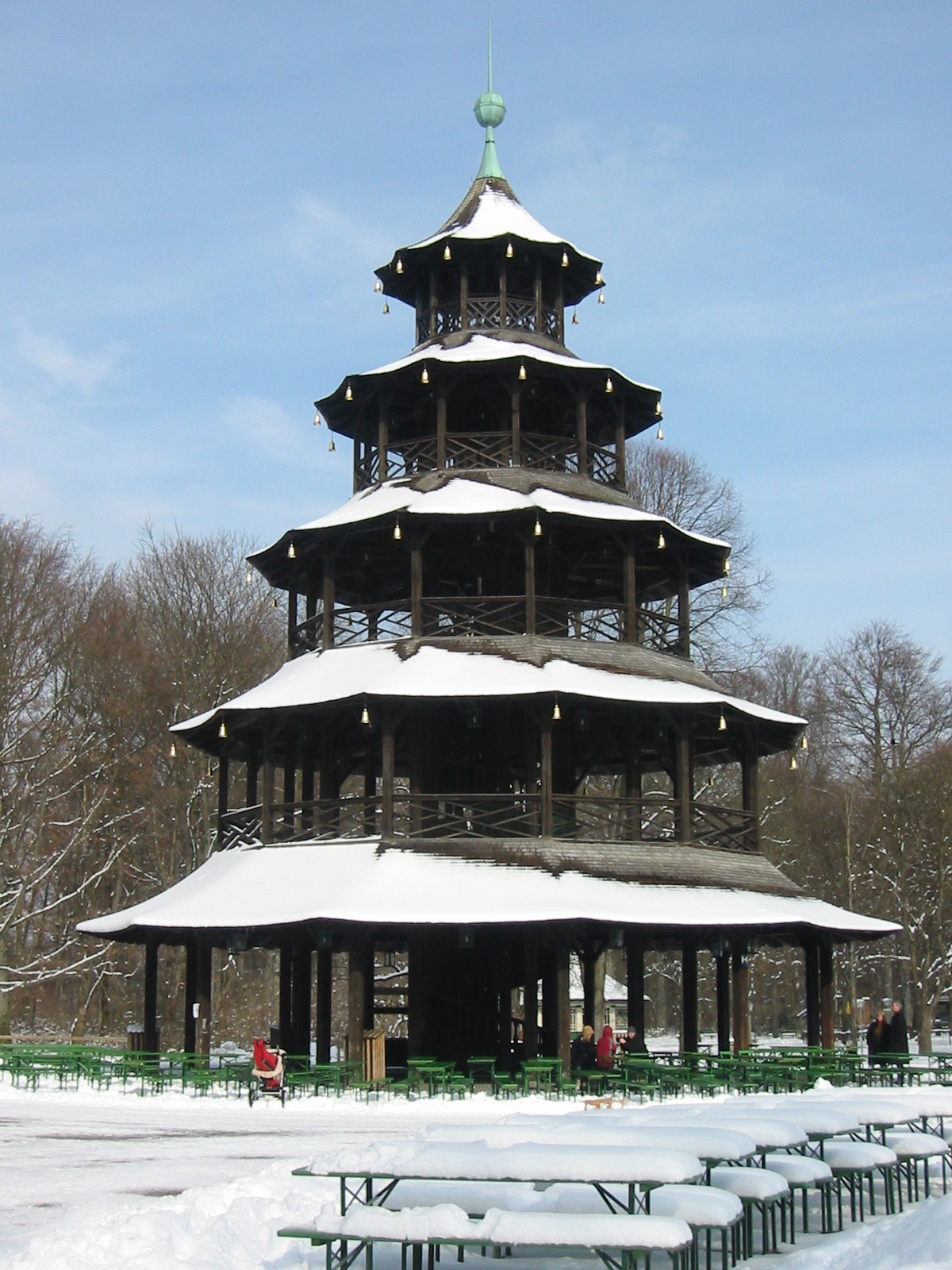
Chinesischer Turm in München
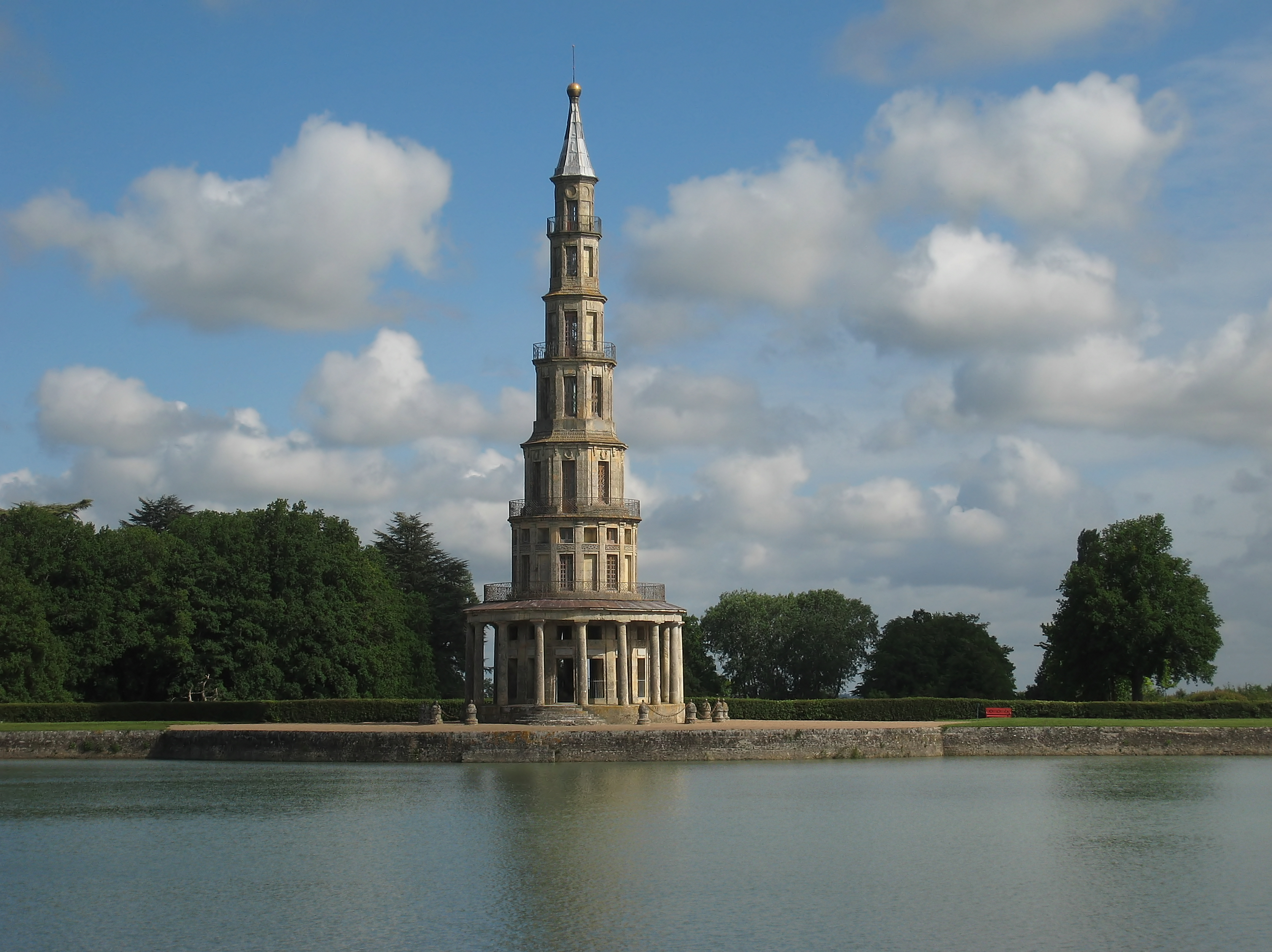
Pagode von Chanteloup bei Amboise

USA
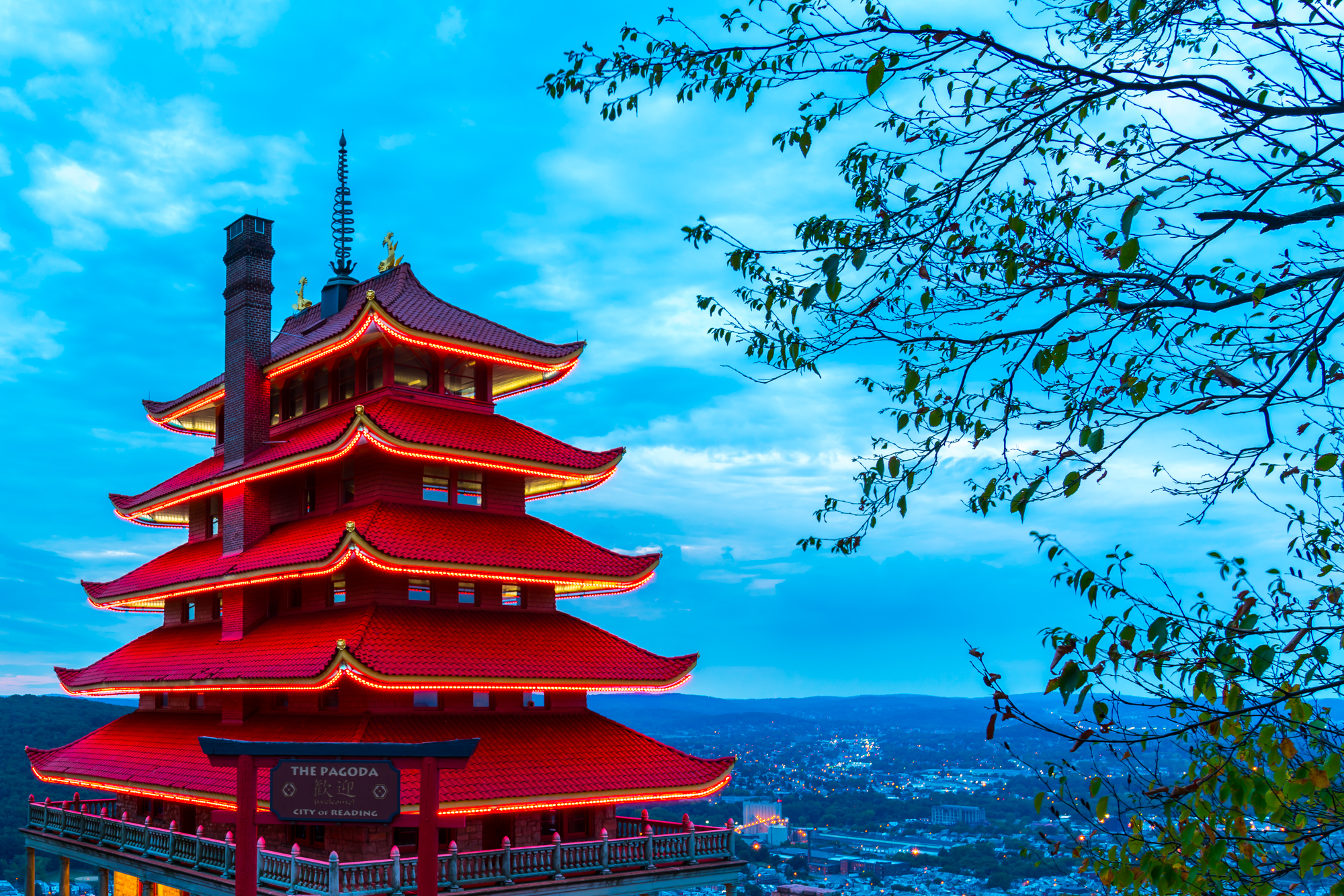
Pagode von Reading, Pennsylvania
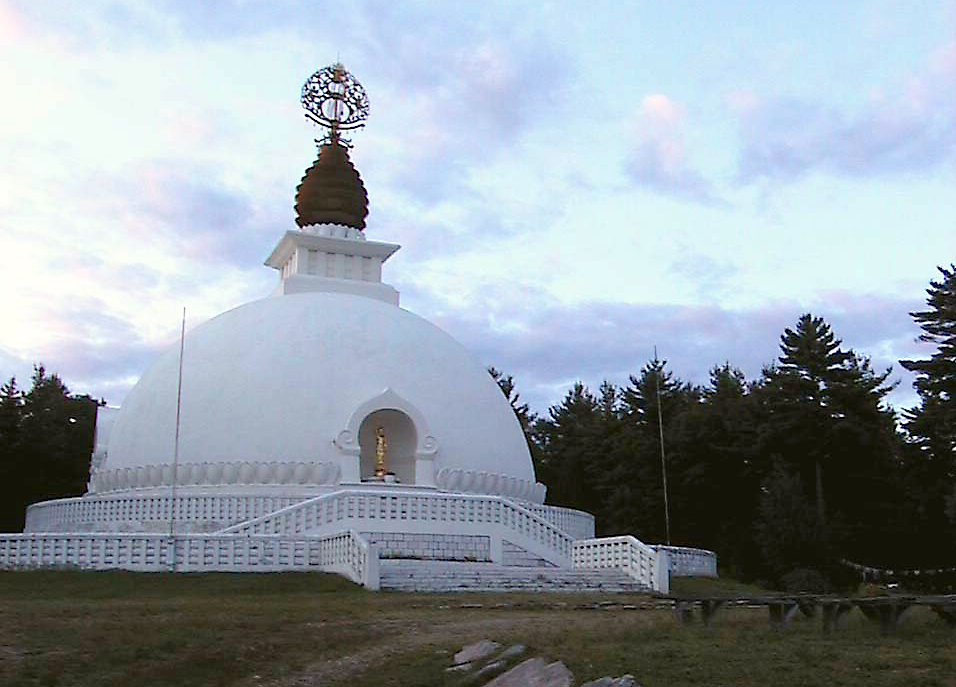
New England Peace Pagoda in Leverett, Franklin County (Massachusetts)
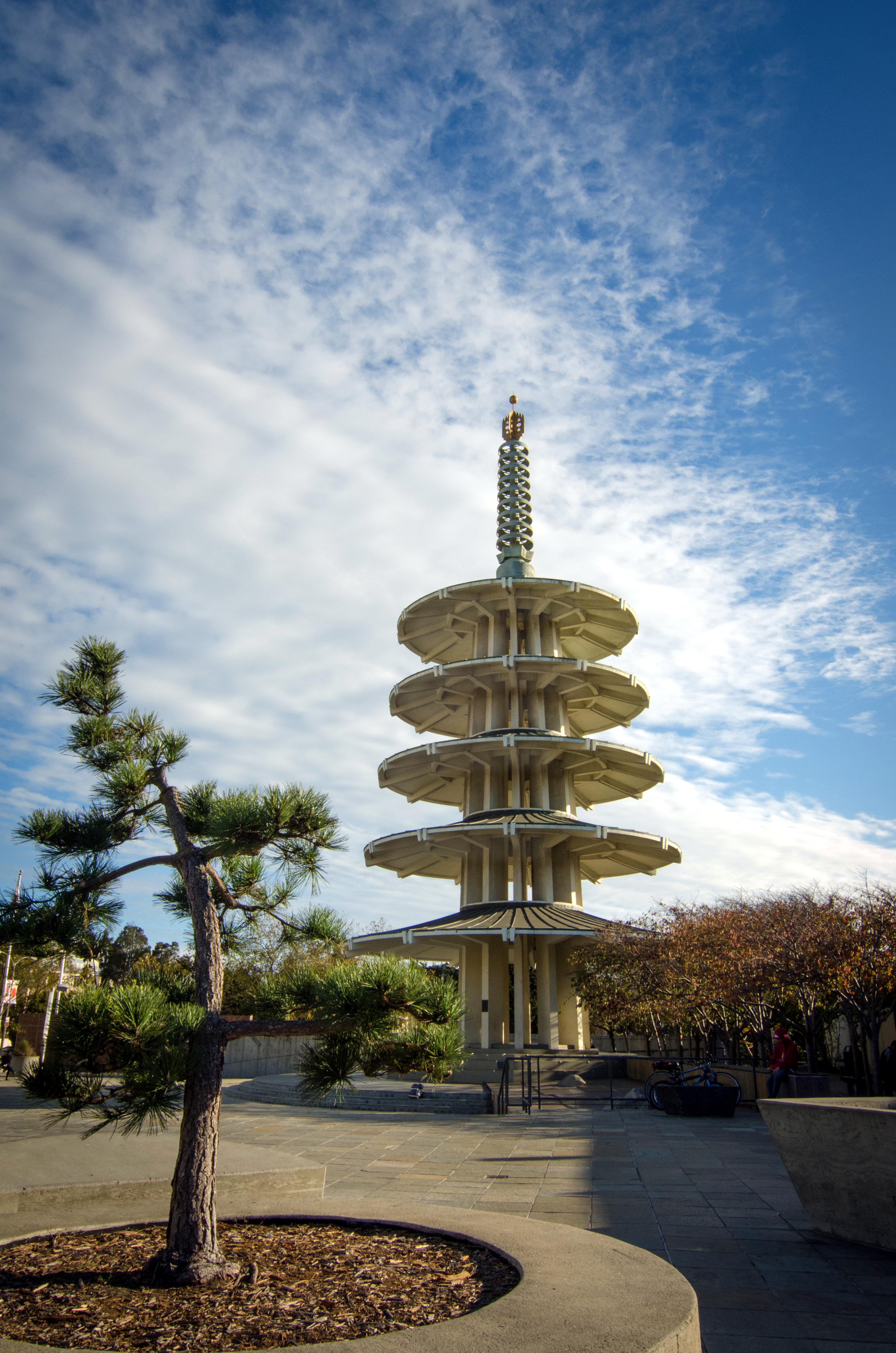
Friedenspagode von San Francisco

## Abgeleitete Bedeutungen

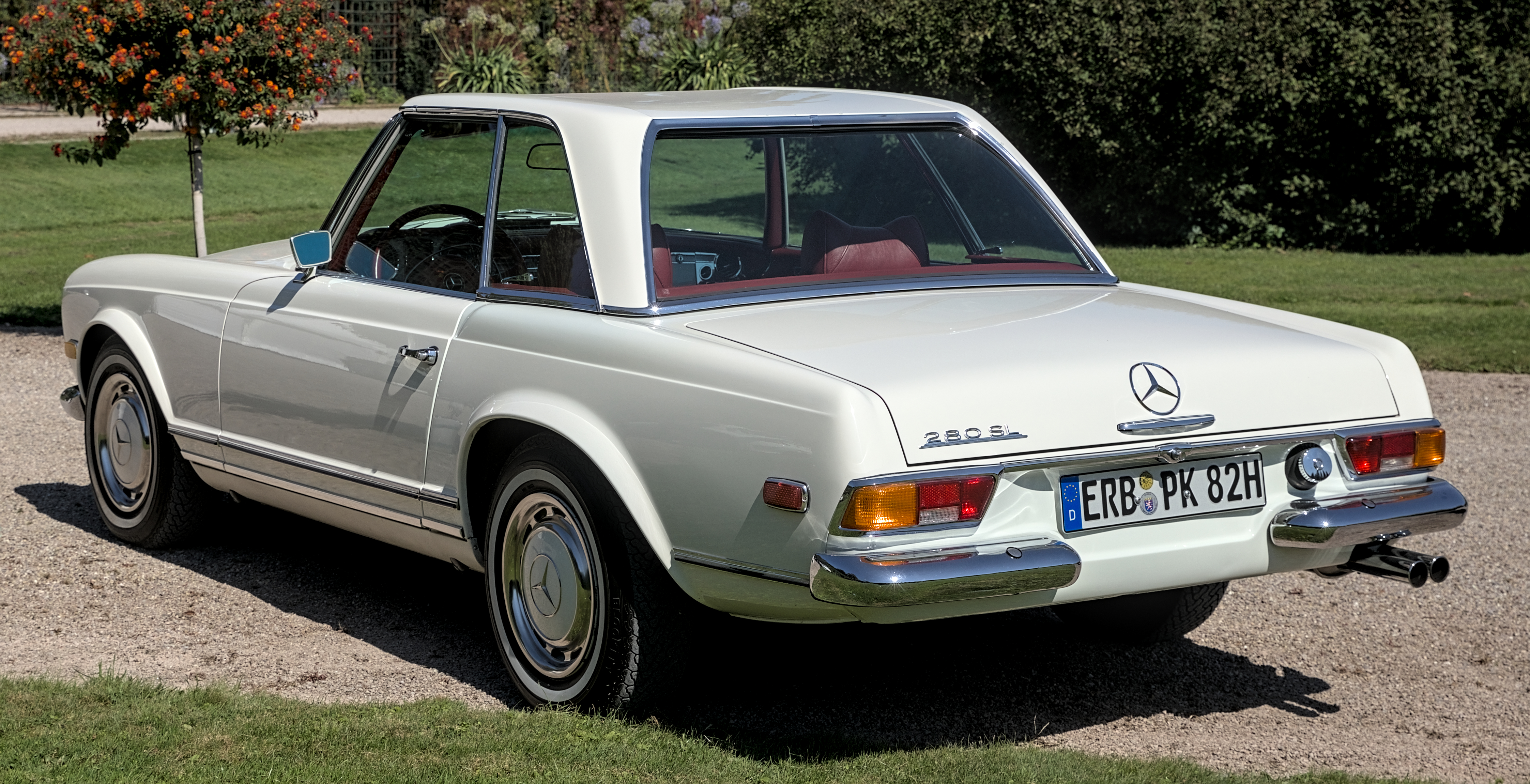
Mercedes-Benz W 113 „Pagode“

Als „Pagode“ werden umgangssprachlich auch die Fahrzeuge der Baureihe W 113 von Mercedes-Benz bezeichnet, die von 1963 bis 1971 produziert wurde, weil diese ein konkav gewölbtes Hardtop besitzen, das von hinten betrachtet an die Linienführung eines Pagodendaches erinnert.